# Französisches Truppenaufgebot bei Kriegsbeginn 1914

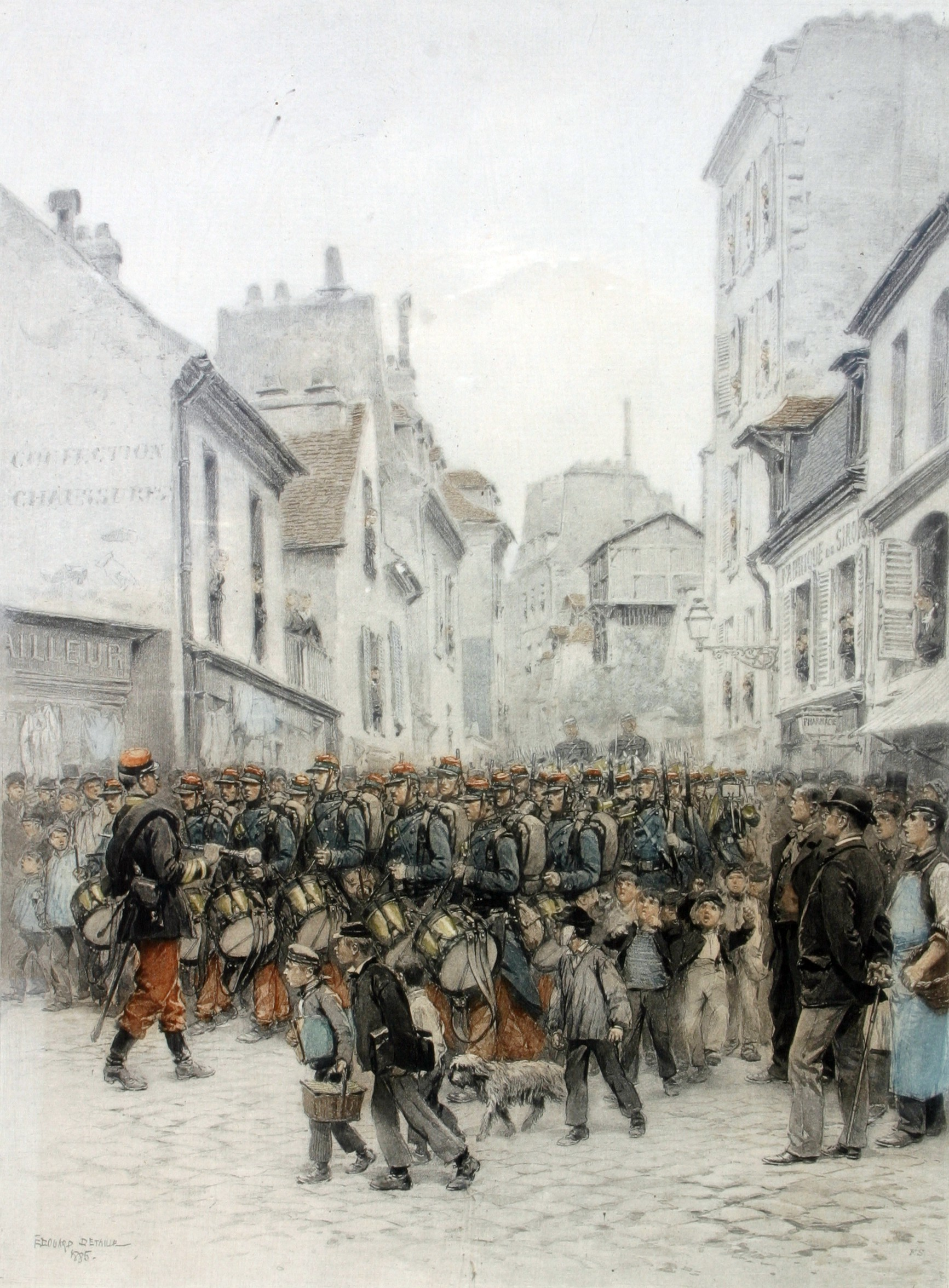
Defilee eines Bataillons von Édouard Detaille, 1885

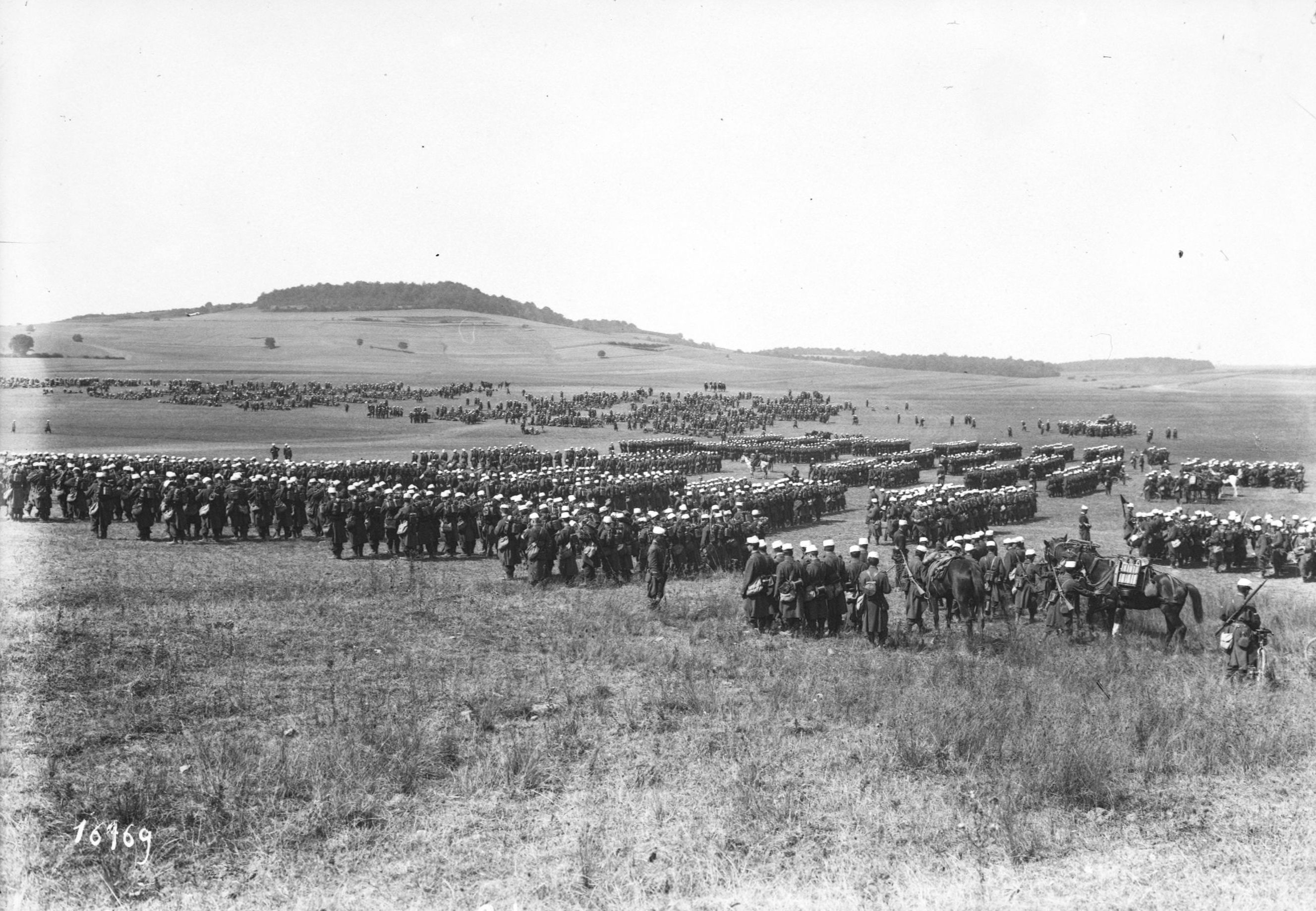
Aufmarsch französischer Infanterie während des „Großen Manövers“ von 1911 bei Vesoul

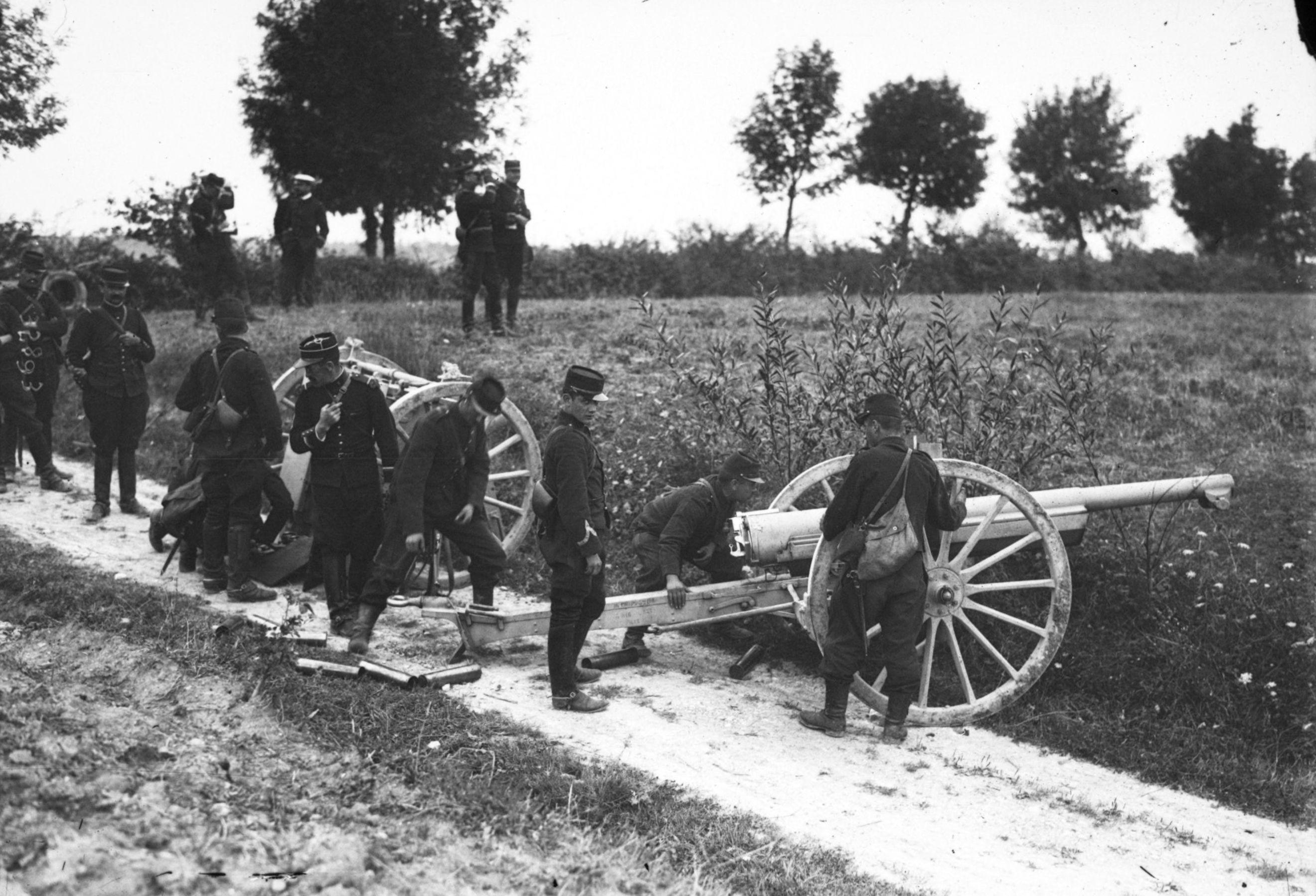
75-mm-Feldgeschütz während des Manövers 1913

Das französische Truppenaufgebot bei Kriegsbeginn 1914 zeigt die Organisation des französischen Heeres nach der Generalmobilmachung vom 2. August 1914.
Sie ähnelte stark der des zur gleichen Zeit mobilgemachten Deutschen Heeres, der Großteil der Truppen war an der Grenze zum Nachbarn stationiert. Als größte Einheiten bestanden fünf Armeen, die jeweils in mehrere Armeekorps untergliedert waren. Die Armeekorps waren wiederum in je zwei Divisionen aufgeteilt. Die nicht eingeteilten Einheiten standen als Reserve zur Disposition des Oberkommandierenden im Großen Hauptquartier (Grand Quartier Général) und des Kriegsministers. Dieses Schema wurde in den ersten Tagen des August 1914 geändert, als durch die Reservisten die Einheiten stark vergrößert wurden, dann durch die personelle Verstärkung der Armeekorps und die Aufstellung neuer Verbände.

## Organisation

### Friedensstärke
Die Stärke des französischen Heeres betrug im Frühjahr 882.907 Mann, davon 686.993 Mann im Mutterland, 62.598 Mann in Algerien und Tunesien, 81.750 Mann in Marokko sowie 51.566 Mann Hilfstruppen. Das Gebiet der Dritten Republik war in 21 Militärregionen aufgeteilt, von denen 20 im Mutterland und eine (die 20.) in Algerien disloziert waren. Dazu kam die nicht unbedeutende Einrichtung des Militärgouvernements von Paris. Jede Militärregion stellte zwei Infanteriedivisionen (ausgenommen die VI. Militärregion, die drei Divisionen stellte).
| Militärregion (Armeekorps) | Wehrbereich       | Friedensgarnisonen der Divisionen |
| -------------------------- | ----------------- | --- |
| GMP                        | Paris             | 1. Kavalleriedivision (Paris), 7. Kavalleriedivision (Melun) und 1. Kolonial-Infanteriedivision (Paris)                                                                     |
| Ire                        | Lille             | 1. Infanteriedivision (Lille) und 2. Infanteriedivision (Arras) |
| IIe                        | Amiens            | 3. Infanteriedivision (Amiens), 4. Infanteriedivision (Mézières) und 4. Kavalleriedivision (Sedan)                                                                          |
| IIIe                       | Rouen             | 5. Infanteriedivision (Rouen) und 6. Infanteriedivision (Paris) |
| IVe                        | Le Mans           | 4. Infanteriedivision (Le Mans) und 7. Infanteriedivision (Paris) |
| Ve                         | Orléans           | 9. Infanteriedivision (Orléans) und 10. Infanteriedivision (Paris) |
| VIe                        | Châlons-sur-Marne | 12. Infanteriedivision (Reims), 40. Infanteriedivision (Saint-Mihiel), 42. Infanteriedivision (Verdun), 3. Kavalleriedivision (Compiègne) und 5. Kavalleriedivision (Reims) |
| VIIe                       | Besançon          | 14. Infanteriedivision (Belfort), 41. Infanteriedivision (Remiremont) und 8. Kavalleriedivision (Dole)                                                                      |
| VIIIe                      | Bourges           | 15. Infanteriedivision (Dijon) und 16. Infanteriedivision (Bourges) |
| IXe                        | Tours             | 17. Infanteriedivision (Châteauroux), 18. Infanteriedivision (Angers) und 9. Kavalleriedivision (Tours)                                                                     |
| Xe                         | Rennes            | 19. Infanteriedivision (Rennes) und 20. Infanteriedivision (Saint-Servan)                                                                                                   |
| XIe                        | Nantes            | 21. Infanteriedivision (Nantes), 22. Infanteriedivision (Vannes) und 3. Kolonial-Infanteriedivision (Brest (Finistère))                                                     |
| XIIe                       | Limoges           | 23. Infanteriedivision (Angoulême) und 24. Infanteriedivision (Périgueux)                                                                                                   |
| XIIIe                      | Clermont-Ferrand  | 25. Infanteriedivision (Saint-Étienne) und 26. Infanteriedivision (Clermont-Ferrand)                                                                                        |
| XIVe                       | Lyon              | 27. Infanteriedivision (Grenoble), 28. Infanteriedivision (Chambéry) und 6. Kavalleriedivision (Lyon)                                                                       |
| XVe                        | Marseille         | 29. Infanteriedivision (Nizza), 30. Infanteriedivision (Avignon) und 2. Kolonial-Infanteriedivision (Toulon)                                                                |
| XVIe                       | Montpellier       | 31. Infanteriedivision (Montpellier) und 32. Infanteriedivision (Perpignan)                                                                                                 |
| XVIIe                      | Toulouse          | 33. Infanteriedivision (Montauban), 34. Infanteriedivision (Toulouse) und 10. Kavalleriedivision (Montauban)                                                                |
| XVIIIe                     | Bordeaux          | 35. Infanteriedivision (Bordeaux) und 36. Infanteriedivision (Bayonne) |
| XIXe                       | Algier            | Divisionen „Algier“, „Oran“ und „Constantine“ |
| XXe                        | Nancy             | 11. Infanteriedivision (Nancy), 39. Infanteriedivision (Toul) und 2. Kavalleriedivision (Lunéville)                                                                         |
| XXIe                       | Épinal            | 13. Infanteriedivision (Chaumont) und 43. Infanteriedivision (Saint-Dié) |

Die gesamte (aktive) Infanterie bestand aus 686 Bataillonen: 173 Regimenter im Mutterland zu je drei Bataillonen und neun Regimenter zu vier Bataillonen. Dazu kamen 31 Bataillone Jäger zu Fuß (Chasseurs à pied) und die zwölf Regimenter Kolonialinfanterie zu je drei Bataillonen. In den Kolonien befanden sich vier Regimenter Zuaven zu je sechs Bataillonen, neun Regimenter algerischer Schützen (Tirailleurs algériens) mit zusammen 40 Bataillonen, zwei Regimenter der Légion étrangère zu je sechs Bataillonen, fünf Bataillone leichte afrikanische Infanterie (Infanterie légère d’Afrique), sechs marokkanische Kolonial-Marschregimenter sowie fünf Bataillone marokkanischer Hilfstruppen.
Die Kavallerie verfügte am Tag der Mobilmachung über 378 Escadrons in 89 Regimentern. Sie bestand aus zwölf Kürassierregimentern, 32 Dragonerregimentern, 23 Regimentern Jäger zu Pferde (Chasseurs à cheval), 14 Husarenregimentern, sechs Regimentern „Chasseurs d’Afrique“ und vier Regimentern Spahis. Dazu kamen eine Escadron Spahis sénégalais und zwölf Escadrons marokkanische Hilfstruppen.
Die Artillerie verfügte über 855 Batterien, jede mit vier Geschützen.
Aufgeteilt war sie in 62 Regimenter Feldartillerie, zwei Regimenter Gebirgsartillerie, elf Regimenter Fußartillerie, fünf Regimenter schwere Artillerie, zehn Gruppen afrikanischer Artillerie und drei Regimenter Kolonialartillerie. Zur Divisionsartillerie gehörten davon 378 Batterien (zu je drei Gruppen), zur Korpsartillerie 240 Batterien (zu je vier Gruppen) und zur reitenden Artillerie 327 Batterien.
Die Pioniertruppe bestand aus elf Regimentern mit 145 Spezialkompanien und 44 Détachements (z. B. Fernmeldeabteilungen).
Die Fliegertruppe setzte sich aus 26 Fliegerstaffeln und 10 Ballonstaffeln zusammen.

### Kriegszustand
Die Mobilmachung vom 2. August 1914 gemäß dem Plan XVII rief bis zum 18. August 2.829.000 Mann in die Depots, dazu kamen 71.000 Freiwillige. Die aktiven Einheiten mit ihrem Friedensstand von 680.000 Mann wurden durch Reservisten der drei letzten Jahrgänge verstärkt. Des Weiteren wurden neue Einheiten aus älteren Reservisten aufgestellt, die als Reserve- und Territorialregimenter bezeichnet wurden. Die Anzahl der Bataillone wurde von 686 auf 1636, die der Kavallerieescadrons von 365 auf 600, die der Artilleriebatterien von 855 auf 1527 und die der Pioniereinheiten von 191 auf 628 erhöht.
Des Weiteren wurde von den 21 Militärregionen unverzüglich je ein Armeekorps mit der Nummer der Militärregion aufgestellt. Ausgenommen war die XIX. Militärregion in Algerien, die nur mit der 37. und 38. Infanteriedivision das Kolonial-Infanteriekorps verstärkte. Zusammen waren das 46 aktive Infanteriedivisionen mit 1.054.000 Mann – inklusive der 44. Infanteriedivision, die erst bei der Mobilmachung aufgestellt wurde, und 10 Kavalleriedivisionen mit 52.500 Mann.
Gleichzeitig wurden die Reserve-Infanterieregimenter – jedes zu zwei Bataillonen –, beginnend mit der Nummer 201, aufgestellt. Dies oblag den aktiven Regimentern, die jedes ein Reserveregiment aufzustellen hatten, das die Nummer des Stammtruppenteils – um die Zahl 200 erhöht – führte. Weiter wurden 25 Reservedivisionen (Nr. 51 bis 75) mit 450.000 Mann aufgestellt.
Das Prinzip der Heeresverstärkung bei der Mobilmachung war das der Zusammenführung. Die aktiven und die Reserveregimenter wurden durch Personal des anderen Status ergänzt – d. h. in die aktiven Regimenter wurden Reservisten und in die Reserveregimenter aktive Soldaten eingegliedert. Der stellvertretende Kommandant eines aktiven Regiments übernahm das Kommando über ein Reserveregiment. Das Stammpersonal des aktiven Regiments wurde aufgeteilt, um in beiden Einheiten einen gleichwertigen Standard zu gewährleisten. Um das System überschaubar zu machen, wurden die Bataillone des aktiven Regiments mit 1., 2. und 3. Bataillon bezeichnet, auch die Kompanien waren fortlaufend von 1 bis 12 nummeriert. Das Reserveregiment führte das 5. und 6. Bataillon mit den Kompanienummern 17 bis 24. Die Kompanien mit den Nummern 13 bis 16 waren ausgespart für den Fall, dass ein viertes Bataillon aufgestellt würde.
Die älteren Jahrgänge (de facto die Landwehr) wurden in die Territorial-Infanterieregimenter eingestellt. Diese Regimenter hatten drei oder vier Bataillone. Ein Teil stand in den zwölf Territorial-Infanteriedivisionen (acht Felddivisionen und vier Festungsdivisionen – Nr. 81 bis 92), zusammen 184.000 Mann. Die jüngeren der Territorialkräfte wurden dann auch nach den ersten Kämpfen in die aktiven oder Reserveregimenter versetzt, um dort die Verluste auszugleichen.
| Militärregionen | Kommando in:         | Aktive Divisionen                                       | Reservedivisionen                                           | Territorialdivisionen                                                                |
| --------------- | -------------------- | ------------------------------------------------------- | ----------------------------------------------------------- | ------------------------------------------------------------------------------------ |
| Ire             | Lille                | –                                                       | 51. Reservedivision (Arras)                                 | –                                                                                    |
| IIe             | Amiens               | –                                                       | 52. Reservedivision (Mézières)                              | 81. Territorial-Felddivision (Amiens)                                                |
| IIIe            | Rouen                | –                                                       | 53. Reservedivision (Rouen)                                 | 82. Territorial-Felddivision (Rouen)                                                 |
| IVe             | Le Mans              | –                                                       | 54. Reservedivision (Le Mans)                               | 83. Territorial-Festungsdivision (Chartres) und 84. Territorial-Felddivision (Laval) |
| Ve              | Orléans              | –                                                       | 55. Reservedivision (Orléans)                               | –                                                                                    |
| VIe             | Châlons-en-Champagne | –                                                       | 56. (Châlons), 69. (Reims) und 72. Reservedivision (Verdun) | –                                                                                    |
| VIIe            | Besançon             | –                                                       | 57. Reservedivision (Belfort)                               | –                                                                                    |
| VIIIe           | Bourges              | –                                                       | 58. Reservedivision (Dijon)                                 | –                                                                                    |
| IXe             | Tours                | –                                                       | 59. Reservedivision (Angers)                                | 85. (Châteauroux) und 81. Territorial-Festungsdivision (Angers)                      |
| Xe              | Rennes               | –                                                       | 60. Reservedivision (Rennes)                                | 87. Territorial-Felddivision (Saint-Servan)                                          |
| XIe             | Nantes               | –                                                       | 61. Reservedivision (Vannes)                                | 88. Territorial-Felddivision (Nantes)                                                |
| XIIe            | Limoges              | –                                                       | 62. Reservedivision (Angoulême)                             | 89. Territorial-Festungsdivision (Angoulême)                                         |
| XIIIe           | Clermont-Ferrand     | –                                                       | 63. Reservedivision (Clermont-Ferrand)                      | –                                                                                    |
| XIVe            | Lyon                 | 44. Infanteriedivision (Lyon)                           | 64. (Grenoble) und 74. Reservedivision (Chambéry)           | –                                                                                    |
| XVe             | Marseille            |                                                         | 65. (Nizza) und 75. Reservedivision (Avignon)               | –                                                                                    |
| XVIe            | Montpellier          | –                                                       | 66. Reservedivision (Montpellier)                           | 90. Territorial-Felddivision (Perpignan)                                             |
| XVIIe           | Toulouse             | –                                                       | 67. Reservedivision (Montauban)                             | 91. Territorial-Felddivision (Toulouse)                                              |
| XVIIIe          | Bordeaux             | –                                                       | 68. Reservedivision (Bordeaux)                              | 92. Territorial-Felddivision (Bordeaux)                                              |
| XIXe            | Algier               | 37. (Philippeville) und 38. Infanteriedivision (Algier) | –                                                           | –                                                                                    |
| XXe             | Nancy                | –                                                       | 70. (Neufchâteau) und 73. Reservedivision (Toul)            | –                                                                                    |
| XXIe            | Épinal               | –                                                       | 71. Reservedivision (Épinal)                                | –                                                                                    |

Zu guter Letzt kamen am Ende der Mobilmachung noch die Verstärkungen der schweren Artillerie, der Eisenbahntruppen und der Fliegertruppe hinzu – 187.500 Mann. Dazu noch die Garnisonstruppen, Festungsbesatzungen und die Besatzungen der befestigten Lager Paris und Korsika, zusammen 821.400 Mann, und schließlich noch die Eisenbahn-Bewachungstruppen mit 210.000 Mann. Die Ausrüstung für 680.000 Reservisten wurde in den Depots vorgehalten. Die Stärke der Kampftruppen lag Mitte August bei 3.500.000 Mann – ohne die Kräfte in den Kolonien und die Etappendienste.

### Entwicklung
Der Generalstab hatte vorgesehen, Truppen längs der französisch-deutschen Grenze zu disponieren – einerseits als Druckmittel bei diplomatischen Spannungen und andererseits, um sie im Mobilmachungsfall schnell vor Ort zu haben – sowie mit den dort stationierten Truppen der II., VI., XX., XXI. und VII. Militärregion die „Abschirmung“ aufzubauen, um so dem Land eine ungestörte Mobilmachung zu ermöglichen. Die Abschirmung („couverture“ genannt) stand unter der Verantwortung der fünf Kommandanten der östlichen Armeekorps. Am Morgen des 6. August ging das Kommando an die fünf Armeekommandanten über. Am 18. August 1914 war der Aufmarsch an der östlichen Grenze abgeschlossen.
|                                   | Vorgesehene Kommandanten     | Aufmarschgebiet                                                                        | Zusammensetzung: Armeekorps und Divisionen | Personalstärke | Aufträge                                                             |
| 1. Armee (Armée de Dole)          | Auguste Dubail               | Bereich Remiremont bis Charmes (Vosges)                                                | 5 Korps: 7. Armeekorps, 8. Armeekorps, 13. Armeekorps, 14. Armeekorps, 21. Armeekorps, zusammen sechs Infanteriedivisionen und die 6. und 8. Kavalleriedivision                              | 266.452 Mann   | Angriff auf Mulhouse und Sarrebourg                                  |
| 2. Armee (Armée de Dijon)         | Édouard de Castelnau         | Bereich Pont-Saint-Vincent und Neufchâteau (Neufchâteau)                               | 5 Korps: 9. Armeekorps, 15. Armeekorps, 16. Armeekorps, 18. Armeekorps, 20. Armeekorps, zusammen zehn Infanteriedivisionen sowie die 2. und 10. Kavalleriedivision                           | 323.445 Mann   | Angriff auf Morhange                                                 |
| 3. Armee (Armée de Châlons)       | Pierre Ruffey                | Bereich Saint-Mihiel und Verdun                                                        | 3 Korps: 4. Armeekorps, 5. Armeekorps, 6. Armeekorps, zusammen sieben Infanteriedivisionen und die 7. Kavalleriedivision                                                                     | 237.257 Mann   | Überwachung der Festung Metz                                         |
| 4. Armee (Armée de Fontainebleau) | Fernand Louis Langle de Cary | Bereich Saint-Dizier und Bar-le-Duc                                                    | 3 Korps: 12. Armeekorps, 17. Armeekorps und das Kolonial-Armeekorps (CAC), zusammen sechs Infanteriedivisionen und die 9. Kavalleriedivision                                                 | 159.588 Mann   | als Reserve in den Argonnen                                          |
| 5. Armee (Armée de Paris)         | Charles Lanrezac             | von Hirson bis Dun-sur-Meuse                                                           | 5 Korps: 1. Armeekorps, 2. Armeekorps, 3. Armeekorps, 10. Armeekorps, 11. Armeekorps, zusammen zehn Infanteriedivisionen, dazu die 6. Kavalleriedivision und die 52. und 60. Reservedivision | 299.350 Mann   | Überwachung der Grenze zu Belgien in den Ardennen                    |
| Kavalleriekorps Sordet            | André Sordet                 | Bereich Mézières                                                                       | 1., 3. und 5. Kavalleriedivision | 15.750 Mann    | Vorstoß in die Ardennen im Falle einer deutschen Invasion in Belgien |
| 1. Reservedivisionsgruppe         | Louis Archinard              | Bereich Luxeuil, Vesoul und Montbéliard                                                | 58., 63. und 66. Reservedivision | 54.000 Mann    | Überwachung der Schweizer Grenze und als Reserve der 1. Armee        |
| 2. Reservedivisionsgruppe         | Léon Durand                  | auf der Grand Couronné bei Nancy                                                       | 59., 68. und 70. Reservedivision | 54.000 Mann    | Reserve hinter der 2. Armee                                          |
| 3. Reservedivisionsgruppe         | Paul Durand                  | auf den Moselhöhen                                                                     | 54., 55. und 56. Reservedivision | 54.000 Mann    | Reserve der 3. Armee                                                 |
| 4. Reservedivisionsgruppe         | Mardochée Valabrègue         | Bereich Vervins                                                                        | 51., 53. und 69. Reservedivision | 54.000 Mann    | Reserve der 5. Armee                                                 |
| Armée des Alpes (Armée de Lyon)   | Albert d’Amade               | in den Alpen und in Lyon                                                               | 44. Infanteriedivision, 64., 65., 74. und 75. Reservedivision sowie die 91. Territorial-Felddivision                                                                                         | 105.000 Mann   | Überwachung der italienischen Grenze                                 |
| Befestigtes Lager Paris           | Victor-Constant Michel       | Bereich Paris                                                                          | 61. und 62. Reservedivision, 83. Territorial-Felddivision, 84., 85., 86. und 89. Territorial-Festungsdivision                                                                                | 111.000 Mann   | Verteidigung von Paris                                               |
| Östliche Befestigungen            | –                            | Bereich Verdun, Toul, Épinal und Belfort                                               | 71., 72., 73. und 57. Reservedivision | 72.000         | zum mobilen Schutz der befestigten Plätze vorgesehen                 |
| Selbstständige Divisionen         | Joseph Brugère               | in den Küstenbereichen von Hazebrouck, Rouen, Nantes, Valognes, Perpignan und Bordeaux | 81., 82., 88., 87., 90. und 92. Territorial-Felddivision | 90.000 Mann    | Überwachung der Küsten und der spanischen Grenze                     |

## Ursprüngliche Schlachtordnung
Das Kommando über den Abschnitt Nordost lag beim Großen Hauptquartier (Grand Quartier Général – GQG)
- Oberkommandierender: Général Joseph Joffre
- Chef des Stabes: Général Émile Eugène Belin

2. Chefs des Stabes: Generäle Henri Berthelot (II. und III. Büro) und Céleste Deprez (I. und IV. Büro)
- Kanzlei: Lieutenant-colonel Gaston Dupuis
- Chef des I. Büros (Organisation und Ausrüstung): Colonel Bernard
- Chef des II. Büros (Aufklärung): Lieutenant-colonel Dupont
- Chef des III. Büros (Operationen und Ausbildung): Lieutenant-colonel Ferdinand Auguste Pont
- Chef des IV. Büros (Etappe und Transport): Général Henri Linder
- Direktion des rückwärtigen Gebietes: Général Édouard Laffon de Ladebat[6]

Die schwere, mobile Artillerie unter dem Kommando der Armeegruppe Nordost (Groupe d’armées du Nord-Est) bestand aus fünf Batterien mit Feldkanonen Canon de 120 mm L modèle 1878 und sechs Batterien Mörsern Mortier de 220 mm modèle 1880.

### 1. Armee
| (1re armée – Armée de Dole) |
| --- |
| Stärke der 1. Armee: - 134 Bataillone - 78 Escadrons - 171 Batterien (davon 12 schwere) - 7.588 Offiziere - 258.864 Unteroffiziere und Mannschaften - 92.016 Pferde - Kommandant: Général Auguste Dubail. Am 5. Januar 1915 durch Général Pierre Auguste Roques ersetzt. - Chef des Stabes: Général Marie-Georges Demange (am 17. September 1914 durch Général Marie-Eugène Debeney ersetzt, dieser am 6. Januar 1915 durch Général Joseph Alfred Micheler ersetzt) 2. Chef des Stabes: Lieutenant-colonel Marie-Eugène Debeney - Chef des 3e bureau (Operationen und Ausbildung): Commandant Schérer - Chef der Fliegertruppe: Colonel Victor-Paul Bouttieaux - Kommandant der Etappe und der Unterstützungsdienste: Général Malcor Der Kommandant und ein Teil des Stabes verließen den Bahnhof Paris-Pantin am 4. August um 21:26 Uhr und kamen am 5. August um 17:30 Uhr in Épinal an. Général Dubail übernahm am 6. August um 00:01 Uhr das Kommando. Der Einsatzbereich zog sich von der Schweizer Grenze im Süden über Bainville-aux-Miroirs – Bayon – Lunéville – Lagarde bis Dieuze im Norden. Am 2. August 1914 bestand die 1. Armee aus dem 7., 8., 13., 14. und 21. Armeekorps, der 6. und 8. Kavalleriedivision, sechs Gruppen schwerer Artillerie und sechs Fliegerstaffeln. Von der Armee wurde das 7. Korps am 11. August, das 21. Korps am 4. September und das 13. Korps am 11. September abgezogen. - schwere Artillerie: zwei Gruppen (sechs Batterien) Mörser Obusier de 120 mm C modèle 1890 und zwei Gruppen (sechs Batterien) Haubitzen Obusier de 155 mm CTR modèle 1904 des 5e régiment d’artillerie lourde (5. schweres Artillerieregiment) aus Valence - Pioniere: Compagnie de sapeurs télégraphistes n° 1 (Telegraphenkompanie Nr. 1) aus dem Fort Mont Valérien und die Compagnie de pontonniers 23/1 (Pontonkompanie Nr. 23/1) des 7e régiment du génie (7. Pionierregiment) in Avignon - Fliegertruppe: Escadrilles BL 3 (in Belfort, mit Blériot XI-2), BL 9 (in Épinal), BL 10 (in Belfort), Br. 17, BL 18 (mit Breguet, in Avord) und MF 5 (mit Farman in Saint-Cyr) 7e corps (7. Armeekorps – Besançon) - Kommandant: Louis Bonneau. Wegen der Niederlage in der Schlacht bei Mülhausen wurde er entlassen und durch Général Frédéric Émile Vautier ersetzt. Dieser wurde am 17. November 1914 von Général Étienne de Villaret abgelöst. - Chef des Stabes: Colonel Georges Challe - Artilleriekommandant (7e brigade): Général Charles Pauffin de Saint-Morel - Pionierkommandant: Colonel Georges Arnoux 7e section du train des équipages – Abteilung für Versorgung und Transport (Dole) 7e section de secrétaires d’état-major et de recrutement – Stabssekretariat und Personalersatz (Besançon) 7e section de commis et d’ouvriers militaires d’administration – Abteilung für Arbeiter und Angestellte in der Militärverwaltung (Besançon) 7e section d’infirmiers militaires – Sanitätsdienst (Dole) 7e légion de gendarmerie – Militärpolizei (Besançon) - Infanterie: 352e régiment d’infanterie in Gérardmer, Colonel Béraud-Reynaud 45e bataillon de chasseurs à pied in Besançon und Remiremont, Capitaine Bricka 55e bataillon de chasseurs à pied in Montbéliard und Remiremont, Capitaine Jaugey 7e, 11e und 12e compagnie de chasseurs forestiers (Jäger) - Kavallerie: 11e régiment de chasseurs à cheval in Vesoul, Colonel Durand - Artillerie: 5e régiment d’artillerie de campagne (5. Feldartillerieregiment) in Besançon, Colonel Robert Nivelle - Pioniere: Kompanien 7/3, 7/4, 7/16 und 7/21 des 11e régiment du génie (11. Pionierregiment in Épinal) 14e division d’infanterie (14. Infanteriedivision – Belfort) - Kommandant: Général Louis Amédée Stéphane Curé. Wegen der Niederlage in der Schlacht bei Mülhausen wurde er entlassen und am 12. August 1914 durch Général Étienne de Villaret ersetzt. - 27e brigade d’infanterie (Lons-le-Saunier), Général Paul Berge 44e régiment d’infanterie (Lons-le-Saunier), Colonel Bouffez 60e régiment d’infanterie (Besançon), Colonel Adolphe Bourquin - 28e brigade d’infanterie (Belfort), Général Alexandre Faës 35e régiment d’infanterie (Belfort), Colonel Marie Armand Patrice de Mac Mahon 42e régiment d’infanterie (Belfort), Colonel Henri Bonfait - Kavallerie: 5. Escadron des 11e régiment de chasseurs à cheval (Vesoul) - Divisionsartillerie 14: 47e régiment d’artillerie de campagne (Héricourt), Lieutenant-colonel Théophile-Alfred Lucotte - Pioniere: Kompanie 7/1 des 11e régiment du génie (Épinal) 41e division d’infanterie (41. Infanteriedivision – Remiremont) - Kommandant: Général Paul Superbie. Am 3. September 1914 durch Général Marie Désiré Pierre Bataille ersetzt, gefallen am 8. September 1914 durch einen Granatsplitter und durch Général Édouard Bolgert ersetzt. - 81e brigade d’infanterie (Remiremont), Général Marie Désiré Pierre Bataille 152e régiment d’infanterie (Gérardmer), Colonel François Louis Frédéric Thomas de Colligny 5e bataillon de chasseurs à pied (Besançon und Remiremont), Commandant Charles Auguste Jules Jacquemot 15e bataillon de chasseurs à pied (Montbéliard und Remiremont), Commandant Duchet - 82e brigade d’infanterie (Bourg-en-Bresse), Colonel Edouard Coste 23e régiment d’infanterie (Bourg-en-Bresse), Colonel Hérouart 133e régiment d’infanterie (Belley), Colonel Dutreuil - Kavallerie: 6. Escadron des 11e régiment de chasseurs à cheval (Vesoul) - Divisionsartillerie 41: vier Gruppen des 4e régiment d’artillerie de campagne (Besançon), Colonel Alphonse Nudant - Pioniere: Kompanie 7/2 des 11e régiment du génie (Épinal) 8e corps (8. Armeekorps – Bourges) - Kommandant: Général Marie Joseph Louis Dominique de Castelli. Am 12. Oktober 1914 durch Général Jean Piarron de Mondésir ersetzt. - Chef des Stabes: Colonel Jean Sarda - Artilleriekommandant (8e brigade): Général Henri Guipon - Pionierkommandant: Colonel Joseph Perret 8e section du train des équipages – Abteilung für Versorgung und Transport (Dijon) 8e section de secrétaires d’état-major et de recrutement – Stabssekretariat und Personalersatz (Bourges) 8e section de commis et d’ouvriers militaires d’administration – Abteilung für Angestellte und Arbeiter der Militärverwaltung (Dijon) 8e section d’infirmiers militaires – Sanitätsdienst (Dijon) 8e légion de gendarmerie – Militärpolizei (Bourges) - Infanterie 210e régiment d’infanterie (Auxonne), Lieutenant-colonel Tisserand 227e régiment d’infanterie (Dijon), Lieutenant-colonel Louis Charles Alphonse François Mathieu - Kavallerie: 16e régiment de chasseurs à cheval (Beaune), Colonel Ferru - Artillerie: 37e régiment d’artillerie de campagne (Bourges), Colonel Vachée - Pioniere: Kompanien 8/3, 8/4, 8/16 und 8/21 des 4e régiment du génie (Grenoble) 15e division d’infanterie (15. Infanteriedivision – Dijon) - Kommandant: Général Léon Bajolle. Am 14. Oktober 1914 von Général Gaston d’Armau de Pouydraguin abgelöst. - 29e brigade d’infanterie (Mâcon), Général Charles Grandjean 56e régiment d’infanterie (Chalon-sur-Saône), Colonel Louis Hallouin 134e régiment d’infanterie (Mâcon), Colonel Perrin - 30e brigade d’infanterie (Dijon), Général Jean Piarron de Mondésir 10e régiment d’infanterie (Auxonne), Colonel Brunck 27e régiment d’infanterie (Dijon), Lieutenant-colonel Joseph Valentin - Kavallerie: 5. Escadron des 16e régiment de chasseurs à cheval (Beaune) - Divisionsartillerie 15: 48e régiment d’artillerie de campagne (Dijon), Colonel Paul Diez - Pioniere: Kompanie 8/1 des 4e régiment du génie (Grenoble) 16e division d’infanterie (16. Infanteriedivision – Bourges) - Kommandant: Général Louis Ernest de Maud’huy. Am 8. September 1914 durch Général Jean de Montdésir ersetzt. - 31e brigade d’infanterie (Bourges), Colonel Reibeli 85e régiment d’infanterie (Cosne-sur-Loire), Colonel Charles Rabier 95e régiment d’infanterie (Bourges), Colonel Tourret - 32e brigade d’infanterie (Nevers), Colonel Marie 13e régiment d’infanterie (Nevers), Lieutenant-colonel Frontil 29e régiment d’infanterie (Autun), Colonel Delaunay - Kavallerie: 6. Escadron des 16e régiment de chasseurs à cheval (Beaune) - Divisionsartillerie 16: 1er régiment d’artillerie de campagne (Bourges), Colonel Alexandre Charles Emile Lequime - Pioniere: Kompanie 8/2 des 4e régiment du génie (Grenoble) 13e corps (13. Armeekorps – Clermont-Ferrand) - Kommandant: Général César Alix. Am 11. April 1915 durch Général Henry Alby ersetzt. - Chef des Stabes: Colonel Léon Gaucher - Artilleriekommandant (13e brigade): Général Charles Nollet 13e section du train des équipages – Abteilung für Versorgung und Transport (Clermont-Ferrand) 13e section de secrétaires d’état-major et de recrutement – Stabssekretariat und Personalersatz (Clermont-Ferrand) 13e section de commis et d’ouvriers militaires d’administration – Abteilung für Angestellte und Arbeiter der Militärverwaltung (Clermont-Ferrand) 13e section d’infirmiers militaires – Sanitätsdienst (Vichy) 13e légion de gendarmerie – Militärpolizei (Clermont-Ferrand) - Infanterie: 41e bataillon de chasseurs à pied (Senones und Troyes), Capitaine Le Hagre 43e bataillon de chasseurs à pied (Saint-Dié-des-Vosges), Capitaine Guillaume 50e bataillon de chasseurs à pied (Saint-Dié-des-Vosges), Capitaine Chappuis 71e bataillon de chasseurs à pied (Senones und Troyes), Capitaine Cour - Kavallerie: 3e régiment de chasseurs à cheval (Clermont-Ferrand), Colonel Lucien Mordacq - Artillerie: 53e régiment d’artillerie de campagne (Clermont-Ferrand), Colonel Pillivuyt - Pioniere: Kompanien 13/3, 13/4, 13/16 und 13/21 des 4e régiment du génie (Grenoble) sowie ein Détachement transmissions (Fernmeldedétachement) des 8e régiment du genie (Mont Valérien) 25e division d’infanterie (25. Infanteriedivision – Saint-Étienne) - Kommandant: Général Gaston Delétoille. Am 8. September 1914 durch Général Chandezon ersetzt. Dieser wurde am 17. September durch Général Marie-Georges Demange ersetzt. - 49e brigade d’infanterie (Saint-Étienne), Général Sixte Rozée d’Infreville 38e régiment d’infanterie (Saint-Étienne), Colonel Jean Deleuze 86e régiment d’infanterie (Le Puy-en-Velay), Colonel Couturaud, dann Lieutenant-colonel Blanger - 50e brigade d’infanterie (Roanne und Montbrison), Général Henri Chandezon 16e régiment d’infanterie (Montbrison und Clermont-Ferrand), Colonel Horace Pentel 98e régiment d’infanterie (Roanne), Lieutenant-colonel Amand Deffis - Kavallerie: 5. Escadron des 3e régiment de chasseurs à cheval (Clermont-Ferrand) - Divisionsartillerie 25: 36e régiment d’artillerie de campagne (Moulins), Colonel Thionville - Pioniere: Kompanie 13/1 des 4e régiment du génie (Grenoble) 26e division d’infanterie (26. Infanteriedivision – Clermont-Ferrand) - Kommandant: Général Gustave Silhol. Am 20. August 1914 durch Général Ferdinand Blazer ersetzt. Dieser wurde am 30. September durch Général Louis Halloui ersetzt. - 51e brigade d’infanterie (Riom), Colonel Henri-Armand de la Porte d’Hust 105e régiment d’infanterie (Riom), Colonel Marie Joseph Léopold Camors 121e régiment d’infanterie (Montluçon), Colonel Trabucco - 52e brigade d’infanterie (Clermont-Ferrand), Général François Collas 92e régiment d’infanterie (Clermont-Ferrand), Colonel Durand de Gevigney 139e régiment d’infanterie (Aurillac), Colonel Mienville - Kavallerie: 6. Escadron des 3e régiment de chasseurs à cheval (Clermont-Ferrand) - Divisionsartillerie 26: 16e régiment d’artillerie de campagne (Issoire), Colonel Dupont de Dinechin - Pioniere: Kompanie 13/2 des 4e régiment du génie (Grenoble) 14e corps (14. Armeekorps – Lyon) - Kommandant: Général Paul Pouradier-Duteil, abgelöst am 24. August 1914 nach dem Desaster am Col de Sainte-Marie und durch Général Joseph Louis Alphonse Baret ersetzt. - Chef des Stabes: Colonel Langrenon 2. Chef des Stabes: Lieutenant-colonel Julien Masselin - Artilleriekommandant (14e brigade): Général Hubert Camon - Pionierkommandant: Colonel Pierre Larretche 14e section du train des équipages – Abteilung für Versorgung und Transport (Lyon) 14e section de secrétaires d’état-major et de recrutement – Stabssekretariat und Personalersatz (Lyon) 14e section de commis et d’ouvriers militaires d’administration – Abteilung für Angestellte und Arbeiter der Militärverwaltung (Lyon) 14e section d’infirmiers militaires – Sanitätsdienst (Lyon) 14e légion de gendarmerie – Militärpolizei (Lyon) - Infanterie: 2e brigade d’infanterie coloniale (Lyon), Général Ernest Simonin 5e régiment d’infanterie coloniale (Lyon), Colonel Roulet 6e régiment d’infanterie coloniale (Lyon), Lieutenant-colonel Portial - Kavallerie: 9e régiment de hussards (Chambéry), Colonel Burette - Artillerie: 6e régiment d’artillerie de campagne (Valence), Colonel Emile Eugène Prosper Ladoux, sowie 5e régiment d’artillerie lourde (Valence) und 11e régiment d’artillerie à pied (Briançon) - Pioniere: Kompanien 14/3, 14/6, 14/16 und 14/21 des 4e régiment du génie (Grenoble) sowie ein Fernmeldedétachement des 8e régiment du genie (Mont Valérien) 27e division d’infanterie (27. Infanteriedivision – Grenoble) - Kommandant: Général Joseph Louis Alphonse Baret. Am 24. August 1914 durch Général Ferdinand Blazer ersetzt. - 53e brigade d’infanterie (Grenoble und Romans), Colonel Nautret 140e régiment d’infanterie (Grenoble), Colonel Maillot - Alpingruppe in Grenoble 14e bataillon de chasseurs alpins (Grenoble und Marokko), Commandant Marty 2. Batterie des 1er régiment d’artillerie de montagne (Grenoble) - 54e brigade d’infanterie (Gap), Général Émile Sorbets 52e régiment d’infanterie (Montélimar), Lieutenant-colonel Souverain - Alpingruppe in Draguignan 7e bataillon de chasseurs alpins (Draguignan), Commandant Goubeau 2. Batterie des 2e régiment d’artillerie de montagne (Grenoble) - Kavallerie: 5. Escadron des 9e régiment de hussards (Chambéry) - Divisionsartillerie 26: 2e régiment d’artillerie de campagne (Grenoble) - Pioniere: Kompanie 14/2 des 4e régiment du génie (Grenoble) 28e division d’infanterie (28. Infanteriedivision – Chambéry) - Kommandant: Général Henri Putz. Am 7. September 1914 durch Général Émile Sorbets ersetzt. - 55e brigade d’infanterie (Lyon), Général Jules Pierrot 22e régiment d’infanterie (Sathonay), Colonel Joseph Bulot 99e régiment d’infanterie (Lyon und Vienne), Lieutenant-colonel Jean Alexandre Martinet - 56e brigade d’infanterie (Chambéry), Général Ferdinand Blazer 30e régiment d’infanterie (Annecy), Colonel Dol - Alpingruppe in Annecy 11e bataillon de chasseurs alpins (Annecy), commandant Augeard 3. Batterie des 1er régiment d’artillerie de montagne (Grenoble) - Kavallerie: 6. Escadron des 9e régiment de hussards (Chambéry) - Divisionsartillerie 28: vier Gruppen des 54e régiment d’artillerie de campagne (Lyon), Colonel Étienne Crépey - Pioniere: Kompanie 14/2 des 4e régiment du génie (Grenoble) 21e corps (21. Armeekorps – Épinal) - Kommandant: Général Émile Edmond Legrand-Girarde. Am 12. September 1914 durch Général Paul Maistre ersetzt. - Stabschef: Lieutenant-colonel Baucheron de Boissoudy - Artilleriekommandant (19e brigade): Général Jean Dumézil - Pionierkommandant: Lieutenant-colonel Buvignier 21e section du train des équipages – Abteilung für Versorgung und Transport (Dole) 21e section de secrétaires d’état-major et de recrutement – Stabssekretariat und Personalersatz (Besançon) 21e section de commis et d’ouvriers militaires d’administration – Abteilung für Angestellte und Arbeiter der Militärverwaltung (Besançon) 21e section d’infirmiers militaires – Sanitätsdienst (Dole) 21e légion de gendarmerie – Militärpolizei (Besançon) - Infanterie: 57e bataillon de chasseurs à pied (Brienne-le-Château), Capitaine Besson 60e bataillon de chasseurs à pied (Brienne-le-Château und Baccarat), Capitaine Boisselet 61e bataillon de chasseurs à pied (Langres und Raon-l’Étape), Capitaine Bernard - Kavallerie: 4e régiment de chasseurs à cheval (Épinal), Colonel Arthuis - Artillerie: 59e régiment d’artillerie (Chaumont), Colonel Anus 13e division d’infanterie (13. Infanteriedivision – Chaumont) - Kommandant: Général Frédéric Edmond Bourdériat. Am 27. August 1914 durch Général Louis Henry Auguste Baquet ersetzt. Dieser wurde am 13. Oktober 1914 von Général Henri Marie Alfred de Cadoudal abgelöst. - Chef des Stabes: Commandant d’Origny - 25e brigade d’infanterie (Rambervillers), Général Ernest Auguste Barbade 17e régiment d’infanterie (Épinal), Colonel Brue 17e bataillon de chasseurs à pied (Rambervillers und Baccarat), Commandant Carrère 20e bataillon de chasseurs à pied (Baccarat), Commandant Michaut 21e bataillon de chasseurs à pied (Raon-l’Étape), Commandant Rauch - 26e brigade d’infanterie (Chaumont), Colonel Hamon 21e régiment d’infanterie (Langres), Colonel Frisch 109e régiment d’infanterie (Chaumont), Colonel Aubry - Kavallerie: 5. Escadron des 4e régiment de chasseurs à cheval (Épinal) - Divisionsartillerie 13: 62e régiment d’artillerie de campagne (Épinal und Rambervillers), Colonel Griache - Pioniere: Kompanie 21/1 des 11e régiment du génie (Épinal) 43e division d’infanterie (43. Infanteriedivision – Saint-Dié-des-Vosges) - Kommandant: Général Pierre Ernest Lanquetot bis zum 6. Februar 1915 - Chef des Stabes: Commandant Henri Zeller - 85e brigade d’infanterie (Épinal), Général Stéphane Pillot 158e régiment d’infanterie (Bruyères und Corcieux), Colonel Houssement 149e régiment d’infanterie (Épinal), Colonel Jean-Louis Menvielle - 86e brigade d’infanterie (Saint-Dié-des-Vosges), Colonel Pierre Olleris 1er bataillon de chasseurs à pied (Senones), Commandant Georges Antoine Marie Tabouis 3e bataillon de chasseurs à pied (Saint-Dié-des-Vosges), Commandant Renaud 10e bataillon de chasseurs à pied (Saint-Dié-des-Vosges), Commandant Eveno 31e bataillon de chasseurs à pied (Saint-Dié-des-Vosges), Commandant Hennequin - Kavallerie: 6. Escadron des 4e régiment de chasseurs à cheval (Épinal) - Divisionsartillerie 43: 12e régiment d’artillerie de campagne (Bruyères und Saint-Dié-des-Vosges), Colonel Jules Cheminon - Pioniere: Kompanie 21/2 des 11e régiment du génie (Épinal) 6e division de cavalerie (6. Kavalleriedivision – Lyon) Aufgestellt in der XIV. Militärregion und als Teil der Abschirmungstruppen dem 21. Armeekorps zugeteilt. - Kommandant: Général Georges Édouard Levillain (auch Le Villain). Am 27. August 1914 durch Général Antoine de Mitry ersetzt. Dieser wurde am 20. September 1914 von Général Henri Requichot abgelöst. - 5e brigade de cuirassiers (Lyon), Général Jules Lamy 7e régiment de cuirassiers (Lyon), Colonel Arnoux de la Maison-Rouge 10e régiment de cuirassiers (Lyon), Colonel Bartoli - 6e brigade de dragons (Lyon), Général François-Henry Laperrine 2e régiment de dragons (Lyon), Colonel Théodore Louis René Schultz 14e régiment de dragons (Saint-Étienne), Colonel de Tarragon - 6e brigade de cavalerie légère (Tarascon), Colonel Jean Morel 13e régiment de chasseurs à cheval (Vienne), Colonel Vassart de Billy 11e régiment de hussards (Tarascon), Colonel André Breton - Infanterie: 6. Radfahrgruppe des 13e bataillon de chasseurs alpins (Chambéry), Capitaine Chrétiennot - Artillerie: 4. Gruppe (10. und 11. Batterie) des 54e régiment d’artillerie de campagne (Lyon) - Pioniere: Radfahr-Pioniere des 4e régiment du génie 8e division de cavalerie (8. Kavalleriedivision – Dole) Aufgestellt in der VII. und VIII. Militärregion und als Teil der Abschirmungstruppen dem 7. Armeekorps zugeteilt. - Kommandant: Général Louis Dominique Achille Aubier. Nach der Schlacht bei Mülhausen am 16. August durch Général Olivier Mazel ersetzt. Dieser wurde am 27. August durch Général Jean Gendron und dieser wiederum am 4. September 1913 durch Général Albert Baratier ersetzt. - 8e brigade de dragons (Belfort), Général Jean Gendron 11e régiment de dragons (Belfort), Colonel de la Ruelle, dann Lieutenant-colonel D’Épenoux 18e régiment de dragons (Lure), Colonel Dulac (ab dem 5. August, sein Vorgänger war tödlich verunglückt) - 14e brigade de dragons (Dijon), Général Olivier Mazel, dann Général de la Tour 17e régiment de dragons (Auxonne), Colonel Marie Joseph Jacques d’Amonville 26e régiment de dragons (Dijon), Colonel Ludovic Forqueray - 8e brigade de cavalerie légère (Dole), Général Ernest Charles Morel 12e régiment de hussards (Gray), Colonel Raoul Peillard 14e régiment de chasseurs à cheval (Dole), Colonel Albert Baratier - Infanterie: 8. Radfahrgruppe des 15e bataillon de chasseurs à pied (Montbéliard und Remiremont), Capitaine Messines - Artillerie: 4. Gruppe (10. und 11. Batterie) des 4e régiment d’artillerie de campagne (Besançon), Commandant Larpent - Pioniere: Radfahr-Pioniere des 9e régiment du génie (Verdun) |

### 2. Armee
| (2e armée – Armée de Dijon) |
| --- |
| Stärke der 2. Armee: - 178 Bataillone - 76 Escadrons - 200 Batterien (davon 17 schwere zur Disposition des Armeekommandos) - 9.361 Offiziere - 314.804 Unteroffiziere und Mannschaften - 110.062 Pferde - Kommandant: Général Édouard Curières de Castelnau. Am 5. Januar 1915 durch Général Philippe Pétain ersetzt. - Chef des Stabes: Général François Anthoine. Am 7. November 1914 durch Colonel Frédéric Hellot ersetzt. 2. Chef des Stabes: Colonel Frédéric Hellot - Chef des 3e bureau (Operationen und Ausbildung): Lieutenant-colonel Devaux - Chef des Service de l’aviation (Fliegertruppe): Colonel Alphonse Caron - Chef der Direction des étapes et services (Direktion der Etappe und der sonstigen Dienste): Général Léon Jean Benjamin de Lamothe Der erste Teil des Stabes, der im Grand-Palais mobilgemacht wurde, verließ Paris am 4. August um 21:00 Uhr nach Neufchâteau. Der Rest des Stabes kam am 6. August aus Dijon. Général Castelnau übernahm an diesem Tag das Kommando über die 2. Armee. Die 2. Armee setzte sich aus dem 9., 15., 16., 18. und 20. Armeekorps zusammen. Dazu kamen die 2. und 10. Kavalleriedivision, fünf Gruppen schwere Artillerie und vier Fliegerstaffeln. Am 10. August 1914 wurde sie durch die 2e groupe de divisions de réserve (2. Reservedivisionsgruppe) verstärkt. Dazu kamen noch: - die 17. Infanteriedivision – zugeteilt am 12. August, widerrufen am 13. August - die 30. Infanteriedivision – zugeteilt am 15. August, widerrufen am 16. August - die 64., 18. und 74. Infanteriedivision – zugeteilt am 19. August, abgezogen am 23. August - die 68. Infanteriedivision – zugeteilt am 21. August, abgezogen am 22. August - die 18. Infanteriedivision – zugeteilt am 23. August, abgezogen am 27. August - die 29. Infanteriedivision – zugeteilt am 23. August, widerrufen am 25. August - das 18. Armeekorps – zugeteilt am 18. August - das 15. und 19. Armeekorps – zugeteilt am 6. September - schwere Artillerie: zwei Gruppen (sieben Batterien) Feldhaubitzen „155 mm CTR modèle 1904“, zwei Gruppen (sechs Batterien) Feldhaubitzen „120 mm C modèle 1890 B“ und eine Gruppe (vier Batterien) Feldkanonen „120 mm L modèle 1878“ des 3e und 4e régiment d’artillerie lourde (Joigny, Gien und Poitiers) - Pioniere: Compagnie de sapeurs télégraphistes n° 1, Détachement radio D und Compagnie de pontonniers 23/2 des 7e régiment du génie (Avignon) - Fliegerstaffeln: HF1, MF8, HF19, MF20 (mit Farman) und MS 17 (mit Morane-Saulnier) 9e corps (9. Armeekorps – Toul) - Kommandant: Général Pierre Joseph Dubois. Am 15. März 1915 durch Général Louis Curé ersetzt. Das 9. Korps wurde zur 4. Armee überstellt, die 18. und der größte Teil der 17. Infanteriedivision blieben jedoch in Lothringen. Das Korps wurde in den Ardennen mit der „Marokkanischen Division“ und der „Provisorischen 17. Infanteriedivision“ wieder komplettiert. - Chef des Stabes: Colonel Nourisson 2. Chef des Stabes: Lieutenant-colonel Basset - Artilleriekommandant (9e brigade): Général Pellarin - Pionierkommandant: Colonel Durieu 9e section du train des équipages – Abteilung für Versorgung und Transport (Châteauroux) 9e section de secrétaires d’état-major et de recrutement – Stabssekretariat und Personalersatz (Tours) 9e section de commis et d’ouvriers militaires d’administration – Abteilung für Angestellte und Arbeiter der Militärverwaltung (Tours) 9e section d’infirmiers militaires – Sanitätsdienst (Châteauroux) 9e légion de gendarmerie – Militärpolizei (Tours) - Infanterie: 268e régiment d’infanterie (Issoudun) 290e régiment d’infanterie (Châteauroux) - Kavallerie: vier Escadrons des 7e régiment de hussards (Angers) - Artillerie: 49e régiment d’artillerie de campagne (Poitiers) - Pioniere: Kompanien 9/3, 9/4, 9/16 und 9/21 des 6e régiment du génie (Angers), dazu ein Détachement télégraphistes des 8e régiment du génie 17e division d’infanterie (17. Infanteriedivision – Châteauroux) - Kommandant: Général Noël Jean-Baptiste Henri Alphonse Dumas. Am 9. September 1914 durch Général Pierre Guignabaudet ersetzt. Die Division wurde aufgeteilt, die 34. Brigade blieb in Lothringen, während die 33. Brigade, zusammen mit der 36. Brigade (77. und 135. Infanterieregiment), in den Ardennen die „Provisorische 17. Infanteriedivision“ bildete. - 33e brigade d’infanterie (Châteauroux), Général Moussy 68e régiment d’infanterie (Issoudun) 90e régiment d’infanterie (Châteauroux) - 34e brigade d’infanterie (Poitiers), Général Guignabaudet 114e régiment d’infanterie (Saint-Maixent) 125e régiment d’infanterie (Poitiers) - Kavallerie: 5. Escadron des 7e régiment de hussards (Angers) - Divisionsartillerie 17: 20e régiment d’artillerie de campagne (20. Feldartillerieregiment – Poitiers) - Pioniere: Kompanie 9/1 des 6e régiment du génie (6. Pionierregiment – Angers) 18e division d’infanterie (18. Infanteriedivision – Angers) - Kommandant: Général Justinien Lefèvre - 35e brigade d’infanterie (Tours), Général Kopp, dann Colonel Janin 32e régiment d’infanterie (Tours) 66e régiment d’infanterie (Tours) - 36e brigade d’infanterie (Angers), Colonel Eon 77e régiment d’infanterie (Cholet) 135e régiment d’infanterie (Angers) - Kavallerie: 6. Escadron des 7e régiment de hussards (Angers) - Divisionsartillerie 18: vier Gruppen des 33e régiment d’artillerie de campagne (Angers) - Pioniere: Kompanie 9/2 des 6e régiment du génie (Angers) 15e corps (15. Armeekorps – Marseille) - Kommandant: Général Louis Espinasse. Am 31. Oktober 1914 durch Général Jules Heymann ersetzt. - Chef des Stabes: Colonel Galon - Artilleriekommandant (15e brigade): Général Vincent 15e section du train des équipages – Abteilung für Versorgung und Transport (Marseille) 15e section de secrétaires d’état-major et de recrutement – Stabssekretariat und Personalersatz (Marseille) 15e section de commis et d’ouvriers militaires d’administration – Abteilung für Angestellte und Arbeiter der Militärverwaltung (Marseille) 15e section d’infirmiers militaires – Sanitätsdienst (Marseille) 15e légion de gendarmerie – Militärpolizei (Nizza) - Infanterie: 6e bataillon de chasseurs alpins (Nizza) 23e bataillon de chasseurs alpins (Grasse) 24e bataillon de chasseurs alpins (Villefranche) 27e bataillon de chasseurs alpins (Villefranche und Menton) - Kavallerie: 6e régiment de hussards (Marseille) - Artillerie: 38e régiment d’artillerie de campagne (Nîmes) 7e régiment d’artillerie à pied (7. Fußartillerieregiment – Nizza) 10e régiment d’artillerie à pied (Toulon) 29e division d’infanterie (29. Infanteriedivision – Nizza) - Kommandant: Général Jean Baptiste Jules Carbillet - 57e brigade d’infanterie (Antibes), Général Tocanne 111e régiment d’infanterie (Antibes) 112e régiment d’infanterie de ligne (Toulon) - 58e brigade d’infanterie (Marseille), Général Gasquy 3e régiment d’infanterie (Hyères und Digne) 141e régiment d’infanterie (Marseille) - Kavallerie: 5. Escadron des 6e régiment de hussards (Marseille) - Divisionsartillerie 29: 55e régiment d’artillerie de campagne (Orange) - Pioniere: Kompanie 15/1 des 7e régiment du génie (Avignon) 30e division d’infanterie (30. Infanteriedivision – Avignon) - Kommandant: Général François Léon Victor Colle. Am 31. Oktober 1914 durch Général Berge ersetzt. - 59e brigade d’infanterie (Nîmes), Colonel Marillier 40e régiment d’infanterie (Nîmes) 58e régiment d’infanterie (Avignon) - 60e brigade d’infanterie (Aix-en-Provence), Général Morgain 55e régiment d’infanterie (Aix-en-Provence und Pont-Saint-Esprit) 61e régiment d’infanterie (Aix-en-Provence und Privas) - Kavallerie: 6. Escadron des 6e régiment de hussards (Marseille) - Divisionsartillerie 30: 19e régiment d’artillerie de campagne (Nîmes) - Pioniere: Kompanie 15/2 des 7e régiment du génie (Avignon) 16e corps (16. Armeekorps – Montpellier) - Kommandant: Général Louis Taverna. Am 7. November 1914 durch Général Paul-François Grossetti ersetzt. - Chef des Stabes: Colonel Meunier - Artilleriekommandant (16e brigade): Général Compagnon - Pionierkommandant: Colonel Jullien 16e section du train des équipages – Abteilung für Versorgung und Transport (Montpellier) 16e section de secrétaires d’état-major et de recrutement – Stabssekretariat und Personalersatz (Lunel) 16e section de commis et d’ouvriers militaires d’administration – Abteilung für Angestellte und Arbeiter der Militärverwaltung (Montpellier) 16e section d’infirmiers militaires – Sanitätsdienst (Perpignan) 16e légion de gendarmerie – Militärpolizei (Montpellier) 16e légion de gendarmerie „bis“ – Militärpolizei (Perpignan) - Infanterie: 322e régiment d’infanterie (Rodez) 342e régiment d’infanterie (Lodève und Mende) - Kavallerie: 1er régiment de hussards (Béziers) - Artillerie: 9e régiment d’artillerie de campagne (Castres) 31e division d’infanterie (31. Infanteriedivision – Montpellier) - Kommandant: Général Jean-Jacques Vidal - 61e brigade d’infanterie (Béziers), Colonel Dauvin 81e régiment d’infanterie (Montpellier) 96e régiment d’infanterie (Béziers) - 62e brigade d’infanterie (Rodez), Général Xardel 122e régiment d’infanterie (Rodez) 142e régiment d’infanterie (Lodève und Mende) - Kavallerie: 5. Escadron des 1er régiment de hussards (Béziers) - Divisionsartillerie 31: 56e régiment d’artillerie de campagne (Montpellier) - Pioniere: Kompanie 16/1 des 2e régiment du génie (Montpellier) 32e division d’infanterie (32. Infanteriedivision – Perpignan) - Kommandant: Général Achille Louis Léon Bouchez - 63e brigade d’infanterie (Narbonne), Général Diou 53e régiment d’infanterie (Perpignan) 80e régiment d’infanterie (Narbonne) - 64e brigade d’infanterie (Albi), Général Sibille 15e régiment d’infanterie (Albi) 143e régiment d’infanterie (Castelnaudary und Carcassonne) - Kavallerie: 6. Escadron des 1er régiment de hussards (Béziers) - Divisionsartillerie 32: 3e régiment d’artillerie de campagne (Carcassonne) - Pioniere: Kompanie 16/2 des 2e régiment du génie (Montpellier) 18e corps (18. Armeekorps – Bordeaux) - Kommandant: Général Jacques Marie Armand de Mas-Latrie. Am 4. September 1914 durch Général Louis Ernest de Maud’huy ersetzt. Dieser wurde am 30. September 1914 durch Général François Marjoulet ersetzt. - Chef des Stabes: Lieutenant-colonel Vuillemot - Artilleriekommandant (18e brigade): Général Marchand 18e section du train des équipages – Abteilung für Versorgung und Transport (Bordeaux) 18e section de secrétaires d’état-major et de recrutement – Stabssekretariat und Personalersatz (Bordeaux) 18e section de commis et d’ouvriers militaires d’administration – Abteilung für Angestellte und Arbeiter der Militärverwaltung (Bordeaux) 18e section d’infirmiers militaires – Sanitätsdienst (Bordeaux) 18e légion de gendarmerie – Militärpolizei (Bordeaux) - Infanterie: 218e régiment d’infanterie (Pau) 249e régiment d’infanterie (Bayonne) - Kavallerie: 10e régiment de hussards (Tarbes) - Artillerie: 58e régiment d’artillerie de campagne (Bordeaux) 35e division d’infanterie (35. Infanteriedivision – Bordeaux) - Kommandant: Général Charles Exelmans. Am 4. September 1914 durch Général Marjoulet ersetzt. Dieser wurde am 3. Oktober 1914 durch Général Gaëtan Bonnier ersetzt. - 69e brigade d’infanterie (La Rochelle), Général Durand G. 6e régiment d’infanterie (Saintes) 123e régiment d’infanterie (La Rochelle) - 70e brigade d’infanterie (Bordeaux), Général Pierron 57e régiment d’infanterie (Rochefort und Libourne) 144e régiment d’infanterie (Bordeaux) - Kavallerie: 5. Escadron des 10e régiment de hussards (Tarbes) - Divisionsartillerie 35: 24e régiment d’artillerie de campagne (La Rochelle) - Pioniere: Kompanie 18/1 des 2e régiment du génie (Montpellier) 36e division d’infanterie (36. Infanteriedivision – Bayonne) - Kommandant: Général Jouannic. Am 10. September durch Général Bertin ersetzt. - 71e brigade d’infanterie (Mont-de-Marsan), Général Bertin 34e régiment d’infanterie (Mont-de-Marsan) 49e régiment d’infanterie (Bayonne) - 72e brigade d’infanterie (Pau), Général Trinité-Schillemans 12e régiment d’infanterie (Tarbes) 18e régiment d’infanterie (Pau) - Kavallerie: 6. Escadron des 10e régiment de hussards (Tarbes) - Divisionsartillerie 36: vier Batterien des 14e régiment d’artillerie de campagne (Tarbes) - Pioniere: Kompanie 18/2 des 2e régiment du génie (Montpellier) 20e corps (20. Armeekorps – Nancy) - Kommandant: Général Ferdinand Foch. Am 29. August 1914 durch Général Maurice Balfourier ersetzt. - Chef des Stabes: Colonel Denis Auguste Duchêne 2. Chef des Stabes: Lieutenant-colonel Des Mazis - Artilleriekommandant (20e brigade): Général Beltramelli 20e section du train des équipages – Abteilung für Versorgung und Transport (Paris) 20e section de secrétaires d’état-major et de recrutement – Stabssekretariat und Personalersatz (Paris) 20e section de commis et d’ouvriers militaires d’administration – Abteilung für Angestellte und Arbeiter der Militärverwaltung (Oran) 20e section d’infirmiers militaires – Sanitätsdienst (Oran) 20e légion de gendarmerie – Militärpolizei (Nancy) - Infanterie: 41e corps régiment d’infanterie coloniale 43e corps régiment d’infanterie coloniale - Kavallerie: 5e corps régiment de hussards (Nancy) - Artillerie: vier Gruppen des 60e corps régiment d’artillerie de campagne (Troyes und Neufchâteau) und des 6e corps régiment d’artillerie à pied (Toul) 11e division d’infanterie (11. Infanteriedivision – Nancy) - Kommandant: Général Maurice Balfourier. Am 20. August 1914 durch Général Marie Joseph Châtelain ersetzt. Dieser wurde am 27. September 1914 durch Général Ferry ersetzt. - 21e brigade d’infanterie (Nancy), Colonel Del-Bousquet 26e régiment d’infanterie (Nancy) 69e régiment d’infanterie (Essey-lès-Nancy) 2e bataillon de chasseurs à pied (Troyes und Lunéville) 4e bataillon de chasseurs à pied (Brienne und Saint-Nicolas) - 22e brigade d’infanterie (Nancy), Général Ferry 37e régiment d’infanterie (Nancy) 79e régiment d’infanterie (Nancy) - Kavallerie: 5. Escadron des 5e régiment de hussards (Nancy) - Divisionsartillerie 11: vier Batterien des 8e régiment d’artillerie de campagne (Nancy) - Pioniere: Kompanie 20/1 des 10e régiment du génie (Toul) 39e division d’infanterie (39. Infanteriedivision – Toul) - Kommandant: Général Georges Dantant. Am 16. November 1914 durch Général Louis Curé ersetzt. - 77e brigade d’infanterie (Toul), Général Wirbel 146e régiment d’infanterie (Toul) 153e régiment d’infanterie (Toul) - 78e brigade d’infanterie (Toul), Général Gérôme 156e régiment d’infanterie (Toul) 160e régiment d’infanterie (Toul) - Kavallerie: 6. Escadron des 5e régiment de hussards (Nancy) - Divisionsartillerie 39: 39e régiment d’artillerie de campagne (Toul) - Pioniere: Kompanie 20/2 des 10e régiment du génie (Toul) 2e groupe de divisions de réserve (2. Reservedivisionsgruppe) - Kommandant: Général Léon Durand. Am 21. September 1914 durch Général Joppé ersetzt. Ebenso wurde der Chef des Stabes, Lieutenant-colonel Paul Alexandre Coquelin de Lisle, abgelöst. Der Aufmarsch der Gruppe erfolgte zwischen dem 9. und 25. August in der Gegend von Nancy. - Chef des Stabes: Lieutenant-colonel Coquelin de Lisle 2. Chef des Stabes: Lieutenant-colonel de Courcy - Artilleriekommandant: Colonel Caron 59e division de réserve (59. Reservedivision – Angers) Die 59. Reservedivision wurde aus Reservisten der IX. Militärregion aufgestellt. - Kommandant: Général Charlery de la Masselière. Am 20. August durch Général Kopp ersetzt. Dieser wurde am 22. Dezember 1914 von Général Brasier de Thuy abgelöst. - 117e brigade d’infanterie (Tours), Colonel Lambin 232e régiment d’infanterie (Tours) 314e régiment d’infanterie (Saint-Maixent) 325e régiment d’infanterie (Poitiers) - 118e brigade d’infanterie (Tours), Colonel Tourte-Batte 266e régiment d’infanterie (Tours) 277e régiment d’infanterie (Cholet) 335e régiment d’infanterie (Angers) - Kavallerie: 2 Escadrons des 25e régiment de dragons (Angers) - Divisionsartillerie 59: eine Gruppe mit 75-mm-Feldkanonen des 20e régiment d’artillerie (Poitiers), eine Gruppe des 33e régiment d’artillerie (Angers) und eine Gruppe des 49e régiment d’artillerie de campagne (Poitiers) - Pioniere: Kompanien 9/13, 9/19 und 9/24 des 6e régiment du génie (Angers) sowie ein Détachement transmissions des 8e régiment du génie (Mont Valérien) 68e division de réserve (68. Reservedivision – Bordeaux) Die 68. Reservedivision wurde aus Reservisten der XVIII. Militärregion aufgestellt. - Kommandant: Général Émile Brun d’Aubignosc. Am 27. September 1914 durch Général Joseph Mordrelle ersetzt. - 135e brigade d’infanterie, Colonel Caldairou 206e régiment d’infanterie (Saintes) 234e régiment d’infanterie (Mont-de-Marsan) 323e régiment d’infanterie (La Rochelle) - 136e brigade d’infanterie (Bordeaux), Général Mordrelle 344e régiment d’infanterie (Bordeaux) 257e régiment d’infanterie (Libourne und Rochefort) 212e régiment d’infanterie (Tarbes) - Kavallerie: zwei Escadrons des 15e régiment de dragons (Limoges) - Divisionsartillerie 68: je eine Gruppe des 14e (Tarbes), 24e (La Rochelle) und 58e régiment d’artillerie (Bordeaux) - Pioniere: Kompanien 18/13, 18/19 und 18/24 des 2e régiment du génie (Montpellier) sowie ein Détachement transmissions des 8e régiment du génie (Mont Valérien) 70e division de réserve (70. Reservedivision – Neufchâteau (Neufchâteau)) Die 70. Reservedivision wurde aus Reservisten der XX. Militärregion aufgestellt. - Kommandant: Général Charles Bizard (auch Bizart). Am 13. August 1914 durch Général Marie Émile Fayolle ersetzt. - 139e brigade d’infanterie, Général Fayolle, dann Colonel Grange 226e régiment d’infanterie (Toul und Nancy) 269e régiment d’infanterie (Toul und Nancy) 42e bataillon de chasseurs à pied (Troyes und Lunéville) - 140e brigade d’infanterie, Général Gouget, dann Colonel d’Hérouville 279e régiment d’infanterie (Neufchâtel und Nancy) 360e régiment d’infanterie (Neufchâtel und Toul) 237e régiment d’infanterie (Troyes und Nancy) - Kavallerie: zwei Escadrons des 23e régiment de dragons (Vincennes) - Divisionsartillerie 70: drei Gruppen mit 75-mm-Feldgeschützen aus dem 8e régiment d’artillerie (Nîmes), dem 60e régiment d’artillerie de campagne (Nîmes) und dem 5e régiment d’artillerie de montagne (Grenoble) - Pioniere: Kompanien 20/11, 20/17 und 20/22 des 10e régiment du génie (Toul) 2e division de cavalerie (2. Kavalleriedivision – Lunéville) Aufgestellt in der XX. Militärregion. Sie wurde unter dem Befehl des 20. Armeekorps zur Abschirmung des Aufmarsches eingesetzt. - Kommandant: Général Antide Lescot. Am 13. August 1914 durch Général Jean-Marie Varin ersetzt. - 2e brigade de dragons (Lunéville) 8e régiment de dragons (Vitry-le-François und Lunéville) 31e régiment de dragons (Vitry-le-François und Lunéville) - 12e brigade de dragons (Toul), Général Lucas 4e régiment de dragons (Commercy) 12e régiment de dragons (Troyes und Toul) - 2e brigade de cavalerie légère (Lunéville), Général de Contades-Gizeux 17e régiment de chasseurs à cheval (Vitry-le-François und Lunéville) 18e régiment de chasseurs à cheval (Vitry-le-François und Lunéville) - Infanterie: 2. Radfahrgruppe des 2e bataillon de chasseurs à pied (Troyes und Lunéville) - Artillerie: 4. Gruppe (10. und 11. berittene Batterie) des 8e régiment d’artillerie de campagne (Nancy) - Pioniere: Radfahr-Pioniere des 10e régiment du génie (Toul) 10e division de cavalerie (10. Kavalleriedivision – Montauban) Aufgestellt in der XII., XVII. und XVIII. Militärregion. Sie wurde unter dem Befehl des 20. Armeekorps zur Abschirmung des Aufmarsches eingesetzt. - Kommandant: Général Louis Conneau. Ad interim am 16. August 1914 durch Général Grellet ersetzt. Am 13. September 1914 endgültig von Général de Contades-Gizeux abgelöst. 10e brigade de dragons (Limoges), Général Chêne 15e régiment de dragons (Libourne) 20e régiment de dragons (Limoges) 15e brigade de dragons (Montauban), Général Grellet, dann Général Sailly 10e régiment de dragons (Montauban) 19e régiment de dragons (Castres) 2e brigade de cavalerie légère (abgegeben an die 2. Kavalleriedivision) 17e régiment de chasseurs à cheval (Vitry-le-François und Lunéville) 18e régiment de chasseurs à cheval (Vitry-le-François und Lunéville) - Infanterie: 10. Radfahrgruppe des 1er bataillon de chasseurs à pied (Senones und Troyes) - Artillerie: 4. Gruppe (10. und 11. berittene Batterie) des 14e régiment d’artillerie de campagne (Tarbes) - Pioniere: Radfahrpioniere des 9e régiment du génie (Verdun) |

### 3. Armee
| (3e armée – Armée de Châlons) |
| --- |
| Stärke der 3. Armee: - 132 Bataillone - 50 Escadrons - 147 Batterien (davon 18 schwere) - 6.786 Offiziere - 230.471 Mannschaften und Unteroffiziere - 80.381 Pferde - Kommandant: Général Pierre Xavier Emmanuel Ruffey. Am 30. August durch Général Maurice Sarrail ersetzt. - Chef des Stabes: Général Paul François Grossetti. Am 30. August 1914 durch Colonel Lebouc ersetzt. 2. Chef des Stabes: Colonel Lebouc - Chef des 3e bureau (Operationen und Ausbildung): Commandant Tanant - Chef des Service de l’aviation (Fliegertruppe): Commandant Faure - Chef der Direction des étapes et services (Direktion der Etappe und der sonstigen Dienste): Général de Grandprey Der erste Teil des Armeestabes wurde in Paris mobilisiert, während der Rest in Châlons aktiviert wurde. Die Kommandoübernahme erfolgte am 6. August 1914 in Verdun. Die 3. Armee wurde am 2. August 1914 aus dem 4., 5. und 6. Armeekorps gebildet. Dazu kamen die 7. Kavalleriedivision, fünf Gruppen schwerer Artillerie und vier Fliegerstaffeln. Die Armee wurde am 10. August durch die 3. Reservedivisionsgruppe verstärkt und erhielt zeitweilig andere Einheiten zur Unterstützung zugewiesen: - die 10. Infanteriedivision vom 27. bis 30. August 1914 - die 42. Infanteriedivision vom 27. bis 29. August 1914 - die 65. Infanteriedivision vom 28. bis 30. August 1914 usw. Das Oberkommando zog am 2. September 1914 das 4. Armeekorps ab. Die Festung Verdun unterstand der 3. Armee vom 9. bis 17. August 1914 und vom 27. August 1914 bis zum 8. Januar 1915. - schwere Artillerie: eine Gruppe (drei Batterien) Feldhaubitzen „Obusier de 155 mm CTR modèle 1904“ und eine Gruppe (drei Batterien) Feldhaubitzen „Obusier de 120 mm C modèle 1890 B“ des 2e régiment d’artillerie lourde (Versailles, Lorient und Nancy), dazu drei Gruppen (jede zu drei Batterien) mit Feldkanonen Canon de 120 mm L modèle 1878 des 4e régiment d’artillerie lourde - Pioniere: Compagnie sapeurs télégraphistes n° 4 (Mont Valérien), Détachement radio F und die Pontonkompanie 24/1 des 7e régiment du génie (Avignon) - Fliegertruppe: Staffeln MF2, HF7, HF13, MF16 (mit Farman) und DO 22 (mit Doran) 4e corps (4. Armeekorps – Le Mans) - Kommandant: Général Victor René Boëlle. Am 17. Juni 1915 durch Général Henri Putz ersetzt. - Chef des Stabes: Lieutenant-colonel Degoutte 2. Chef des Stabes: Lieutenant-colonel Bizard Artilleriekommandant (4e brigade): Général Parreau Pionierkommandant: Lieutenant-colonel Tétard 4e section du train des équipages – Abteilung für Versorgung und Transport (Chartres) 4e section de secrétaires d’état-major et de recrutement – Stabssekretariat und Personalersatz (Le Mans) 4e section de commis et d’ouvriers militaires d’administration – Abteilung für Angestellte und Arbeiter der Militärverwaltung (Le Mans) 4e section d’infirmiers militaires – Sanitätsdienst (Le Mans) 4e légion de gendarmerie – Militärpolizei (Le Mans) - Infanterie: 315e régiment d’infanterie (Mamers) 317e régiment d’infanterie (Le Mans) - Kavallerie: 14e régiment de hussards (Alençon) - Artillerie: 44e régiment d’artillerie de campagne (44. Feldartillerieregiment – Le Mans) 7e division d’infanterie (7. Infanteriedivision – Paris) - Kommandant: Général Edgard de Trentinian. Am 25. September 1914 nach der Schlacht in den Ardennen von Général Desvaux abgelöst. Dieser wurde am 6. Oktober 1914 durch Général Collas ersetzt. - 13e brigade d’infanterie (Paris), Colonel Lacotte 101e régiment d’infanterie (Dreux und Saint-Cloud) 102e régiment d’infanterie (Chartres und Paris) - 14e brigade d’infanterie (Paris), Colonel Félineau 103e régiment d’infanterie (Alençon und Paris) 104e régiment d’infanterie (Argentan und Paris) - Kavallerie: eine Escadron des 14e régiment de hussards (Alençon) - Divisionsartillerie 7: 25e oder 26e régiment d’artillerie de campagne (Angers) - Pioniere: Kompanie 4/1 des 1er régiment du génie (Versailles) 8e division d’infanterie (8. Infanteriedivision – Le Mans) - Kommandant: Général Raoul de Lartigue. Am 6. Oktober 1914 durch Général Marie Sixte François Rozée d’Infreville ersetzt. - 15e brigade d’infanterie (Laval), Colonel Chabrol 124e régiment d’infanterie (Laval) 130e régiment d’infanterie (Laval) - 16e brigade d’infanterie (Le Mans), Colonel Desvaux 115e régiment d’infanterie (Mamers) 117e régiment d’infanterie (Le Mans) - Kavallerie: eine Escadron des 14e régiment de hussards (Alençon) - Divisionsartillerie 8: 31e régiment d’artillerie de campagne (Le Mans) - Pioniere: Kompanie 4/2 des 1er régiment du génie (Versailles) 5e corps (5. Armeekorps – Orléans) - Kommandant: Général Charles Brochin. Nach der Katastrophe in der Schlacht in den Ardennen am 23. August von Général Frédéric Henry Micheler abgelöst. - Chef des Stabes: Colonel Jeanne-Julien - Artilleriekommandant (5e brigade): Général Labarraque - Pionierkommandant: Colonel Cabaud 5e section du train des équipages – Abteilung für Versorgung und Transport (Fontainebleau) 5e section de secrétaires d’état-major et de recrutement – Stabssekretariat und Personalersatz (Orléans) 5e section de commis et d’ouvriers militaires d’administration – Abteilung für Angestellte und Arbeiter der Militärverwaltung (Orléans) 5e section d’infirmiers militaires – Sanitätsdienst (Paris) 5e légion de gendarmerie – Militärpolizei (Orléans) - Infanterie: 313e régiment d’infanterie (Blois) 331e régiment d’infanterie (Orléans) - Kavallerie: 8e régiment de chasseurs à cheval - Artillerie: 45e régiment d’artillerie de campagne (Orléans) 9e division d’infanterie (9. Infanteriedivision – Orléans) - Kommandant: Général Pierre Peslin. Nach dessen Selbstmord am 10. August am 12. August durch Général Émile Martin ersetzt. - 17e brigade d’infanterie (Auxerre), Général Marquet 4e régiment d’infanterie (Auxerre) 82e régiment d’infanterie (Montargis) - 18e brigade d’infanterie (Blois), Général Brissé 113e régiment d’infanterie (Blois) 131e régiment d’infanterie (Orléans) - Kavallerie: eine Escadron des 8e régiment de chasseurs à cheval - Divisionsartillerie 9: vier Batterien des 25e régiment d’artillerie de campagne (Orléans) - Pioniere: Kompanie 5/1 des 1er régiment du génie (Versailles) 10e division d’infanterie (10. Infanteriedivision – Paris) - Kommandant: Général Michel Auger. Am 26. August 1914 durch Général Charles Auguste Henri Roques ersetzt. Dieser wurde am 17. September durch Général Henri Joseph Eugène Gouraud ersetzt. - 19e brigade d’infanterie (Paris), Général Gossard 46e régiment d’infanterie (Fontainebleau und Paris) 89e régiment d’infanterie (Sens und Paris) - 20e brigade d’infanterie (Paris), Général Bachelard 31e régiment d’infanterie (Melun und Paris) 76e régiment d’infanterie (Coulommiers und Paris) - Kavallerie: eine Escadron des 8e régiment de chasseurs à cheval - Divisionsartillerie 10: 6e oder 13e régiment d’artillerie de campagne - Pioniere: Kompanie 5/2 des 1er régiment du génie (Versailles) 6e corps (6. Armeekorps – Châlons-sur-Marne) - Kommandant: Général Maurice Sarrail. Am 10. August 1914 durch Général Martial Justin Verraux ersetzt. - Chef des Stabes: Colonel Joseph Alfred Micheler 2. Chef des Stabes: Lieutenant-colonel Dillemann - Artilleriekommandant (6e brigade): Général Herr - Pionierkommandant: Lieutenant-colonel Mathy 6e section du train des équipages – Abteilung für Versorgung und Transport (Camp de Châlons) 6e section de secrétaires d’état-major et de recrutement – Stabssekretariat und Personalersatz (Châlons-sur-Marne) 6e section de commis et d’ouvriers militaires d’administration – Abteilung für Angestellte und Arbeiter der Militärverwaltung (Châlons-sur-Marne) 6e section d’infirmiers militaires – Sanitätsdienst (Camp de Châlons) 6e légion de gendarmerie – Militärpolizei (Châlons-sur-Marne) - Infanterie: 6e régiment de chasseurs forestiers - Kavallerie: 1re brigade légère (1. leichte Brigade), Colonel Matuszynski 10e régiment de chasseurs à cheval (Sézanne und Sampigny) 12e régiment de chasseurs à cheval (Sézanne und Saint-Mihiel) - Artillerie: 46e régiment d’artillerie de campagne (Châlons-sur-Marne) und 6e régiment d’artillerie à pied (Verdun) 12e division d’infanterie (12. Infanteriedivision – Reims) - Kommandant: Général Louis-Auguste-Didier Souchier. Am 17. September 1914 durch Général Frédéric-Georges Herr ersetzt. Dieser wurde am 15. November durch Général Marie Jean Auguste Paulinier ersetzt. - 23e brigade d’infanterie (Soissons), Général Huguet 54e régiment d’infanterie (Compiègne) 67e régiment d’infanterie (Soissons) - 24e brigade d’infanterie (Reims), Général Roques 106e régiment d’infanterie (Châlons-sur-Marne und Camp de Châlons) 132e régiment d’infanterie (Reims) - Kavallerie: eine Escadron des 15e régiment de chasseurs à cheval - Divisionsartillerie 12: 25e régiment d’artillerie de campagne (Châlons-sur-Marne) - Pioniere: Kompanie 6/1 des 9e régiment du génie (Verdun) 40e division d’infanterie (40. Infanteriedivision – Saint-Mihiel) - Kommandant: Général Émile Hache. Am 30. August 1914 durch Général Marie Gaston Leconte ersetzt. - 79e brigade d’infanterie (Commercy), Général Fonville 154e régiment d’infanterie (Bar-le-Duc und Lérouville) 155e régiment d’infanterie (Châlons-sur-Marne und Commercy), Colonel Emmanuel de Mac Mahon 26e bataillon de chasseurs à pied (Vincennes und Pont-à-Mousson) - 80e brigade d’infanterie (Saint-Mihiel), Colonel de Féraudy 150e régiment d’infanterie (Soissons und Saint-Mihiel) 151e régiment d’infanterie (Saint-Mihiel) 25e bataillon de chasseurs à pied (Épernay und Saint-Mihiel) 29e bataillon de chasseurs à pied (Épernay und Saint-Mihiel) - Kavallerie: je eine Escadron des 10e und 12e régiment de chasseurs à cheval - Divisionsartillerie 40: vier Batterien des 40e régiment d’artillerie de campagne (Saint-Mihiel) - Pioniere: Kompanie 6/2 des 9e régiment du génie (Verdun) 42e division d’infanterie (42. Infanteriedivision – Verdun) - Kommandant: Général Paul François Grossetti. Am 7. November 1917 durch Général Denis Auguste Duchêne ersetzt. - 83e brigade d’infanterie (Verdun), Général Krien 94e régiment d’infanterie (Bar-le-Duc) 8e bataillon de chasseurs à pied (Amiens und Étain) 16e bataillon de chasseurs à pied (Lille und Conflans-en-Jarnisy-Labry) 19e bataillon de chasseurs à pied (Épernay und Verdun) - 84e brigade d’infanterie (Verdun), Général Leconte 151e régiment d’infanterie (Saint-Quentin und Verdun) 162e régiment d’infanterie (Cambrai und Verdun) - Kavallerie: eine Escadron des 2e régiment de hussards - Divisionsartillerie 42: 61e régiment d’artillerie de campagne (Verdun) - Pioniere: Kompanie 6/2 des 9e régiment du génie (Verdun) 3e groupe de divisions de réserve (3. Reservedivisionsgruppe) Die Gruppe, aus der 54., 66. und 56. Reservedivision gebildet, hatte vom 7. bis 17. August 1914 ihr Aufmarschgebiet in der Region Saint-Mihiel und Verdun mit dem Auftrag, die Maashöhen zu besetzen. Bis zum 17. August 1914 Teil der 3. Armee, bildete die Division zusammen mit der 54. und 67. Reservedivision (ab 23. August noch mit der 67. Reservedivision und ab dem 24. August mit der 72. Reservedivision) die neue „Armée de Lorraine“ (vom 23. bis zum 27. August „Groupement Paul Durand“ genannt). - Kommandant: Général Paul Durand - Chef des Stabes: Lieutenant-colonel Diébold Mit Befehl vom 25. August 1914 wurde eine neue „3. Reservedivisionsgruppe“ („groupement de Lamase“ genannt) aus der 64. und der 75. Reservedivision aufgestellt. Am 27. August wurde die 75. Reservedivision durch die 55. Reservedivision ersetzt. Der neuen 6. Armee zugewiesen, wurde die Gruppe nach der Rücknahme der Front am 27. August per Bahntransport am 30. August in das Gebiet Roye und Tricot verlegt. Die Gruppe wurde am 5. September 1914 in „5. Reservedivisionsgruppe“ umbenannt. - Kommandant: Général Henri Jacques Auguste Beaudenom de Lamaze. Am 21. November 1914 durch Général Henri Berthelot ersetzt. - Chef des Stabes: Lieutenant-colonel Tardy 54e division de réserve (54. Reservedivision – Le Mans) Aufgestellt in Le Mans mit Reservisten der IV. Militärregion. - Kommandant: Général Chailley. Die Division wurde am 4. September aufgeteilt. Die 107. Infanteriebrigade wurde dem 6. Korps zugeteilt, die 108. Infanteriebrigade wurde zur 72. Reservedivision abgestellt. Die Division wurde mit Befehl vom 27. Oktober 1914 aufgelöst. - 107e brigade d’infanterie, Général Estève 301e régiment d’infanterie (Dreux und Saint-Cloud) 302e régiment d’infanterie (Chartres und Paris) 303e régiment d’infanterie (Alençon und Paris) - 108e brigade d’infanterie, Général Buisson d’Armandy 324e régiment d’infanterie (Laval) 330e régiment d’infanterie (Mayenne) 363e régiment d’infanterie (Nizza) - Kavallerie: 5. und 6. Escadron des 1er régiment de chasseurs à cheval - Divisionsartillerie 54: drei Gruppen des 26e, 31e und 44e régiment d’artillerie de campagne - Pioniere: Détachement transmissions (Fernmeldeabteilung) des 8e régiment du génie (Mont Valérien) 55e division de réserve (55. Reservedivision – Orléans) Die 55. Reservedivision wurde mit Reservisten der V. Militärregion in Orléans aufgestellt. - Kommandant: Général Louis Leguay. Am 5. November 1914 durch Général Buisson d’Armandy ersetzt. - 109e brigade d’infanterie, Général Arrivet 204e régiment d’infanterie (Auxerre) 282e régiment d’infanterie (Montargis) 289e régiment d’infanterie (Sens und Paris) - 110e brigade d’infanterie, Général Thibaudet de Maimbray 231e régiment d’infanterie (Melun und Paris) 276e régiment d’infanterie (Coulommiers und Paris) 246e régiment d’infanterie (Fontainebleau und Paris) - Kavallerie: zwei Escadrons des 32e régiment de dragons - Divisionsartillerie 55: drei Gruppen des 13e (Poitiers), 30e (Angers) und 35e régiment d’artillerie de campagne (Vannes) - Pioniere: Kompanien 5/13, 5/19 und 5/24 des 6e régiment du génie (Angers) sowie ein Détachement transmissions des 8e régiment du génie (Mont Valérien) 56e division de réserve (56. Reservedivision – Châlons-sur-Marne) - Kommandant: Général Frédéric Micheler. Am 16. September 1914 durch Général Théodore de Dartein ersetzt. - 111e brigade d’infanterie, Général de Dartein 354e régiment d’infanterie (Bar-le-Duc und Lérouville) 355e régiment d’infanterie (Châlons und Commercy) 294e régiment d’infanterie (Bar-le-Duc) - 112e brigade d’infanterie, Général Cornille 350e régiment d’infanterie (Soissons und Saint-Mihiel) 361e régiment d’infanterie (Cambrai und Saint-Mihiel) - Kavallerie: 5e und 6e Escadron des 13e régiment de hussards - Divisionsartillerie 56: drei Gruppen des 25e régiment d’artillerie, 32e régiment d’artillerie und 40e régiment d’artillerie de campagne - Pioniere: Kompanien 6/11, 6/17 und 6/22 des 3e régiment du génie (Arras) sowie ein Détachement transmissions des 8e régiment du génie (Mont Valérien) 7e division de cavalerie (7. Kavalleriedivision – Melun) Die 7. Kavalleriedivision wurde aus der IV. und V. Militärregion und der Region Paris in Melun aufgestellt. - Kommandant: Général Gillain. Am 25. August 1914 durch Général Victor d’Urbal ersetzt. Dieser wurde am 28. September durch Général Alexis Hély d’Oissel ersetzt. Die Division wurde dem 6. Korps unterstellt und zur Abschirmung des Aufmarsches eingesetzt. - 6e brigade de cuirassiers (Saint-Germain-en-Laye), Général Taufflieb 11e régiment de cuirassiers (Saint-Germain-en-Laye) 12e régiment de cuirassiers (Rambouillet) - 1re brigade de dragons (Fontainebleau), Général Chabaud 7e régiment de dragons (Fontainebleau) 13e régiment de dragons (Melun) - 7e brigade de cavalerie légère (Vendôme), Colonel Serpette de Berseaucourt 1er régiment de chasseurs à cheval (Châteaudun) 20e régiment de chasseurs à cheval (Vendôme) - Infanterie: 7. Radfahrgruppe des 4e bataillon de chasseurs à pied (Brienne-le-Château und Saint-Nicolas) - Artillerie: 4. Gruppe (10. und 11. berittene Batterie) des 30e régiment d’artillerie de campagne (Orléans) - Pioniere: Radfahr-Pioniere des 8e régiment du génie |

### 4. Armee
| (4e armée – Armée de Fontainebleau) |
| --- |
| Stärke der 4. Armee: - 86 Bataillone - 42 Escadrons - 96 Batterien (davon drei der schweren Artillerie) - 4.689 Offiziere - 154.899 Unteroffiziere und Mannschaften - 58.491 Pferde - Kommandant: Général Fernand Louis Langle de Cary. Am 11. Dezember 1914 durch Général Henri Joseph Eugène Gouraud ersetzt. - Chef des Stabes: Général Paul Maistre. Am 11. Dezember 1914 durch Colonel Alphonse Nudant ersetzt. Dieser wurde am 21. November 1914 durch Colonel Gabriel Alexandre Paquette ersetzt. 2. Chef des Stabes: Lieutenant-colonel Dessens - Chef des 3e bureau (Operationen und Ausbildung): Commandant de La Fontaine - Chef des Service de l’aviation (Fliegertruppe): Commandant Barès - Chef der Direction des étapes et services (Direktion der Etappe und der sonstigen Dienste): Général Sentis Der erste Teil des Stabes verließ Paris und kam am 5. August 1914 um 08:15 in Saint-Dizier an. Der Rest des Stabes erreichte am 6. August um 21:00 Uhr Fontainebleau. Die 4. Armee setzte sich am 2. August 1914 aus dem 12. Armeekorps, dem 17. Armeekorps, dem Kolonialkorps der 9. Kavalleriedivision, einer Gruppe schwerer Artillerie und zwei Fliegerstaffeln zusammen. Am 8. August 1914 wurde sie durch das 2. Armeekorps, am 16. August durch das 11. Armeekorps, am 20. August durch das 9. Armeekorps und vom 29. August bis zum 5. September durch die Armeeabteilung Foch verstärkt. - schwere Artillerie: eine Gruppe (drei Batterien) mit Obusier de 155 mm CTR modèle 1904 des 2e régiment d’artillerie lourde (Vincennes und Le Mans) - Pioniere: Compagnie de sapeurs télégraphistes n° 4 (Mont Valérien), Détachement radio F und die Compagnie de pontonniers 24/1 des 7e régiment du génie (Avignon) - Fliegerstaffeln: V 14 und V 21 (Voisin) 12e corps (12. Armeekorps – Limoges) - Kommandant: Général Pierre Auguste Roques. Am 5. Januar 1915 durch Général Henri Jean Descoings ersetzt. - Chef des Stabes: Lieutenant-colonel Méric 2. Chef des Stabes: Lieutenant-colonel Bernard - Artilleriekommandant (12e brigade): Général Bapst 12e section du train des équipages – Abteilung für Versorgung und Transport (Limoges) 12e section de secrétaires d’état-major et de recrutement – Stabssekretariat und Personalersatz (Limoges) 12e section de commis et d’ouvriers militaires d’administration – Abteilung für Angestellte und Arbeiter der Militärverwaltung (Limoges) 12e section d’infirmiers militaires – Sanitätsdienst (Limoges) 12e légion de gendarmerie – Militärpolizei (Limoges) - Infanterie: 300e régiment d’infanterie (Tulle) 326e régiment d’infanterie (Brive-la-Gaillarde) - Kavallerie: vier Escadrons des 21e régiment de chasseurs à cheval (Limoges) - Artillerie: 52e régiment d’artillerie de campagne (Angoulême) - Pioniere: Kompanien 12/3, 12/4, 12/16 und 12/21 des 6e régiment du génie (Angers) 23e division d’infanterie (23. Infanteriedivision – Angoulême) - Kommandant: Général Charles Leblond. Am 22. August 1914 durch Général Bapst ersetzt. Dieser wurde am 27. August 1914 durch Général Joseph Masnou ersetzt. - 45e brigade d’infanterie (Limoges), Général Masnou 63e régiment d’infanterie (Limoges) 78e régiment d’infanterie (Guéret und Limoges) - 46e brigade d’infanterie (Angoulême), Colonel Chéré 107e régiment d’infanterie (Angoulême) 138e régiment d’infanterie (Magnac-Laval und Bellac) - Kavallerie: eine Escadron des 21e régiment de chasseurs à cheval (Limoges) - Divisionsartillerie 23: 21e régiment d’artillerie de campagne (Angoulême) - Pioniere: Kompanie 12/1 des 6e régiment du génie (Angers) 24e division d’infanterie (24. Infanteriedivision – Périgueux) - Kommandant: Général du Garreau de la Mèchenie (oder Mécherie?). Am 22. August 1914 durch Général Deffontaines ersetzt. Dieser wurde am 26. August durch Général Henri Jean Descoings ersetzt. - 47e brigade d’infanterie (Bergerac), Colonel Descoings 50e régiment d’infanterie (Périgueux) 108e régiment d’infanterie (Bergerac) - 48e brigade d’infanterie (Tulle), Colonel Sorin 100e régiment d’infanterie (Tulle) 126e régiment d’infanterie (Brive-la-Gaillarde) - Kavallerie: eine Escadron des 21e régiment de chasseurs à cheval (Limoges) - Divisionsartillerie 24: 34e régiment d’artillerie de campagne (Périgueux) - Pioniere: Kompanie 12/2 des 6e régiment du génie (Angers) 17e corps (17. Armeekorps – Toulouse) - Kommandant: Général Arthur Joseph Poline. Wegen Versagens in der Schlacht in den Ardennen am 21. August 1914 durch Général Noël Jean-Baptiste Henri Alphonse Dumas ersetzt. Chef des Stabes: Colonel Grégoire 2. Chef des Stabes: Lieutenant-colonel Ferradini - Artilleriekommandant (17e brigade): Général Malcor 17e section du train des équipages – Abteilung für Versorgung und Transport (Limoges) 17e section de secrétaires d’état-major et de recrutement – Stabssekretariat und Personalersatz (Limoges) 17e section de commis et d’ouvriers militaires d’administration – Abteilung für Angestellte und Arbeiter der Militärverwaltung (Limoges) 17e section d’infirmiers militaires – Sanitätsdienst (Limoges) 17e légion de gendarmerie – Militärpolizei (Limoges) - Infanterie: 207e régiment d’infanterie (Cahors) 209e régiment d’infanterie (Agen) - Kavallerie: 9e régiment de chasseurs à cheval (Auch) - Artillerie: 57e régiment d’artillerie de campagne (Toulouse) 33e division d’infanterie (33. Infanteriedivision – Montauban) - Kommandant: Général François de Villeméjane. Am 31. August 1914 wegen Versagens durch Général Adolphe Guillaumat ersetzt. Dieser wurde am 9. Dezember 1914 durch Général Desvaux ersetzt. - 65e brigade d’infanterie (Agen), Colonel Huc 7e régiment d’infanterie (Cahors) 9e régiment d’infanterie (Agen) - 66e brigade d’infanterie (Montauban), Général Fraisse 11e régiment d’infanterie (Montauban) 20e régiment d’infanterie (Marmande und Montauban) - Kavallerie: 5. Escadron des 9e régiment de chasseurs à cheval (Auch) - Divisionsartillerie 33: 18e régiment d’artillerie de campagne (Agen) - Pioniere: Kompanie 17/1 des 2e régiment du génie (Montpellier) 34e division d’infanterie (34. Infanteriedivision – Toulouse) - Kommandant: Général Henri Alby - 67e brigade d’infanterie (Toulouse), Général Dupuis 14e régiment d’infanterie (Toulouse) 83e régiment d’infanterie (Saint-Gaudens und Toulouse) - 68e brigade d’infanterie (Auch), Colonel Bertaux 59e régiment d’infanterie (Foix und Pamiers) 88e régiment d’infanterie (Mirande und Auch) - Kavallerie: 6. Escadron des 9e régiment de chasseurs à cheval (Auch) - Divisionsartillerie 34: 23e régiment d’artillerie de campagne (Toulouse) - Pioniere: Kompanie 17/2 des 2e régiment du génie (Montpellier) Corps d’armée colonial (Kolonial-Armeekorps – Paris) - Kommandant: Général Jules Lefèvre. Am 22. Januar durch Général Henri Joseph Eugène Gouraud ersetzt. - Chef des Stabes: Colonel Puypéroux 2. Chef des Stabes: Lieutenant-colonel Piquemal - Artilleriekommandant: Général Gautheron - Pionierkommandant: Colonel Dehoey Section du train des équipages – Abteilung für Versorgung und Transport (Paris) Section de secrétaires d’état-major et de recrutement – Stabssekretariat und Personalersatz (Paris) Section de commis et d’ouvriers militaires d’administration – Abteilung für Angestellte und Arbeiter der Militärverwaltung (Paris) Section d’infirmiers militaires – Sanitätsdienst (Marseille) Légion de gendarmerie – Militärpolizei - Infanterie: 5e brigade d’infanterie coloniale, Général Goullet 21e régiment d’infanterie coloniale (Paris) 23e régiment d’infanterie coloniale (Paris) - Kavallerie: 3e régiment de chasseurs d’Afrique (Constantine (Algerien)) - Artillerie: vier Gruppen des 3e régiment d’artillerie coloniale (Lorient) - Pioniere: Kompanien 22/2, 22/4, 22/16 und 22/31 des 1er régiment du génie (Versailles) 2e division d’infanterie coloniale (2. Kolonial-Infanteriedivision – Toulon) - Kommandant: Général Paul Leblois - 4e brigade d’infanterie coloniale, Colonel Boudonnet 4e régiment d’infanterie coloniale (Toulon) 8e régiment d’infanterie coloniale (Toulon) - 6e brigade d’infanterie coloniale, Général Paul Constant Caudrelier 22e régiment d’infanterie coloniale (Marseille) 24e régiment d’infanterie coloniale (Perpignan) - Kavallerie: 5. Escadron des 6e régiment de dragons (Vincennes) - Divisionsartillerie: 1er régiment d’artillerie coloniale (Lorient) - Pioniere: Kompanie 22/1 des 1er régiment du génie (Versailles) 3e division d’infanterie coloniale (3. Kolonial-Infanteriedivision – Brest) - Kommandant: Général Léon Raffenel. Gefallen am 22. August 1914 bei Rossignol (Provinz Luxemburg) und am 27. August durch Général Charles Leblond ersetzt. Dieser wurde am 12. September 1914 durch Général Georges Goullet ersetzt. - 1re brigade d’infanterie coloniale, Général Montignault 1er régiment d’infanterie coloniale (Cherbourg) 2e régiment d’infanterie coloniale (Brest (Finistère)) - 3e brigade d’infanterie coloniale, Général Charles Rondony 3e régiment d’infanterie coloniale (Rochefort) 7e régiment d’infanterie coloniale (Bordeaux) - Kavallerie: 6. Escadron des 6e régiment de dragons (Vincennes) - Divisionsartillerie: 2e régiment d’artillerie coloniale (Cherbourg) - Pioniere: Kompanie 22/3 des 1er régiment du génie (Versailles) 9e division de cavalerie (9. Kavalleriedivision – Tours) Aufgestellt aus der IX., X. und XI. Militärregion. - Kommandant: Général Jean de l’Espée - 1re brigade de cuirassiers (Tours), Colonel de Mitry 5e régiment de cuirassiers (Tours) 8e régiment de cuirassiers (Tours) - 9e brigade de dragons (Nantes), Général de Sailly 1er régiment de dragons (Luçon) 3e régiment de dragons (Nantes) - 16e brigade de dragons (Rennes), Général Gombaud de Séréville 24e régiment de dragons (Rennes) 25e régiment de dragons (Angers) - Infanterie: 9. Radfahrgruppe des 25e bataillon de chasseurs à pied (Saint-Mihiel) - Artillerie: 4. Gruppe (10. und 11. berittene Batterie) des 33e régiment d’artillerie de campagne (Angers) - Pioniere: Radfahr-Pioniere des 6e régiment du génie (Angers) |

### 5. Armee
| (5e armée – Armée de Paris) |
| --- |
| Stärke der 5. Armee: - 170 Bataillone - 58 Escadrons - 195 Batterien (davon 17 schwere) - 8.886 Offiziere - 290.464 Unteroffiziere und Mannschaften - 108.360 Pferde - Kommandant: Général Charles Lanrezac. Am 5. September 1914 durch Général Louis Franchet d’Espèrey ersetzt. - Chef des Stabes: Général Alexis Hély d’Oissel. Am 28. September 1914 durch Lieutenant-colonel Charles de Lardemelle ersetzt. 2. Chef des Stabes: Lieutenant-colonel Daydrein - Chef des 3e bureau (Operationen und Ausbildung): Commandant Schneider - Chef der Fliegertruppe: Lieutenant-colonel Ganter - Pionierkommandant: Colonel Henry Der erste Teil des Stabes verließ Paris am 4. August 1914 um 18:30 Uhr nach Rethel. Général Lanrezac übernahm am 5. August das Kommando. Die 5. Armee bestand am 2. August 1914 aus dem 1., 2., 3., 10. und 11. Armeekorps. Dazu kamen die 4. Kavalleriedivision, fünf Gruppen schwerer Artillerie und sechs Fliegerstaffeln. Das Oberkommando zog das 2. Korps am 8. August heraus und verstärkte dafür das 11. Korps mit der 52. und 60. Infanteriedivision (die 52. wurde am 16. September und die 60. am 15. September mit der 4. Reservedivisionsgruppe wieder abgezogen). Das 11. Korps wurde ebenfalls am 16. abgezogen und am 18. August durch das 18. Korps ersetzt. - schwere Artillerie: zwei Gruppen (sieben Batterien) mit 155-mm-Feldhaubitzen und zwei Gruppen (sechs Batterien) mit 120-mm-Feldhaubitzen des 1er régiment d’artillerie lourde (1. schweres Artillerieregiment – Camp de Sissonne, Douai und Eu), dazu eine Gruppe (vier Batterien) mit 120-mm-Feldkanonen des 4e régiment d’artillerie lourde (Versailles, Lorient und Nancy) - Pioniere: Compagnie de sapeurs télégraphistes n° 9 (Telegraphenkompanie 9 – Mont Valérien), Détachement radio G (Funkabteilung) und die Compagnie de pontonniers 24/2 (Brückenpontonkompanie 24/2) des 7e régiment du génie (Avignon) - Fliegerstaffeln: DO 4, DO 6 (mit „Doran“), C.11 (mit Caudron), N 12 (mit Nieuport), REP 15 (mit „Robert Esnault-Peletrie“) und V 24 (mit Voisin) 1er corps (1. Armeekorps – Lille) - Kommandant: Général Louis Franchet d’Espèrey. Am 4. September 1914 durch Général Henry Victor Deligny ersetzt. - Chef des Stabes: Lieutenant-colonel de Lardemelle 2. Chef des Stabes: Lieutenant-colonel Hoerter - Artilleriekommandant (1re brigade): Général Bro - Pionierkommandant: Colonel Seurre 1re section du train des équipages – Abteilung für Versorgung und Transport (Lille) 1re section de secrétaires d’état-major et de recrutement – Stabssekretariat und Personalersatz (Lille) 1re section de commis et d’ouvriers militaires d’administration – Abteilung für Angestellte und Arbeiter der Militärverwaltung (Lille) 1re section d’infirmiers militaires – Sanitätsdienst (Lille) 1re légion de gendarmerie – Militärpolizei (Lille) - Infanterie: 201e régiment d’infanterie (Cambrai) 284e régiment d’infanterie (Avesnes-sur-Helpe) - Kavallerie: 6e régiment de chasseurs à cheval (Lille) - Artillerie: 41e régiment d’artillerie de campagne (Douai) und 1er régiment d’artillerie à pied (Maubeuge und Dünkirchen) - Pioniere: Kompanien 1/3 und 1/4 sowie die Compagnie de pontonniers 1/16 und die Park-Kompanie 1/21 des 3e régiment du génie (Arras) 1re division d’infanterie (1. Infanteriedivision – Lille) - Kommandant: Général Marie Alexandre Gallet. Am 3. Oktober 1914 durch Général Bro ersetzt. - 1re brigade d’infanterie (Lille), Général Marjoulet 43e régiment d’infanterie (Lille) 127e régiment d’infanterie (Valenciennes) - 2e brigade d’infanterie (Cambrai), Général Christian Sauret 1er régiment d’infanterie (Cambrai) 84e régiment d’infanterie (Avesnes-sur-Helpe) - Kavallerie: 5. Escadron des 6e régiment de chasseurs à cheval (Lille) - Divisionsartillerie 1: 15e régiment d’artillerie de campagne (Douai) - Pioniere: Kompanie 1/1 des 3e régiment du génie (Arras) 2e division d’infanterie (2. Infanteriedivision – Arras) - Kommandant: Général Henry Victor Deligny. Am 8. September 1914 durch Général Noël Garnier-Duplessix ersetzt. Dieser wurde am 21. September 1914 durch Général Jean-Marie Brulard ersetzt. - 3e brigade d’infanterie (Arras), Général Duplessis 33e régiment d’infanterie (Arras) 73e régiment d’infanterie (Béthune) - 4e brigade d’infanterie (Saint-Omer), Colonel Philippe Pétain 8e régiment d’infanterie (Saint-Omer) 110e régiment d’infanterie (Dünkirchen) - Kavallerie: 6. Escadron des 6e régiment de chasseurs à cheval (Lille) - Divisionsartillerie 2: 27e régiment d’artillerie de campagne (Saint-Omer und Aire-sur-la-Lys) - Pioniere: Kompanie 1/2 des 3e régiment du génie (Arras) 2e corps (2. Armeekorps – Amiens) - Kommandant: Général Augustin Gérard. Am 24. Juli 1915 durch Général Frédéric-Georges Herr ersetzt. - Chef des Stabes: Lieutenant-colonel Montérou 2. Chef des Stabes: Lieutenant-colonel Vidalon - Artilleriekommandant (2e brigade): Général Bon - Pionierkommandant: Lieutenant-colonel Lefebvre 2e section du train des équipages – Abteilung für Versorgung und Transport (Amiens) 2e section de secrétaires d’état-major et de recrutement – Stabssekretariat und Personalersatz (Amiens) 2e section de commis et d’ouvriers militaires d’administration – Abteilung für Angestellte und Arbeiter der Militärverwaltung (Lille) 2e section d’infirmiers militaires – Sanitätsdienst (Amiens) 2e légion de gendarmerie – Militärpolizei (Amiens) - Infanterie: 272e régiment d’infanterie (Amiens) 328e régiment d’infanterie (Abbeville und Amiens) - Kavallerie: 19e régiment de chasseurs à cheval (La Fère) - Artillerie: 29e régiment d’artillerie de campagne (Laon) - Pioniere: Kompanien 2/3, 2/4, 2/16 und Park-Kompanie 2/21 des 3e régiment du génie (Arras) 3e division d’infanterie (3. Infanteriedivision – Amiens) - Kommandant: Général Charles Louis Jacques Régnault. Wegen Versagens am 2. September 1914 durch Général Émilien Cordonnier ersetzt. Dieser wurde am 19. September durch Général Caré ersetzt. Am 20. Oktober 1914 übernahm erneut Général Cordonnier das Kommando. - 5e brigade d’infanterie (Amiens), Général Deffontaines 72e régiment d’infanterie (Amiens) 128e régiment d’infanterie (Abbeville und Amiens) - 6e brigade d’infanterie (Beauvais), Général Caré 51e régiment d’infanterie (Beauvais) 87e régiment d’infanterie (Saint-Quentin) - Kavallerie: 5. Escadron des 19e régiment de chasseurs à cheval (La Fère) - Divisionsartillerie 3: 17e régiment d’artillerie de campagne (La Fère) - Pioniere: Kompanie 2/1 des 3e régiment du génie (Arras) 4e division d’infanterie (4. Infanteriedivision – Mézières) - Kommandant: Général Charles Rabier. Am 9. Dezember 1914 durch Général Adolphe Guillaumat ersetzt. - 7e brigade d’infanterie (Soissons) 91e régiment d’infanterie (Mézières) 147e régiment d’infanterie (Sedan) - 8e brigade d’infanterie (Saint-Quentin) 45e régiment d’infanterie (Laon) 148e régiment d’infanterie (Rocroi und Givet) - 87e brigade d’infanterie 120e régiment d’infanterie (Péronne und Stenay) 9e bataillon de chasseurs à pied (Lille und Longuyon) 18e bataillon de chasseurs à pied (Amiens und Longuyon) - Kavallerie: zwei Escadrons des 16e régiment de dragons (Reims) und eine Escadron des 30e régiment de dragons - Divisionsartillerie 4: vier Batterien des 42e régiment d’artillerie de campagne (Stenay und La Fère) - Pioniere: Kompanie 2/2 des 3e régiment du génie (Arras) 3e corps (3. Armeekorps – Rouen) - Kommandant: Général Henry Sauret. Am 25. August wegen Versagens in der Schlacht bei Charleroi durch Général Émile Hache ersetzt. - Chef des Stabes: Colonel Geismar 2. Chef des Stabes: Lieutenant-colonel Tennevin - Artilleriekommandant (3e brigade): Général Gabriel Rouquerol - Pionierkommandant: Colonel Belle 3e section du train des équipages – Abteilung für Versorgung und Transport (Vernon) 3e section de secrétaires d’état-major et de recrutement – Stabssekretariat und Personalersatz (Rouen) 3e section de commis et d’ouvriers militaires d’administration – Abteilung für Angestellte und Arbeiter der Militärverwaltung (Rouen) 3e section d’infirmiers militaires – Sanitätsdienst (Vernon) 3e légion de gendarmerie – Militärpolizei (Rouen) - Infanterie 239e régiment d’infanterie (Rouen) 274e régiment d’infanterie (Rouen) - Kavallerie: 7e régiment de chasseurs à cheval (Évreux) - Artillerie: 11e régiment d’artillerie de campagne (Rouen) 5e division d’infanterie (5. Infanteriedivision – Rouen) - Kommandant: Général Élie Verrier. Am 31. August 1914 durch Général Charles Mangin ersetzt. - 9e brigade d’infanterie (Rouen), Général Tassin 39e régiment d’infanterie (Rouen) 74e régiment d’infanterie (Rouen) - 10e brigade d’infanterie (Caen), Général Léautier 36e régiment d’infanterie (Caen) 129e régiment d’infanterie (Le Havre) - Kavallerie: 5. Escadron des 7e régiment de chasseurs à cheval (Évreux) - Divisionsartillerie 5: 43e régiment d’artillerie de campagne (Caen) - Pioniere: Kompanie 3/1 des 3e régiment du génie (Arras) 6e division d’infanterie (6. Infanteriedivision – Paris) - Kommandant: Général Georges Bloch. Am 31. August 1914 durch Général Philippe Pétain ersetzt. Dieser wurde am 20. Oktober durch Général Caré und dieser am 5. November 1914 durch Général Charles Jacquot ersetzt. - 11e brigade d’infanterie (Saint-Denis), Général Hollender 24e régiment d’infanterie (Bernay und Paris) 28e régiment d’infanterie (Évreux und Paris) - 12e brigade d’infanterie (Paris), Général Lavisse 5e régiment d’infanterie (Falaise und Paris) 119e régiment d’infanterie (Lisieux und Courbevoie) - Kavallerie: 6. Escadron des 7e régiment de chasseurs à cheval (Évreux) - Divisionsartillerie 6: 22e régiment d’artillerie de campagne (Versailles) - Pioniere: Kompanie 3/2 des 3e régiment du génie (Arras) 10e corps (10. Armeekorps – Rennes) - Kommandant: Général Gilbert Defforges. Am 10. November 1914 durch Général Wirbel ersetzt. - Chef des Stabes: Colonel Paulinier 2. Chef des Stabes: Lieutenant-colonel Monroé, genannt Roë - Artilleriekommandant (10e brigade): Général Dumay 10e section du train des équipages – Abteilung für Versorgung und Transport (Fougères) 10e section de secrétaires d’état-major et de recrutement – Stabssekretariat und Personalersatz (Rennes) 10e section de commis et d’ouvriers militaires d’administration – Abteilung für Angestellte und Arbeiter der Militärverwaltung (Rennes) 10e section d’infirmiers militaires – Sanitätsdienst (Rennes) 10e légion de gendarmerie – Militärpolizei (Rennes) - Infanterie 241e régiment d’infanterie (Rennes) 270e régiment d’infanterie (Vitré) - Kavallerie: 13e régiment de hussards (Dinan) - Artillerie: 50e régiment d’artillerie de campagne (Rennes) 19e division d’infanterie (19. Infanteriedivision – Rennes) - Kommandant: Général Gaëtan Bonnier. Am 5. September 1914 durch Général Bailly ersetzt. - 37e brigade d’infanterie (Saint-Brieuc), Général Bailly 48e régiment d’infanterie (Guingamp) 71e régiment d’infanterie (Saint-Brieuc) - 38e brigade d’infanterie (Rennes), Général Rogerie 41e régiment d’infanterie (Rennes) 70e régiment d’infanterie (Vitré) - Kavallerie: 5. Escadron des 13e régiment de hussards (Dinan) - Divisionsartillerie 19: 7e régiment d’artillerie de campagne (Rennes) - Pioniere: Kompanie 10/1 des 10e régiment du génie (Angers) 20e division d’infanterie (20. Infanteriedivision – Saint-Servan) - Kommandant: Général Elie Boë. Nach dessen Verwundung am 22. August 1914 ad interim durch Général Ménissier ersetzt. Dieser wurde am 5. September 1914 durch Général Rogerie und dieser am 8. Oktober 1914 durch Général François Anthoine ersetzt. - 39e brigade d’infanterie (Saint-Lô), Général Menissier 25e régiment d’infanterie (Cherbourg) 136e régiment d’infanterie (Saint-Lô) - 40e brigade d’infanterie (Saint-Malo), Colonel Bachelard 2e régiment d’infanterie (Granville) 47e régiment d’infanterie (Saint-Malo) - Kavallerie: 6. Escadron des 13e régiment de hussards (Dinan) - Divisionsartillerie 20: 10e régiment d’artillerie de campagne (Rennes) - Pioniere: Kompanie 10/2 des 6e régiment du génie (Angers) 11e corps (11. Armeekorps – Nantes) - Kommandant: Général Joseph-Paul Eydoux. Am 10. Februar 1915 durch Général Maurice Eugène François Baumgarten ersetzt. - Chef des Stabes: Colonel Weywada 2. Chef des Stabes: Lieutenant-colonel Retrouvey - Artilleriekommandant (11e brigade): Général Favereau - Pionierkommandant: Lieutenant-colonel Cota 11e section du train des équipages – Abteilung für Versorgung und Transport (Nantes) 11e section de secrétaires d’état-major et de recrutement – Stabssekretariat und Personalersatz (Nantes) 11e section de commis et d’ouvriers militaires d’administration – Abteilung für Angestellte und Arbeiter der Militärverwaltung (Nantes) 11e section d’infirmiers militaires – Sanitätsdienst (Nantes) 11e légion de gendarmerie – Militärpolizei (Nantes) - Infanterie 293e régiment d’infanterie (La Roche-sur-Yon) 317e régiment d’infanterie (Le Mans) - Kavallerie: 2e régiment de chasseurs à cheval (Pontivy) - Artillerie: 28e régiment d’artillerie de campagne (Vannes) und 15e régiment d’artillerie à pied (Brest) - Pioniere: Kompanien 11/3, 11/4, 11/16 und 11/21 des 6e régiment du génie (Angers) 21e division d’infanterie (21. Infanteriedivision – Nantes) - Kommandant: Général René Radiguet. Am 25. Oktober 1914 durch Général François Dauvin ersetzt. - 41e brigade d’infanterie (Nantes), Colonel de Teyssière 64e régiment d’infanterie (Ancenis) 65e régiment d’infanterie (Nantes) - 42e brigade d’infanterie (La Roche-sur-Yon), Colonel Laméy 93e régiment d’infanterie (La Roche-sur-Yon) 137e régiment d’infanterie (Fontenay-le-Comte) - Kavallerie: 5. Escadron des 2e régiment de chasseurs à cheval (Pontivy) - Divisionsartillerie 21: 51e régiment d’artillerie de campagne (Nantes) - Pioniere: Kompanie 11/1 des 6e régiment du génie (Angers) 22e division d’infanterie (22. Infanteriedivision – Vannes) - Kommandant: Général Joseph Pambet. Am 30. Oktober 1914 durch Général Pierre Bouyssou ersetzt. - 43e brigade d’infanterie (Vannes), Général Duroisel 62e régiment d’infanterie (Lorient) 116e régiment d’infanterie (Vannes) - 44e brigade d’infanterie (Quimper), Général Chaplain 19e régiment d’infanterie (Brest) 118e régiment d’infanterie (Quimper) - Kavallerie: 6. Escadron des 2e régiment de chasseurs à cheval (Pontivy) - Divisionsartillerie 22: 35e régiment d’artillerie de campagne (Vannes) - Pioniere: Kompanie 11/2 des 6e régiment du génie (Angers) 52e division de réserve (52. Reservedivision – Mézières) Aufgestellt aus Reservisten der II. Militärregion. - Kommandant: Général Hyacinthe Clément Justin Coquet. Dieser wurde wegen Versagens am 2. September 1914 durch Général Jules Augustin Williams Léon Battesti ersetzt. Nachdem dieser am 25. September 1914 gefallen war, wurde das Kommando Général Charles de Pélacot übertragen, dieser wurde am 25. Oktober durch Général Jean-Gabriel Rouquerol ersetzt. - 103e brigade d’infanterie, Colonel Doursault 291e régiment d’infanterie (Mézières) 347e régiment d’infanterie (Sedan) 348e régiment d’infanterie (Rocroi und Givet) - 104e brigade d’infanterie, Général de Battesti 320e régiment d’infanterie (Péronne und Stenay) 245e régiment d’infanterie (Laon) - Kavallerie: 5. und 6. Escadron des 21e régiment de dragons - Divisionsartillerie 52: drei Gruppen des 17e régiment d’artillerie de campagne (Abbeville und Amiens), 39e régiment d’artillerie de campagne (Laon) und 42e régiment d’artillerie de campagne (La Fère und Stenay) - Pioniere: Kompanien 2/13, 2/19 und 2/24 des 1er régiment du génie (Versailles) sowie das Détachement transmissions (Fernmeldeabteilung) des 8e régiment du génie (Mont Valérien) 60e division de réserve (60. Reservedivision – Rennes) - Kommandant: Général Maurice Joppé. Am 25. September 1914 durch Général Géraud Réveilhac ersetzt. Die Division wurde direkt der 5. Armee unterstellt und zwischen dem 8. und 11. August nach Rethel transportiert. Anschließend erfolgte die Verlegung bis zum 18. August in die Gegend von Pauvres. Am 16. August wurde die Division der 4. Armee unterstellt und am 23. August dem 11. Korps zugewiesen. - 119e brigade d’infanterie, Général Réveilhac 248e régiment d’infanterie (Guingamp) 271e régiment d’infanterie (Saint-Brieuc) 247e régiment d’infanterie (Saint-Malo) - 120e brigade d’infanterie, Général Margueron 225e régiment d’infanterie (Cherbourg) 336e régiment d’infanterie (Saint-Lô) 202e régiment d’infanterie (Granville) - Kavallerie: 5. und 6. Escadron des 24e régiment de dragons (Rennes) - Divisionsartillerie 60: drei Gruppen des 7e régiment d’artillerie de campagne (Rennes), 10e régiment d’artillerie de campagne (Dinan) und 50e régiment d’artillerie de campagne (Rennes) - Pioniere: Kompanien 10/13, 10/19 und 10/24 des 1er régiment du génie (Versailles) sowie ein Détachement transmissions des 8e régiment du génie (Mont Valérien) 4e division de cavalerie (4. Kavalleriedivision – Sedan) Die 4. Reservedivision wurde in der VI. Militärregion aufgestellt. Sie gehörte zu den Abschirmtruppen und war dem 2. Armeekorps unterstellt. - Kommandant: Général Abonneau. Am 13. Oktober 1914 durch Général de Buyer ersetzt. - 3e brigade de cuirassiers (Sainte-Menehould), Général Sabry de Monpoly 3e régiment de cuirassiers (Reims und Vouziers) 6e régiment de cuirassiers (Camp de Châlons und Sainte-Menehould) - 4e brigade de dragons (Sedan), Général d’Urbal 28e régiment de dragons (Charleville und Sedan) 30e régiment de dragons (Mézières und Sedan) - 4e brigade de cavalerie légère (Verdun), Général Réquichot 2e régiment de hussards (Verdun) 4e régiment de hussards (Épinal) - Infanterie: 4. Radfahrgruppe des 19e bataillon de chasseurs à pied (Épernay und Verdun) - Artillerie: 4. Gruppe (10. und 11. berittene Batterie) des 40e régiment d’artillerie de campagne (Saint-Mihiel) - Pioniere: Radfahr-Pioniere des 9e régiment du génie (Verdun) |

### Einheiten zur Disposition des Oberbefehlshabers
| (Formations à la disposition du général en chef) |
| --- |
| Über die bestehenden fünf Armeen hinaus verfügte der Oberbefehlshaber noch über eine Reserve an Großverbänden (Kavalleriekorps, Reservedivisionsgruppen und eine Anzahl von selbstständigen Divisionen). Corps de cavalerie Sordet (Kavalleriekorps Sordet) Kurz nur „Corps Sordet“ genannt. - Kommandant: Général André Sordet. Am 8. September 1914 durch Général Marie Joseph Eugène Bridoux ersetzt. Der Stab wurde in Paris mobilisiert und dann am 2. August 1914 nach Mézières verlegt. - Chef des Stabes: Colonel Guéneau de Montbeillard - Chef des 3e bureau (Versorgung und Transport): Commandant Lanquetot Das Kavalleriekorps war vom 15. bis 25. August der 5. Armee, dann am 30. August der 6. Armee und ab 30. August dem Militärgouverneur von Paris unterstellt. 1re division de cavalerie (1. Kavalleriedivision – Paris) - Kommandant: Général Buisson. Am 28. September 1914 durch Général Olivier Mazel ersetzt. - 2e brigade de cuirassiers (Paris), Général Louvat 1er régiment de cuirassiers (Paris) 2e régiment de cuirassiers (Paris) - 5e brigade de dragons (Vincennes), Général Silvestre 6e régiment de dragons (Vincennes) 23e régiment de dragons (Vincennes) - 11e brigade de dragons (Versailles), Général Corvisard 27e régiment de dragons (Versailles) 32e régiment de dragons (Versailles) - Infanterie: 1. Radfahrgruppe des 26e bataillon de chasseurs à pied (Vincennes und Pont-à-Mousson) - Artillerie: 4. Gruppe (10. und 11. berittene Batterie) des 13e régiment d’artillerie de campagne (Vincennes) - Pioniere: Radfahr-Pioniere des 1er régiment du génie 3e division de cavalerie (3. Kavalleriedivision – Compiègne) Aufgestellt aus der VI. Militärregion. - Kommandant: Général Dor de Lastours - 4e brigade de cuirassiers (Douai), Colonel Gouzil 4e régiment de cuirassiers (Cambrai) 9e régiment de cuirassiers (Douai) - 13e brigade de dragons (Compiègne), Général Léorat 5e régiment de dragons (Compiègne) 21e régiment de dragons (Saint-Omer) - 3e brigade de cavalerie légère (Meaux), Général de la Villestreux 3e régiment de hussards (Senlis) 8e régiment de hussards (Meaux) - Infanterie: 3. Radfahrgruppe des 18e bataillon de chasseurs à pied (Amiens und Longuyon) - Artillerie: 4. Gruppe (10. und 11. berittene Batterie) des 42e régiment d’artillerie de campagne (La Fère und Stenay) - Pioniere: Radfahr-Pioniere des 3e régiment du génie 5e division de cavalerie (5. Kavalleriedivision – Reims) Aufgestellt aus der VI. Militärregion. - Kommandant: Général Bridoux. Am 10. September 1914 durch Général de Lallemand du Marais ersetzt. Dieser wurde am 28. September durch Général Allenou ersetzt. - 3e brigade de dragons (Reims), Général de Lallemand du Marais 16e régiment de dragons (Reims) 22e régiment de dragons (Reims) - 7e brigade de dragons (Épernay), Colonel de Marcieu 9e régiment de dragons (Épernay) 29e régiment de dragons (Provins) - 5e brigade de cavalerie légère (Châlons-sur-Marne), Général de Cornulier-Lucinière 5e régiment de chasseurs à cheval (Camp de Châlons und Châlons-sur-Marne) 15e régiment de chasseurs à cheval (Châlons-sur-Marne) - Infanterie: 5. Radfahrgruppe des 29e bataillon de chasseurs à pied (Épernay und Saint-Mihiel) - Artillerie: 4. Gruppe (10. und 11. berittene Batterie) des 61e régiment d’artillerie de campagne (Verdun) - Pioniere: Radfahr-Pioniere des 9e régiment du génie (Verdun) 1er groupe de division de réserve (1. Reservedivisionsgruppe) Die Gruppe wurde zwischen dem 10. und 14. August in der Region Luxeuil, Vesoul und Montbéliard zusammengezogen, um gemäß dem Plan XVII als Reserve der 1. Armee eingesetzt zu werden und auch um die Front an der Schweizer Grenze zu überwachen (für den Fall eines deutschen Durchmarschs durch die Schweiz). Am 11. August wurde die Gruppe der „Armée d’Alsace“ unterstellt und am 25. August aufgelöst. - Kommandant: Général Louis Archinard - Chef des Stabes: Lieutenant-colonel Henri Mordacq 58e division de réserve (58. Reservedivision – Dijon) Gebildet mit Reservisten der VIII. Militärregion. - Kommandant: Général César Besset. Am 31. August 1914 durch Général Georges Claret de la Touche ersetzt. Dieser wurde am 22. September durch Général Édouard Bolgert ersetzt. - 115e brigade d’infanterie, Général Claret de la Touche 256e régiment d’infanterie (Chalon-sur-Saône) 334e régiment d’infanterie (Mâcon) 229e régiment d’infanterie (Autun) - 116e brigade d’infanterie, Général Joubert 285e régiment d’infanterie (Cosne-sur-Loire) 295e régiment d’infanterie (Bourges) 213e régiment d’infanterie (Nevers) - Kavallerie: 5. und 6. Escadron des 26e régiment de dragons - Divisionsartillerie 58: je eine Gruppe des 17e régiment d’artillerie (Abbeville und Amiens) sowie des 29e (Laon) und 42e régiment d’artillerie de campagne (La Fère und Stenay) - Pioniere: Kompanien 13/2, 19/2 und 24/2 des 3e régiment du génie (Arras) 63e division de réserve (63. Reservedivision – Clermont-Ferrand) Gebildet mit Reservisten der XIII. Militärregion. - Kommandant: Général Gustave Lombard. Am 17. November 1914 durch Général Georges Jullien ersetzt. - 125e brigade d’infanterie, Général Dolot 216e régiment d’infanterie (Clermont-Ferrand) 238e régiment d’infanterie (Saint-Étienne) 298e régiment d’infanterie (Roanne) - 126e brigade d’infanterie, Général Guillin 305e régiment d’infanterie (Riom) 292e régiment d’infanterie (Clermont-Ferrand) 321e régiment d’infanterie (Montluçon) - Kavallerie: 5. und 6. Escadron des 14e régiment de dragons (Saint-Étienne) - Divisionsartillerie 63: je eine Gruppe des 16e (Issoire), 36e (Moulins) und 53e régiment d’artillerie de campagne (Clermont-Ferrand) - Pioniere: Kompanien 13/13, 19/13 und 24/13 des 4e régiment du génie (Grenoble) 66e division de réserve (66. Reservedivision – Montpellier) Gebildet mit Reservisten der XIII. Militärregion. - Kommandant: Général Voirhaye. Am 27. August 1914 durch Général Mazel ersetzt. Dieser wurde am 6. Oktober 1914 durch Général Guerrier ersetzt. - 131e brigade d’infanterie, Général Sarrade 215e régiment d’infanterie (Albi) 343e régiment d’infanterie (Carcassonne und Castelnaudary) 253e régiment d’infanterie (Perpignan) - 132e brigade d’infanterie, Général Sauzède 281e régiment d’infanterie (Montpellier) 296e régiment d’infanterie (Béziers) 280e régiment d’infanterie (Narbonne) - Kavallerie: 5. und 6. Escadron des 19e régiment de dragons (Castres) - Divisionsartillerie 66: je eine Gruppe des 3e (Carcassonne), 9e (Castres) und 56e régiment d’artillerie de campagne (Montpellier) - Pioniere: Kompanien 13/16, 19/16 und 24/16 des 2e régiment du génie (Montpellier) 4e groupe de division de réserve (4. Reservedivisionsgruppe) Die Gruppe wurde zwischen dem 8. und 21. August in der Region Vervins zusammengezogen (für den Fall eines deutschen Durchmarsches durch die Schweiz). Am 15. August wurde die Gruppe der 5e armée unterstellt. Am 18. August wurde der Gruppe die 51. Reservedivision und am 31. August die 74. Infanteriebrigade der 37. Division zugewiesen. Die Gruppe wurde am 30. September 1914 (mit Befehl vom 20. September) aufgelöst. - Kommandant: Général Mardochée Valabrègue - Chef des Stabes: Lieutenant-colonel des Vallières 51e division de réserve (51. Reservedivision – Arras) Gebildet mit Reservisten der I. Militärregion. - Kommandant: Général René Boutegourd - 101e brigade d’infanterie, Général Petit 243e régiment d’infanterie (Lille) 327e régiment d’infanterie (Valenciennes) 243e régiment d’infanterie (Lille) - 102e brigade d’infanterie, Général Leleu 273e régiment d’infanterie (Béthune) 208e régiment d’infanterie (Saint-Omer) 310e régiment d’infanterie (Dünkirchen) - Kavallerie: 5. und 6. Escadron des 4e régiment de cuirassiers (Valenciennes und Cambrai) - Divisionsartillerie 51: je eine Gruppe des 15e (Douai), 27e (Saint-Omer und Aire-sur-la-Lys) sowie 41e régiment d’artillerie de campagne (Douai) - Pioniere: Kompanien 13/1 und 24/1 des 3e régiment du génie (Arras) sowie Kompanie 20/22 des 1er régiment du génie (Versailles) 53e division de réserve (53. Reservedivision – Rouen) Gebildet mit Reservisten der III. Militärregion. - Kommandant: Général Georges Perruchon. Am 7. September 1914 durch Général Journée ersetzt. Dieser wurde am 18. Oktober 1914 durch Général Louis Loyzeau de Grandmaison ersetzt. - 105e brigade d’infanterie, Général de Montangon 236e régiment d’infanterie (Caen) 205e régiment d’infanterie (Falaise und Paris) 319e régiment d’infanterie (Lisieux und Courbevoie) - 106e brigade d’infanterie, Général Journée 329e régiment d’infanterie (Le Havre) 224e régiment d’infanterie (Laval) 226e régiment d’infanterie (Toul und Nancy) - Kavallerie: 5. und 6. Escadron des 27e régiment de dragons (Versailles) - Divisionsartillerie 53: je eine Gruppe des 11e (Rouen), 22e (Versailles) und 43e régiment d’artillerie de campagne (Caen) - Pioniere: Kompanien 13/3, 19/3 und 24/3 des 3e régiment du génie (Arras) 69e division de réserve (69. Reservedivision – Reims) Gebildet mit Reservisten der VI. Militärregion. - Kommandant: Général Henri Le Gros: Am 8. September durch Général Néraud ersetzt. Dieser wurde am 5. November 1914 durch Général Pierre Berdoulat ersetzt. - 137e brigade d’infanterie, Général Rousseau 306e régiment d’infanterie (Châlons) 332e régiment d’infanterie (Reims) 287e régiment d’infanterie (Saint-Quentin) - 138e brigade d’infanterie, Général Néraud 267e régiment d’infanterie (Soissons) 254e régiment d’infanterie (Compiègne) 251e régiment d’infanterie (Beauvais) - Kavallerie: 5. und 6. Escadron des 5e régiment de dragons (Compiègne) - Divisionsartillerie 69: eine Gruppe zu zwei Batterien des 46e (Camp de Châlons) und eine Batterie des 44e (Le Mans) eine Gruppe zu zwei Batterien des 46e (Camp de Châlons) und eine Batterie des 29e (Laon) eine Gruppe zu zwei Batterien des 28e (Vannes) und eine Batterie des 50e (Vannes) - Pioniere: Kompanien 13/22, 19/22 und 22/22 des 1er régiment du génie (Versailles) |

### Afrika-Armee
| (Armée d’Afrique) |
| --- |
| Die Afrika-Armee, aufgestellt in der XIX. Militärregion, traf zu Beginn des Monats August mit der 37. und 38. Infanteriedivision im französischen Mutterland ein. Deren Errichtung, ebenso die der „Division marocaine“ (Marokkanische Division), wurde gemäß dem Plan XVII durchgeführt. Die Afrika-Armee wurde am 19. August durch die Aufstellung der 46. Infanteriedivision verstärkt. 37e division d’infanterie (37. Infanteriedivision – Philippeville) Die 37. Infanteriedivision wurde in Philippeville aus Teilen der „Division de Constantine“ aufgestellt. Die Überfahrt wurde zwischen dem 5. und 8. August 1914 durchgeführt, die Masse der Truppen ging in Marseille an Land. Die Armee sammelte sich zwischen dem 8. und 10. August bei Arles und wurde dann ab dem 12. August über Chasse-sur-Rhône, Noisy, Le Bourget nach Hirson transportiert, wo sie am 13. August eintraf. Von dort marschierte sie nach Auvillers-les-Forges und Rocroi. - Kommandant: Général Louis Comby - 73e brigade d’infanterie, Général Blanc Régiment de marche des 2e régiment de zouaves (drei Bataillone) Régiment de marche des 2e (zwei Bataillone) und 5e régiment de tirailleurs (ein Bataillon) Régiment de marche des 6e régiment de tirailleurs (zwei Bataillone) - 74e brigade d’infanterie, Colonel Taupin Régiment de marche des 3e régiment de zouaves (drei Bataillone) Régiment de marche des 3e (drei Bataillone) und des 7e régiment de tirailleurs (ein Bataillon) - Kavallerie: 4. Escadron des 6e régiment de chasseurs d’Afrique - Divisionsartillerie 37: 1., 2. und 3. Gruppe der Artillerie d’Afrique - Pioniere: Kompanien 8/17 und 8/22 des 4e régiment sowie 19/1 des 19e bataillon du génie, dazu ein Détachement transmission (Fernmeldedétachement) des 8e régiment du génie 38e division d’infanterie (38. Infanteriedivision – Algier) Die 38. Infanteriedivision wurde in Algier aus Teilen der „Division d’Alger“ aufgestellt, wie es vom Plan XVII vorgesehen war. Die Überfahrt wurde zwischen dem 4. und 7. August 1914 durchgeführt, die Masse der Truppen ging in Cette an Land. Die Armee sammelte sich zwischen dem 8. und 10. August bei Avignon und wurde dann zwischen dem 12. und 16. August nach Hirson und Chimay transportiert. - Kommandant: Général Paul Jules Henri Muteau. Am 13. September 1914 durch Général Jean-Marie Brulard ersetzt. Dieser wurde am 12. November 1914 durch Général Georges de Bazelaire ersetzt. - 75e brigade d’infanterie, Général Schwartz Régiment de marche des 1er régiment de zouaves (3 Bataillone) Régiment de marche des 1er (1 Bataillon) und des 9e régiment de tirailleurs (2 Bataillone) - 76e brigade d’infanterie, Général Bertin Régiment de marche des 4e régiment de zouaves (4 Bataillone) Régiment de marche des 4e régiment de tirailleurs (2 Bataillone) Régiment de marche des 8e régiment de tirailleurs (2 Bataillone) - Kavallerie: 4. Escadron des 5e régiment de chasseurs d’Afrique - Divisionsartillerie 38: drei Gruppen des 32e régiment d’artillerie de campagne - Pioniere: Kompanien 19/2 des 19e bataillon du genie und 1/25 des 3e régiment du génie Division marocaine (Marokkanische Division – Rabat) Die Marokkanische Division (andere Bezeichnung: Division de marche du Maroc – Marokkanische Marschdivision) wurde am 6. August in Rabat auf Anordnung des Kriegsministeriums vom 30. Juli 1914 durch den französischen Generalresidenten in Marokko aufgestellt, obwohl dies im Plan XVII nicht vorgesehen war. Die Division ging zwischen dem 11. und 15. August in Bordeaux an Land und wurde mit der Eisenbahn zwischen dem 19. und 27. August nach Laon, Saint-Michel, Signy-le-Petit und Auvillers transportiert. Von dort folgte der Marsch nach Tournes, wo sie dem 9. Korps zugeteilt wurde. - Kommandant: Général Georges Louis Humbert. Am 8. Oktober 1914 durch Général Ernest Joseph Blondlat ersetzt. - 1re brigade marocaine, Général Ernest Joseph Blondlat 1re brigade régiment de marche colonial 1re brigade régiment de marche de zouaves - 2e brigade marocaine, Colonel Cros 5e brigade régiment de tirailleurs du Maroc oriental 2e brigade régiment de tirailleurs du Maroc occidental - Kavallerie: zwei Escadrons des 9e brigade régiment de chasseurs - Artillerie: eine Batterie der 8e groupe d’Afrique, eine Batterie der 9e groupe d’Afrique, zwei Batterien der Groupe colonial du Maroc und eine Gruppe zu zwei Batterien der 4e groupe d’Afrique - Pioniere: Kompanie 19/2 des 2e régiment du génie 45e division d’infanterie (45. Infanteriedivision – Oran) Die 45. Infanteriedivision wurde mit Befehl vom 19. August 1914 in Oran aus Teilen der „Division d’Oran“ aufgestellt, obwohl dies im Plan XVII nicht vorgesehen war. Die Division wurde zwischen dem 24. und dem 26. August in Cette an Land gesetzt und in Narbonne untergebracht. Am 27. August war die Division komplett mit Material und Tieren ausgestattet. Dann wurden der Stab und die 89. Brigade mit der Eisenbahn über Toulouse und Juvisy-sur-Orge in den Süden von Paris transportiert und am 30. August unter den Oberbefehl des Militärgouverneurs von Paris gestellt. Am 31. August wurde in Bourg-la-Reine Garnison bezogen. Die 90. Brigade folgte am 1. September 1914 nach. Am 3. September war die Division komplett in Bourget versammelt und marschierte von hier aus in die Region Mesnil-Amelot, wo sie am 5. September der 6. Armee unterstellt wurde. - Kommandant: Général Antoine Drude - 89e brigade d’infanterie, Général Traford Régiment de marche des 1er régiment de zouaves (2 Bataillone) und 4e régiment de zouaves (1 Bataillon) Régiment de marche des 3e régiment de zouaves (3 Bataillone) - 90e brigade d’infanterie Régiment de marche des 2e régiment de zouaves (3 Bataillone) Régiment de marche der tirailleurs (je ein Bataillon des 1er régiment de tirailleurs algériens, des 2e régiment de tirailleurs algériens und des 8e régiment de tirailleurs tunisiens) - Kavallerie: Vier Escadrons des 1. und 2. Regiments der Chasseurs d’Afrique; aus ihnen wurde dann das „Régiment de marche de chasseurs d’Afrique“ gebildet. - Artillerie: die 5. Batterie der 3e groupe, 1. Batterie der 1er groupe und 2. Batterie der 2e groupe d’Afrique - Pioniere: Kompanie 17/1 M du Maroc |

### Alpenarmee
| (Armée des Alpes) |
| --- |
| Die Alpenarmee (auch „Armée de Lyon“ genannt), am 3. August in „Inspection du Sud-Est“ umbenannt, wurde aus den mobilisierten Einheiten der XIV. und XV. Militärregion (Lyon und Marseille) zusammengestellt, um im Falle eines Krieges gegen das Königreich Italien die Grenze zu verteidigen. Der Stab wurde am 2. August in Lyon mobil gemacht, ebenso die dazu gehörenden Einheiten in der Umgebung von Chambéry, Lyon, Avignon, Antibes und Gap. Die „Inspection du Sud-Est“ wurde am 17. August wieder aufgelöst. - Kommandant: Général Albert d’Amade - Chef des Stabes: Général de Vassart d’Andernay 44e division d’infanterie (44. Infanteriedivision – Lyon) Am 11. August 1914 in Lyon gemäß dem Plan XVII aus den aktiven Einheiten der XIV. und XV. Militärregion aufgestellt. Am 14. August wurde sie per Bahn nach Grandvillars transportiert und am 15. August der Armée d’Alsace unterstellt. Am 22. August wurde sie in das 13. Korps und am 27. August in das 21. Korps der 1. Armee transferiert. - Kommandant: Général Soyer. Am 24. August 1914 wurde er durch Général de Vassart d’Andernay ersetzt. - 88e brigade d’infanterie, Général Plessier, dann Colonel Barbot 97e régiment d’infanterie (Chambéry) 159e régiment d’infanterie (Briançon) - 89e brigade d’infanterie, Colonel Buchner 157e régiment d’infanterie (Gap) 163e régiment d’infanterie (Nizza) - Kavallerie: 4. Escadron des 4e régiment de chasseurs d’Afrique (Tunis) - Divisionsartillerie 44: vier Batterien des 6e régiment d’artillerie de campagne (6. Feldartillerieregiment) eine Batterie des 53e régiment d’artillerie de campagne eine Batterie des 9e régiment d’artillerie de campagne vier Batterien des 38e régiment d’artillerie de campagne eine Batterie des 57e régiment d’artillerie de campagne eine Batterie des 58e régiment d’artillerie de campagne - Pioniere: Kompanien 14/13, 14/17 und 14/22 des 4e régiment du génie (4. Pionierregiment) 64e division de réserve (64. Reservedivision – Grenoble) Mit Reservisten aus der XIV. Militärregion in Grenoble aufgestellt. - Kommandant: Général Hollender. Am 7. September 1914 durch Général Compagnon ersetzt. - 127e brigade d’infanterie, Colonel Varlet 275e régiment d’infanterie (Romans) 340e régiment d’infanterie (Grenoble) 52e bataillon de chasseurs alpins (52. Gebirgsjägerbataillon, Embrun) 68e bataillon de chasseurs alpins (Grenoble) 70e bataillon de chasseurs alpins (Grenoble) - 128e brigade d’infanterie, Général Guerrier 25e régiment d’infanterie (Montélimar) 286e régiment d’infanterie (Le Puy-en-Velay) 339e régiment d’infanterie (Aurillac) - Kavallerie: zwei Escadrons des 13e régiment de chasseurs à cheval - Divisionsartillerie 64: eine Gruppe des 2e régiment d’artillerie de montagne und zwei Gruppen des 93e régiment d’artillerie de montagne (93. Gebirgsartillerieregiment) - Pioniere: Kompanie 14/8 des 8e bataillon du génie 65e division de réserve (65. Reservedivision – Nizza) Mit Reservisten aus der XV. Militärregion in Nizza aufgestellt. - Kommandant: Général Brice Adrien Bizot. Am 19. September 1914 durch Général Henri Le Gros ersetzt. - 129e brigade d’infanterie, Général Beaugillot 311e régiment d’infanterie (Antibes) 312e régiment d’infanterie (Toulon) 52e bataillon de chasseurs à pied (Villefranche) 46e bataillon de chasseurs alpins (Nizza) 67e bataillon de chasseurs alpins (Villefranche) - 130e brigade d’infanterie, Général Thiebault 203e régiment d’infanterie (Digne und Hyères) 341e régiment d’infanterie (Marseille) 47e bataillon de chasseurs alpins (Draguignan) 63e bataillon de chasseurs alpins (La Bocca) - Kavallerie: zwei Escadrons des 11e régiment de hussards - Divisionsartillerie 65: eine Gruppe des 55e régiment d’artillerie de campagne und zwei Gruppen des 2e régiment d’artillerie de montagne - Pioniere: Kompanien 11/15 und 24/15 des 15e bataillon du génie 74e division de réserve (74. Reservedivision – Chambéry) Mit Reservisten aus der XIV. Militärregion in Chambéry aufgestellt. - Kommandant: Général Bigot - 147e brigade d’infanterie, Général Durupt 222e régiment d’infanterie (Bourgoin und Sathonay) 299e régiment d’infanterie (Vienne und Lyon) 53e bataillon de chasseurs alpins (Chambéry) 54e bataillon de chasseurs alpins (Grenoble) - 148e brigade d’infanterie, Colonel Terris 223e régiment d’infanterie (Bourg-en-Bresse) 230e régiment d’infanterie (Annecy) 333e régiment d’infanterie (Belley) 51e bataillon de chasseurs alpins (Annecy) 62e bataillon de chasseurs alpins (Albertville) - Kavallerie: zwei Escadrons des 2e régiment de dragons - Divisionsartillerie 74: eine Gruppe des 54e régiment d’artillerie de campagne und zwei Gruppen (2. und 3. Batterie) des 1er régiment d’artillerie de montagne - Pioniere: Kompanie 14/13 des 13e bataillon du génie 75e division de réserve (75. Reservedivision – Avignon) Mit Reservisten aus der XV. Militärregion in Avignon aufgestellt. - Kommandant: Général Henri Vimard. Am 25. September 1914 durch Général Buisson d’Armandy ersetzt. - 149e brigade d’infanterie, Général Grand d’Esnon 240e régiment d’infanterie (Nîmes) 258e régiment d’infanterie (Avignon) - 150e brigade d’infanterie, Colonel Fine 255e régiment d’infanterie (Pont-Saint-Esprit und Aix-en-Provence) 261e régiment d’infanterie (Privas und Aix-en-Provence) - Kavallerie: zwei Escadrons des 13e régiment de chasseurs à cheval - Divisionsartillerie 75: je eine Gruppe des 19e (Nîmes), 38e régiment d’artillerie de campagne (Nîmes) und des 2e régiment d’artillerie de montagne (Grenoble) - Pioniere: Kompanie 15/12 des 7e régiment du génie 91e division d’infanterie territoriale – DTC (91. Territorial-Felddivision – Toulouse) Mit Territorialkräften (dt.: Landwehr) aus der XVII. Militärregion in Toulouse aufgestellt. - Kommandant: Général Paul Lacroisade - 181e brigade d’infanterie territoriale 129e régiment d’infanterie territoriale (Agen) 130e régiment d’infanterie territoriale (Marmande und Montauban) - 182e brigade d’infanterie territoriale 132e régiment d’infanterie territoriale (Montauban) 134e régiment d’infanterie territoriale (Foix und Pamiers) 135e régiment d’infanterie territoriale (Mirande und Auch) - Kavallerie: zwei Escadrons des 10e régiment de dragons - Divisionsartillerie 91: zwei Gruppen mit Canon de 80 modèle 1877 des 57e régiment d’artillerie de campagne - Pioniere: Kompanie 17/1 des 2e régiment du genie |

### Mobile Festungsverteidigung Nord-Ost
| (Défense mobile des places du Nord-Est) |
| --- |
| Vier Reservedivisionen waren den vier wichtigsten befestigten Plätzen im Osten, den Festen Plätzen, zur Unterstützung zugewiesen. Dabei handelte es sich um die Festungen von Verdun, Toul, Épinal und Belfort. Diese Divisionen waren nicht als Garnisonstruppen vorgesehen, sondern sollten in der beweglichen Verteidigung eingesetzt werden, also außerhalb der eigentlichen Festungsbereiche. 57e division de réserve (57. Reservedivision – Belfort) Aufgestellt mit Reservisten der VII. Militärregion und dem Festungsbereich Belfort zugeteilt. - Kommandant: Général Bernard - 113e brigade d’infanterie (Belfort), Général Farinaux 235e régiment d’infanterie (Belfort) 242e régiment d’infanterie (Belfort) 260e régiment d’infanterie (Besançon) - 114e brigade d’infanterie (Belfort), Colonel Quais 244e régiment d’infanterie (Lons-le-Saunier) 371e régiment d’infanterie (Belfort) 372e régiment d’infanterie (Belfort) - Infanterie: 41e bataillon de chasseurs à pied (Senones und Troyes) - Kavallerie: eine Escadron des 11e régiment de dragons (Belfort) und eine Escadron des 13e régiment de dragons - Divisionsartillerie 57: zwei Gruppen des 5e régiment d’artillerie de campagne (Besançon) und eine Gruppe des 47e régiment d’artillerie de campagne (Héricourt) - Pioniere: Kompanien 1/22 und 21/22 des 1er régiment du génie (Versailles) 71e division de réserve (71. Reservedivision – Épinal) Aufgestellt mit Reservisten der XXI. Militärregion und dem Festungsbereich Épinal zugeteilt. - Kommandant: Général Joseph Kaufman - 141e brigade d’infanterie (Épinal), Colonel Keller 349e régiment d’infanterie (Épinal) 358e régiment d’infanterie (Lyon und Bruyères), Lieutenant-colonel Jean Arthur Cullard 370e régiment d’infanterie (Épinal) - 142e brigade d’infanterie, Colonel Clausse 217e régiment d’infanterie (Épinal und Lyon) 221e régiment d’infanterie (Langres) 309e régiment d’infanterie (Chaumont) - Kavallerie: 5. und 6. Escadron des 12e régiment de hussards (Tarascon) - Divisionsartillerie 71: eine Gruppe des 4e régiment d’artillerie de campagne (Belfort) und zwei Gruppen des 62e régiment d’artillerie de campagne (Belfort) - Pioniere: Kompanien 1/22 und 21/22 des 22e bataillon du génie 72e division de réserve (72. Reservedivision – Verdun) Aufgestellt mit Reservisten der VI. Militärregion und dem Festungsbereich Verdun zugeteilt. - Kommandant: Général Jules Heymann. Am 31. Oktober 1914 durch Général Bapst ersetzt. - 143e brigade d’infanterie, Colonel Couturier 351e régiment d’infanterie (Saint-Quentin und Verdun) 362e régiment d’infanterie (Cambrai und Verdun) - 144e brigade d’infanterie, Colonel Pagès 364e régiment d’infanterie (Verdun) 365e régiment d’infanterie (Lille und Verdun) 366e régiment d’infanterie (Verdun) - Kavallerie: eine Escadron des 2e régiment de hussards und eine Escadron des 4e régiment de hussards - Divisionsartillerie 72: eine Gruppe des 61e régiment d’artillerie de campagne eine Gruppe des 59e régiment d’artillerie de campagne eine Batterie des 11e régiment d’artillerie de campagne eine Batterie des 41e régiment d’artillerie de campagne eine Batterie des 45e régiment d’artillerie de campagne - Pioniere: Kompanien 1/25 und 21/25 des 25e bataillon du génie 73e division de réserve (73. Reservedivision – Toul) Aufgestellt mit Reservisten der XX. Militärregion und dem Festungsbereich Toul zugeteilt. - Kommandant: Marie Joseph Châtelain. Am 29. August 1914 durch Général Martin de Laporte ersetzt. - 145e brigade d’infanterie, Colonel de Nansouty 346e régiment d’infanterie (Toul und Melun) 353e régiment d’infanterie (Fontainebleau und Toul) 356e régiment d’infanterie (Troyes und Toul) - 146e brigade d’infanterie, Colonel Malaguti 367e régiment d’infanterie (Toul) 368e régiment d’infanterie (Sens und Toul) 369e régiment d’infanterie (Montargis und Toul) - Kavallerie: eine Escadron des 4e régiment de dragons und eine Escadron des 12e régiment de dragons - Divisionsartillerie 73: eine Gruppe des 12e régiment d’artillerie de campagne eine Gruppe des 39e régiment d’artillerie de campagne eine Batterie des 37e régiment d’artillerie de campagne eine Batterie des 49e régiment d’artillerie de campagne eine Batterie des 57e régiment d’artillerie de campagne - Pioniere: Kompanien 1/26, 3/26 und 21/26 des 26e bataillon du génie |

### Einheiten zur Disposition des Kriegsministers
| (Formations à la disposition du ministre de la Guerre) |
| --- |
| Der Plan XVII sah vor, eine Anzahl an Verbänden zur Disposition des Kriegsministers (bei Kriegsbeginn Adolphe Messimy, am 26. August durch Alexandre Millerand ersetzt) zu stellen. Sie wurden jedoch nach und nach dem Oberkommando (Grand Quartier Général) unter Général Joseph Joffre zugeteilt. 67e division de réserve (67. Reservedivision – Montauban) Mit Reservisten aus der XVII. Militärregion in Montauban aufgestellt. Die Division wurde zwischen dem 11. und 13. August in das Camp de Mailly transportiert und dann in das Camp de Châlons verlegt. Zwischen dem 16. und 20. August erfolgte die Verlegung nach Lothringen mit der Dislozierung in Sainte-Menehould, Clermont-en-Argonne und Verdun. - Kommandant: Général Henry Marabail - 133e brigade d’infanterie, Général Paul Foucart 211e régiment d’infanterie (Montauban) 214e régiment d’infanterie (Toulouse) 220e régiment d’infanterie (Marmande und Montauban) - 134e brigade d’infanterie, Colonel Chiché 259e régiment d’infanterie (Foix und Pamiers) 283e régiment d’infanterie (Saint-Gaudens und Toulouse) 288e régiment d’infanterie (Mirande und Auch) - Kavallerie: zwei Escadrons des 10e régiment de dragons (Montauban) - Divisionsartillerie 67: je eine Gruppe des 18e (Agen), 23e (Toulouse) und des 57e régiment d’artillerie de campagne (Toulouse) - Pioniere: Kompanien 13/16, 19/16 und 24/16 des 2e régiment du génie (Montpellier) |

### Militärgouvernement von Paris
| (Gouvernement militaire de Paris) |
| --- |
| Die Verteidigung des „Befestigten Lagers von Paris“ (Camp retranché de Paris) stand unter der Verantwortung des Gouverneur militaire de Paris (GMP) und der ihm unterstellten zwei Reservedivisionen und fünf Territorialdivisionen. Die 61. und 62. Reservedivision sowie die 84. Territorial-Felddivision waren zur mobilen Verteidigung eingeteilt. Die 83. Territorial-Festungsdivision stand im Zentrum, die 85. Territorial-Festungsdivision im Osten, die 89. Territorial-Festungsdivision im Südwesten, die 86. Territorial-Festungsdivision im Norden bereit. Am 14. August wurde dem Militärgouverneur ein Détachement Marineinfanterie zur Verfügung gestellt, das am 29. August eine Brigade bildete und am 7. Oktober 1914 wieder abgezogen wurde. Weitere Verstärkungen waren die 185. Territorial-Brigade am 14. August, die 45. Infanteriedivision am 30. August, dann noch die 6. Armee, die 6. Reservedivisionsgruppe, am 1. September das Kavalleriekorps Sordet, am 3. September die 8. Infanteriedivision und am 6. September eine Brigade Spahis. - Kommandant: Général Victor-Constant Michel. Am 26. August 1914 von Général Joseph Gallieni abgelöst, dieser wurde am 5. November 1915 durch Général Michel Joseph Maunoury ersetzt. - Chef des Stabes: Général Clergerie Am 2. August 1914 wurde das Kommando der Region Südwest an Général Mercier-Milon, das der Region Ost an Général Vauthier und das der Region Nord an Général Coupillaud übertragen. Das Militärgouvernement von Paris wurde am 1. September 1914 dem Oberkommandierenden unterstellt. Am 7. September 1914 wurde die 6. Armee dem Oberkommando direkt unterstellt. Am 28. August 1914 wurden die 61. und 62. Reservedivision zur 6. Reservedivisionsgruppe unter Général Ebener (Chef des Stabes: Lieutenant-colonel de Ménil) transferiert. Die Gruppe stand nur vom 1. bis zum 10. September 1914 unter dem Kommando des Militärgouverneurs von Paris. 61e division de réserve (61. Reservedivision – Vannes) Aufgestellt in Vannes mit Reservisten der XI. Militärregion, wurde die Division zwischen dem 6. und 14. August nach Le Bourget transportiert. - Kommandant: Général Paul Virvaire. Am 31. August 1914 durch Général Deprez ersetzt. - 121e brigade d’infanterie, Général Delarue 264e régiment d’infanterie (Ancenis) 265e régiment d’infanterie (Nantes) 316e régiment d’infanterie (Vannes) - 122e brigade d’infanterie, Colonel Grimot 318e régiment d’infanterie (Quimper) 219e régiment d’infanterie (Brest) 262e régiment d’infanterie (Lorient) - Kavallerie: zwei Escadrons des 2e régiment de chasseurs à cheval - Divisionsartillerie 61: je eine Gruppe des 28e (Vannes), 35e (Vannes) und 51e régiment d’artillerie de campagne (Nantes) - Pioniere: Kompanien 11/13,11/19 und 11/24 des 5e régiment du génie (Versailles), dazu ein Détachement transmissions (Fernmeldeabteilung) des 8e régiment du génie (Mont Valérien) 62e division de réserve (62. Reservedivision – Angoulême) Aufgestellt in Angoulême mit Reservisten der XII. Militärregion. Von Angoulême wurde die Division zwischen dem 5. und 17. August nach Ivry und Gonesse in Marsch gesetzt. - Kommandant: Général Marie François Caneval. Am 21. September 1914 von Général Wirbel abgelöst, dieser wurde am 10. November 1914 durch Général Paulinier und dieser am 16. November durch Général Maurice Eugène François Baumgarten ersetzt. - 123e brigade d’infanterie, Colonel d’Arodes de Peyriague 263e régiment d’infanterie (Limoges) 278e régiment d’infanterie (Guéret und Limoges) 338e régiment d’infanterie (Magnac-Laval und Bellac) - 124e brigade d’infanterie, Général Ninous 250e régiment d’infanterie (Périgueux) 307e régiment d’infanterie (Angoulême) 308e régiment d’infanterie (Bergerac) - Kavallerie: zwei Escadrons des 20e régiment de dragons (Limoges) - Divisionsartillerie 62: je eine Gruppe des 21e (Angoulême), 34e (Périgueux) und des 52e régiment d’artillerie de campagne (Angoulême) - Pioniere: Kompanien 13/12, 19/12 und 24/12 des 6e régiment du génie (Angers) 83e division d’infanterie territoriale – DTP (83. Territorial-Festungsdivision – Chartres) Aufgestellt als Festungsdivision in Chartres mit Territorialkräften der IV. Militärregion. - Kommandant: Général Charles Groth. Am 23. September 1914 durch Général Alfred Galopin ersetzt. - 165e brigade d’infanterie territoriale, Général Camille Cousin 29e régiment d’infanterie territoriale (Dreux und Saint-Cloud) 30e régiment d’infanterie territoriale (Chartres und Paris) - 166e brigade d’infanterie territoriale 31e régiment d’infanterie territoriale (Alençon und Paris) 32e régiment d’infanterie territoriale (Argentan und Paris) - Kavallerie: zwei Escadrons des 1er régiment de chasseurs - Divisionsartillerie 83: eine Gruppe des 45e régiment d’artillerie de campagne 84e division d’infanterie territoriale – DTC (84. Territorial-Felddivision – Laval) Aufgestellt in Laval mit Territorialkräften der IV. Militärregion und zwischen dem 12. und 13. August nach Massy-Palaiseau, Wissous und Choisy-le-Roi verlegt. - Kommandant: Général Henri de Ferron. Am 30. September 1914 durch Général Marie Joseph Châtelain ersetzt. - 167e brigade d’infanterie territoriale 25e régiment d’infanterie territoriale (Laval) 26e régiment d’infanterie territoriale (Mayenne) - 168e brigade d’infanterie territoriale 27e régiment d’infanterie territoriale (Mamers) 28e régiment d’infanterie territoriale (Le Mans) - Kavallerie: zwei Escadrons des 14e régiment de hussards - Divisionsartillerie 84: zwei Gruppen des 44e régiment d’artillerie de campagne - Pioniere: Kompanie 4/1T des 4e régiment du genie 85e division d’infanterie territoriale – DTP (85. Territorial-Festungsdivision – Châteauroux) Aufgestellt in Châteauroux mit Territorialkräften der IX. Militärregion und am 8. August nach Villiers-sur-Marne verlegt. - Kommandant: Général Tell Aristide Frédéric Antoine Chapel - 169e brigade d’infanterie territoriale 65e régiment d’infanterie territoriale (Châteauroux) 66e régiment d’infanterie territoriale (Le Blanc und Issoudun) - 170e brigade d’infanterie territoriale 67e régiment d’infanterie territoriale (Parthenay und Saint-Maixent) 68e régiment d’infanterie territoriale (Poitiers) - Kavallerie: zwei Escadrons des 7e régiment de hussards - Divisionsartillerie 85: eine Gruppe des 32e régiment d’artillerie de campagne - Pioniere: Kompanien 4/14 und 5/2T des 1er régiment du genie 86e division d’infanterie territoriale – DTP (86. Territorial-Festungsdivision – Angers) Aufgestellt in Angers mit Territorialkräften der IX. Militärregion. Verlegung am 9. August nach Chevaleret-Ivry und am 10. August nach Pierrefitte. - Kommandant: Général Raymond Mayniel. Am 1. Oktober 1914 durch Général Charles Leblond ersetzt. - 171e brigade d’infanterie territoriale 69e régiment d’infanterie territoriale (Châtellerault und Tours) 70e régiment d’infanterie territoriale (Tours) - 172e brigade d’infanterie territoriale 71e régiment d’infanterie territoriale (Angers) 72e régiment d’infanterie territoriale (Cholet) - Kavallerie: zwei Escadrons des 25e régiment de dragons - Divisionsartillerie 86: eine Gruppe des 49e régiment d’artillerie de campagne 89e division d’infanterie territoriale – DTP (89. Territorial-Festungsdivision – Angoulême) Aufgestellt in Angoulême mit Territorialkräften der XII. Militärregion. Am 11. September 1914 nach Ruelle, Ivry und am 12. September nach Versailles verlegt. - Kommandant: Général Louis Penaud. Am 12. September 1914 durch Général Frédéric Edmond Bourdériat ersetzt, dieser wurde am 18. November 1914 durch Général Marie Alexandre Gallet und dieser am 21. November durch Général Edgard de Trentinian ersetzt. - 177e brigade d’infanterie territoriale 89e régiment d’infanterie territoriale (Limoges) 90e régiment d’infanterie territoriale (Magnac-Laval und Bellac) - 178e brigade d’infanterie territoriale 93e régiment d’infanterie territoriale (Périgueux) 94e régiment d’infanterie territoriale (Angoulême) - Kavallerie: zwei Escadrons des 21e régiment de chasseurs à cheval - Divisionsartillerie 89: eine Gruppe des 52e régiment d’artillerie de campagne |

### Befestigte Plätze
| (Places fortifiées) |
| --- |
| Außerhalb des Kommandobereichs des Militärgouverneurs von Paris existierten noch weitere Befestigte Plätze entlang der Grenzen und an den Küsten, deren Friedensgarnisonen im Falle der Mobilmachung verstärkt wurden. Ire région militaire (I. Militärregion): - Befestigter Platz Boulogne-sur-Mer: eine Batterie des 1er régiment d’artillerie à pied (1. Fußartillerieregiment) und ein Bataillon des 7e régiment d’infanterie territoriale - Befestigter Platz Calais: eine Batterie des 1er régiment d’artillerie à pied und drei Bataillone des 7e régiment d’infanterie territoriale - Befestigter Platz Dünkirchen: drei Batterien des 1er régiment d’artillerie à pied, vier Bataillone des 8e régiment d’infanterie territoriale und drei Bataillone des 6e régiment d’infanterie territoriale - Befestigter Platz Lille: desarmiert und zur offenen Stadt erklärt - Sperrriegel mit den Forts Maulde, Flines und Curgies - Befestigter Platz Maubeuge: 145e und 345e régiment d’infanterie, 31e und 32e régiment d’infanterie coloniale, 1er, 2e, 3e, 4e, 5e und 85e régiment d’infanterie territoriale, zwei Batterien des 1er régiment d’artillerie à pied, neun Batterien Artillerie territoriale, dazu die Luftschiffe Dupuy-de-Lôme und Mongolfier IIe région militaire (II. Militärregion): - Sperrforts des „Trouée de Stenay“ mit dem Fort Dubois, dem Fort de Charlemont und dem Fort des Ayvelles (zwei Kompanien des 45e régiment d’infanterie territoriale) - Befestigter Platz Montmédy - Befestigter Platz Longwy VIe région militaire (VI. Militärregion): - Befestigter Platz Verdun (Fester Platz Verdun): Luftschiff: Fleurus Sperrriegel der Forts auf den Maashöhen: Fort de Génicourt, Fort de Troyon, Fort des Paroches, Fort du Camp des Romains und Fort de Liouville, die Batterie Saint-Agnant, das Fort de Gironville und das Fort Jouy-sous-les-Côtes XXe région militaire (XX. Militärregion): - Befestigter Platz Toul (Fester Platz Toul): Luftschiff: Adjudant-Vincenot - Sperrforts des „Trouée de Charmes“: Fort de Manonviller, Fort de Frouard, Fort de Pont-Saint-Vincent, Fort de Pagny und Fort de Bourlémont XXIe région militaire (XXI. Militärregion): - Befestigter Platz Épinal (Fester Platz Épinal): Luftschiff Conté VIIe région militaire (VII. Militärregion): - Sperrriegel Obere Mosel: Fort d’Arches, Fort du Parmont, Fort de Rupt, Fort de Château-Lambert, Fort du Ballon-de-Servance und Fort de Giromagny - Befestigter Platz Belfort (Fester Platz Belfort): Festungsriegel südlich des „Trouée de Belfort“ mit dem Fort Lachaux, dem Fort du Mont Bart und dem Fort Môle défensif du Lomont - Befestigter Platz Pontarlier - Forts von Salins-les-Bains - Position des Rousses (Fort des Rousses und Fort du Risoux) - Befestigter Platz Besançon - Befestigter Platz Langres: zwei Batterien des 4e régiment d’artillerie à pied - Fort l’Écluse VIIIe région militaire (VIII. Militärregion): - Befestigter Platz Dijon XIVe région militaire (XIV. Militärregion): - Befestigter Platz Lyon - Befestigter Platz Albertville - Barrière de l’Esseillon am Oberlauf der Modane - Fort du Sapey und Fort du Replaton am Unterlauf der Modane - Fort du Télégraphe in Saint-Michel-de-Maurienne - Barrière de Chamousset mit den Forts Montperché, Aiton und Montgilbert - Befestigter Platz Grenoble - Befestigter Platz Briançon - Befestigter Platz Mont-Dauphin - Fort de Tournoux XVe région militaire (XV. Militärregion): - Befestigter Platz Saint-Vincent-les-Forts - Forts de la Forca und die Forts von Milles-Fourches im Tal von Vésubie - Fort du Pic-Charvet im Tal des Var - Fort du Barbonnet (bei Sospel) im Tal der Bévéra - Befestigter Platz Nizza - Befestigter Platz Toulon XVIe région militaire (XVI. Militärregion): - Fort du Cap-Béar (in Port-Vendres) - Fort del Serrat d’en Vaquer (in Perpignan) XVIIIe région militaire (XVIII. Militärregion): - La Rochelle: eine Batterie des 3e régiment d’artillerie à pied - Île-d’Aix: eine Batterie des 3e régiment d’artillerie à pied XIe région militaire (XI. Militärregion): - Befestigter Platz Brest: drei Batterien des 3e régiment d’artillerie à pied - Belle-Île-en-Mer: eine Batterie des 3e régiment d’artillerie à pied Xe région militaire (X. Militärregion): - Befestigter Platz Cherbourg: sieben Batterien des 2e régiment d’artillerie à pied IIIe région militaire (III. Militärregion): - Befestigter Platz Havre: zwei Batterien des 2e régiment d’artillerie à pied XIXe région militaire (XIX. Militärregion): - Bizerte: vier Batterien der 7e groupe d’artillerie à pied d’Afrique - Algier: zwei Batterien der 6e groupe d’artillerie à pied d’Afrique - Oran: eine Batterie der 6e groupe d’artillerie à pied d’Afrique - Philippeville: eine Batterie der 6e groupe d’artillerie à pied d’Afrique in den anderen Kolonien: - Dakar im Senegal - Saigon in Indochina |

### Nicht zugeteilte Divisionen
| (Divisions isolées) |
| --- |
| Die Überwachung der spanischen Grenze und der Küstengebiete wurde sechs Territorial-Felddivisionen übertragen. Am 16. August 1914 wurden davon die 81., 82., 84. und 88. Territorial-Felddivision dem Oberkommando unterstellt und nach Arras und Douai verlegt, wo sie die Gruppe der Territorialdivisionen bildeten und als „Groupe d’Amade“ von Général Albert d’Amade kommandiert wurden. 81e division d’infanterie territoriale – DTC (81. Territorial-Felddivision – Amiens) In Amiens mit Territorialkräften der II. Militärregion aufgestellt. - Kommandant: Général Louis François Marcot - 161e brigade d’infanterie territoriale 11e régiment d’infanterie territoriale (Beauvais) 12e régiment d’infanterie territoriale (Amiens) - 162e brigade d’infanterie territoriale 14e régiment d’infanterie territoriale (Abbeville und Amiens) 16e régiment d’infanterie territoriale (Péronne und Stenay) - Kavallerie: zwei Escadrons des 9e régiment de cuirassiers - Divisionsartillerie 81: eine Gruppe des 29e régiment d’artillerie de campagne - Pioniere: Kompanie 2/1T des 1er régiment du génie 82e division d’infanterie territoriale – DTC (82. Territorial-Felddivision – Rouen) In Rouen mit Territorialkräften der III. Militärregion aufgestellt. - Kommandant: Général Charles Vigy - 163e brigade d’infanterie territoriale 17e régiment d’infanterie territoriale (Bernay und Paris) 18e régiment d’infanterie territoriale (Évreux und Paris) - 164e brigade d’infanterie territoriale 21e régiment d’infanterie territoriale (Rouen) 22e régiment d’infanterie territoriale (Rouen) - Kavallerie: zwei Escadrons des 7e régiment de chasseurs à cheval - Divisionsartillerie 82: zwei Gruppen des 11e régiment d’artillerie de campagne - Pioniere: Kompanie 3/1T des 3e régiment du génie 87e division d’infanterie territoriale – DTC (87. Territorial-Felddivision – Saint-Servan) In Saint-Servan mit Territorialkräften der X. Militärregion aufgestellt. - Kommandant: Général Roy - 173e brigade d’infanterie territoriale 73e régiment d’infanterie territoriale (Guingamp) 74e régiment d’infanterie territoriale (Saint-Brieuc) - 174e brigade d’infanterie territoriale 76e régiment d’infanterie territoriale (Vitré) 79e régiment d’infanterie territoriale (Granville) 80e régiment d’infanterie territoriale (Saint-Lô) - 185e brigade d’infanterie territoriale 75e régiment d’infanterie territoriale (Rennes) 78e régiment d’infanterie territoriale (Saint-Malo) - Kavallerie: zwei Escadrons des 24e régiment de dragons - Divisionsartillerie 87: eine Gruppe des 49e und eine Gruppe des 50e régiment d’artillerie de campagne (im Oktober 1914 erhielten die beiden Gruppen mit den Geschützen Canon de 75 mm modèle 1897 stattdessen die Canon de 90 mm modèle 1877) - Pioniere: Kompanie 10/3T des 6e régiment du génie 88e division d’infanterie territoriale – DTC (88. Territorial-Felddivision – Nantes) In Nantes mit Territorialkräften der XI. Militärregion aufgestellt. - Kommandant: Général Dennery. Am 12. September 1914 durch Général Louis Curé ersetzt. Dieser wurde am 16. November 1914 durch Général Edgard de Trentinian und dieser am 21. November durch Général Marie Alexandre Gallet ersetzt. - 175e brigade d’infanterie territoriale 81e régiment d’infanterie territoriale (Nantes) 82e régiment d’infanterie territoriale (Ancenis) - 176e brigade d’infanterie territoriale 83e régiment d’infanterie territoriale (La Roche-sur-Yon) 84e régiment d’infanterie territoriale (Fontenay-le-Comte) - Kavallerie: zwei Escadrons des 3e régiment de dragons - Divisionsartillerie 88: eine Gruppe des 20e und eine Gruppe des 28e régiment d’artillerie de campagne - Pioniere: Kompanie 11/3T des 6e régiment du génie 90e division d’infanterie territoriale – DTC (90. Territorial-Felddivision – Perpignan) In Perpignan mit Territorialkräften der XVI. Militärregion aufgestellt. - Kommandant: Général Jules Bunoust Die Infanterie wurde am 12. August 1914 nach Nordafrika und West-Marokko kommandiert. Der Divisionsverband wurde am 16. September 1914 aufgelöst. Der Stab, die Pioniere und die Unterstützungstruppen wurden im Camp de la Valbonne ab dem 28. September zur Aufstellung der 94. Territorialdivision verwendet. Die Kavallerie und die Artillerie blieben zur Disposition in ihren Mobilmachungsorten. - 179e brigade d’infanterie territoriale 125e régiment d’infanterie territoriale (Narbonne) 126e régiment d’infanterie territoriale (Perpignan) - 180e brigade d’infanterie territoriale 127e régiment d’infanterie territoriale (Carcassonne und Castelnaudary) 128e régiment d’infanterie territoriale (Albi) - Kavallerie: zwei Escadrons des 1er régiment de hussards - Divisionsartillerie 90: eine Gruppe des 9e régiment d’artillerie de campagne - Pioniere: eine Kompanie des 16e bataillon territorial du génie 92e division d’infanterie territoriale – DTC (92. Territorial-Felddivision – Bordeaux) In Bordeaux mit Territorialkräften der XVIII. Militärregion aufgestellt. - Kommandant: Général Henri Eugène Calvel - 183e brigade d’infanterie territoriale 141e régiment d’infanterie territoriale (Mont-de-Marsan) 142e régiment d’infanterie territoriale (Bayonne) - 184e brigade d’infanterie territoriale 143e régiment d’infanterie territoriale (Pau) 144e régiment d’infanterie territoriale (Tarbes) - Kavallerie: zwei Escadrons des 10e régiment de hussards - Divisionsartillerie 92: zwei Gruppen des 14e régiment d’artillerie de campagne - Pioniere: Kompanie 18/1T des 2e régiment du génie |

### Territorialkräfte
| (Infanterie, Kavallerie, Artillerie, Train, Arbeiterabteilungen, Sanitätsdienst) |
| --- |
| Infanterie Zusätzlich zu den in die Territorialdivisionen eingestellten Regimentern gab es eine Anzahl, die zur Verstärkung der Befestigten Plätze eingesetzt wurden. Ire région militaire (I. Militärregion) 1er régiment d’infanterie territoriale (Lille): Befestigter Platz Maubeuge 2e régiment d’infanterie territoriale (Valenciennes): Befestigter Platz Maubeuge 3e régiment d’infanterie territoriale (Cambrai): Befestigter Platz Maubeuge 4e régiment d’infanterie territoriale (Avesnes-sur-Helpe): Befestigter Platz Maubeuge 5e régiment d’infanterie territoriale (Arras): Befestigter Platz Maubeuge 6e régiment d’infanterie territoriale (Béthune): Befestigter Platz Dünkirchen 7e régiment d’infanterie territoriale (Saint-Omer): Befestigte Plätze Calais und Boulogne 8e régiment d’infanterie territoriale (Dünkirchen): Befestigter Platz Dünkirchen IIe région militaire (II. Militärregion) 9e régiment d’infanterie territoriale (Soissons) 10e régiment d’infanterie territoriale (Saint-Quentin) 13e régiment d’infanterie territoriale (Compiègne) 15e régiment d’infanterie territoriale (Laon) IIIe région militaire (III. Militärregion) 19e régiment d’infanterie territoriale (Falaise und Paris) 20e régiment d’infanterie territoriale (Lisieux und Courbevoie) 23e régiment d’infanterie territoriale (Caen) 24e régiment d’infanterie territoriale (Le Havre) IVe région militaire (IV. Militärregion) 33e régiment d’infanterie territoriale (Sens und Paris) 34e régiment d’infanterie territoriale (Fontainebleau und Paris) 35e régiment d’infanterie territoriale (Melun und Paris) 36e régiment d’infanterie territoriale (Coulommiers, Paris) Ve région militaire (V. Militärregion) 37e régiment d’infanterie territoriale (Auxerre) 38e régiment d’infanterie territoriale (Montargis) 39e régiment d’infanterie territoriale (Blois) 40e régiment d’infanterie territoriale (Orléans) VIe région militaire (VI. Militärregion) 41e régiment d’infanterie territoriale (Toul und Nancy) 42e régiment d’infanterie territoriale (Toul und Nancy) 43e régiment d’infanterie territoriale (Épinal) 44e régiment d’infanterie territoriale (Saint-Quentin und Verdun) 45e régiment d’infanterie territoriale (Mézières) 46e régiment d’infanterie territoriale (Soissons und Saint-Mihiel) 47e régiment d’infanterie territoriale (Troyes und Nancy) 48e régiment d’infanterie territoriale (Châlons-sur-Marne und Camp de Châlons) 49e régiment d’infanterie territoriale (Belfort) 50e régiment d’infanterie territoriale (Belfort) 51e régiment d’infanterie territoriale (Langres) 52e régiment d’infanterie territoriale (Neufchâtel-devant-Metz und Nancy) VIIe région militaire (VII. Militärregion) 53e régiment d’infanterie territoriale (Lons-le-Saunier) 54e régiment d’infanterie territoriale (Besançon) 55e régiment d’infanterie territoriale (Bourg-en-Bresse) 56e régiment d’infanterie territoriale (Belley) 57e régiment d’infanterie territoriale (Auxonne) VIIIe région militaire (VIII. Militärregion) 58e régiment d’infanterie territoriale (Dijon) 59e régiment d’infanterie territoriale (Chalon-sur-Saône) 60e régiment d’infanterie territoriale (Mâcon) 61e régiment d’infanterie territoriale (Cosne-sur-Loire) 62e régiment d’infanterie territoriale (Bourges) 63e régiment d’infanterie territoriale (Autun) 64e régiment d’infanterie territoriale (Nevers) IXe région militaire (IX. Militärregion) Alle Regimenter waren Divisionen zugeordnet. Xe région militaire (X. Militärregion) 77e régiment d’infanterie territoriale (Cherbourg) 85e régiment d’infanterie territoriale (Vannes) 86e régiment d’infanterie territoriale (Quimper) 87e régiment d’infanterie territoriale (Brest (Finistère)) 88e régiment d’infanterie territoriale (Lorient) XIe région militaire (XI. Militärregion) Alle Regimenter waren Divisionen zugeordnet. XIIe région militaire (XII. Militärregion) 91e régiment d’infanterie territoriale (Guéret und Limoges) 92e régiment d’infanterie territoriale (Tulle) 95e régiment d’infanterie territoriale (Brive) 96e régiment d’infanterie territoriale (Bergerac) XIIIe région militaire (XIII. Militärregion) 97e régiment d’infanterie territoriale (Riom) 98e régiment d’infanterie territoriale (Montluçon) 99e régiment d’infanterie territoriale (Clermont-Ferrand) 100e régiment d’infanterie territoriale (Aurillac) 101e régiment d’infanterie territoriale (Le Puy-en-Velay) 102e régiment d’infanterie territoriale (Saint-Étienne) 103e régiment d’infanterie territoriale (Montbrison und Clermont-Ferrand) 104e régiment d’infanterie territoriale (Roanne) XIVe région militaire (XIV. Militärregion) 105e régiment d’infanterie territoriale (Grenoble) 106e régiment d’infanterie territoriale (Bourgoin und Sathonay-Camp) 107e régiment d’infanterie territoriale (Annecy) 108e régiment d’infanterie territoriale (Chambéry) 109e régiment d’infanterie territoriale (Vienne und Lyon) 110e régiment d’infanterie territoriale (Romans) 111e régiment d’infanterie territoriale (Montélimar) 112e régiment d’infanterie territoriale (Épinal und Lyon) XVe région militaire (XV. Militärregion) 113e régiment d’infanterie territoriale (Antibes) 114e régiment d’infanterie territoriale (Toulon) 115e régiment d’infanterie territoriale (Marseille) 116e régiment d’infanterie territoriale (Nizza) 117e régiment d’infanterie territoriale (Nîmes) 118e régiment d’infanterie territoriale (Avignon) 119e régiment d’infanterie territoriale (Privas und Aix-en-Provence) 120e régiment d’infanterie territoriale (Pont-Saint-Esprit und Aix-en-Provence) XVIe région militaire (XVI. Militärregion) 121e régiment d’infanterie territoriale (Béziers) 122e régiment d’infanterie territoriale (Montpellier) 123e régiment d’infanterie territoriale (Mende und Lodève) 124e régiment d’infanterie territoriale (Rodez) XVIIe région militaire (XVII. Militärregion) 131e régiment d’infanterie territoriale (Cahors) 133e régiment d’infanterie territoriale (Toulouse) 136e régiment d’infanterie territoriale (Saint-Gaudens und Toulouse) XVIIIe région militaire (XVIII. Militärregion) 137e régiment d’infanterie territoriale (Saintes) 138e régiment d’infanterie territoriale (La Rochelle) 139e régiment d’infanterie territoriale (Libourne und Rochefort) 140e régiment d’infanterie territoriale (Bordeaux) Cavalerie (Kavallerieescadrons der Territorialtruppen) Escadron territorial de dragons de la Ire région (Saint-Omer) Escadron territorial de cavalerie légère de la Ire région (Lille) Escadron territorial de dragons de la IIe région (Compiègne) Escadron territorial de cavalerie légère de la IIe région (Abbeville) Escadron territorial de dragons de la IIIe région (Évreux) Escadron territorial de cavalerie légère de la IIIe région (Rouen) Escadron territorial de dragons de la IVe région (Chartres) Escadron territorial de cavalerie légère de la IVe région (Alençon) Escadron territorial de dragons de la Ve région (Joigny) Escadron territorial de cavalerie légère de la Ve région (Vendôme) Escadron territorial de cavalerie légère de la VIe région (Sézanne) Escadron territorial de dragons de la VIIe région (Lure) Escadron territorial de cavalerie légère de la VIIe région (Vesoul) Escadron territorial de dragons de la VIIIe région (Dijon) Escadron territorial de cavalerie légère de la VIIIe région (Beaune) Escadron territorial de dragons de la IXe région (Angers) Escadron territorial de cavalerie légère de la IXe région (Niort) Escadron territorial de dragons de la Xe région (Dinan) Escadron territorial de cavalerie légère de la Xe région (Dinan) Escadron territorial de dragons de la XIe région (Nantes) Escadron territorial de cavalerie légère de la XIe région (Pontivy) Escadron territorial de dragons de la XIIe région (Limoges) Escadron territorial de cavalerie légère de la XIIe région (Limoges) Escadron territorial de dragons de la XIIIe région (Saint-Étienne) Escadron territorial de cavalerie légère de la XIIIe région (Moulins) Escadron territorial de dragons de la XIVe région (Chambéry) Escadron territorial de cavalerie légère de la XIVe région (Valence) Escadron territorial de dragons de la XVe région (Marseille) Escadron territorial de cavalerie légère de la XVe région (Tarascon) Escadron territorial de dragons de la XVIe région (Carcassonne) Escadron territorial de cavalerie légère de la XVIe région (Béziers) Escadron territorial de dragons de la XVIIe région (Montauban) Escadron territorial de cavalerie légère de la XVIIe région (Auch) Escadron territorial de dragons de la XVIIIe région (Libourne) Escadron territorial de cavalerie légère de la XVIIIe région (Tarbes) Escadron territorial de dragons de la XXe région (Troyes) Artillerie (Artilleriegruppen der Territorialtruppen) Die aktiven Artillerieregimenter waren jeweils mit einer Gruppe (Abteilung zu zwei Batterien) der Territorial-(Landwehr-)Artillerie verstärkt worden. Groupe territorial du 1er régiment d’artillerie à pied (Dünkirchen und Maubeuge) Groupe territorial du 2e régiment d’artillerie à pied (Cherbourg und Le Havre) Groupe territorial du 3e régiment d’artillerie à pied (Brest, Lorient und La Rochelle) Groupe territorial du 4e régiment d’artillerie à pied (Saint-Denis) Groupe territorial du 5e régiment d’artillerie à pied (Verdun) Groupe territorial du 6e régiment d’artillerie à pied (Toul) Groupe territorial du 7e régiment d’artillerie à pied (Nizza) Groupe territorial du 8e régiment d’artillerie à pied (Épinal) Groupe territorial du 9e régiment d’artillerie à pied (Belfort) Groupe territorial du 10e régiment d’artillerie à pied (Toulon) Batterie territoriale du 10e régiment d’artillerie à pied (Marseille) Groupe territorial du 11e régiment d’artillerie à pied (Briançon) Groupe territorial du 11e régiment d’artillerie à pied (Grenoble) Groupe territorial du 6e groupe d’artillerie à pied d’Afrique (Algier) Groupe territorial du 1er régiment d’artillerie de campagne (Bourges) Groupe territorial du 2e régiment d’artillerie de campagne (Grenoble) Groupe territorial du 3e régiment d’artillerie de campagne (Castres) Groupe territorial du 4e régiment d’artillerie de campagne (Besançon) Groupe territorial du 5e régiment d’artillerie de campagne (Besançon) Groupe territorial du 6e régiment d’artillerie de campagne (Valence) Groupe territorial du 7e régiment d’artillerie de campagne (Rennes) Groupe territorial du 8e régiment d’artillerie de campagne (Nancy) Groupe territorial du 9e régiment d’artillerie de campagne (Castres) Groupe territorial du 10e régiment d’artillerie de campagne (Rennes) Groupe territorial du 11e régiment d’artillerie de campagne (Versailles) Groupe territorial du 12e régiment d’artillerie de campagne (Vincennes) Groupe territorial du 13e régiment d’artillerie de campagne (Vincennes) Groupe territorial du 14e régiment d’artillerie de campagne (Tarbes) Groupe territorial du 15e régiment d’artillerie de campagne (Douai) Groupe territorial du 16e régiment d’artillerie de campagne (Clermont-Ferrand) Groupe territorial du 17e régiment d’artillerie de campagne (La Fère) Groupe territorial du 18e régiment d’artillerie de campagne (Agen) Groupe territorial du 19e régiment d’artillerie de campagne (Nîmes) Groupe territorial du 20e régiment d’artillerie de campagne (Poitiers) Groupe territorial du 21e régiment d’artillerie de campagne (Angoulême) Groupe territorial du 22e régiment d’artillerie de campagne (Versailles) Groupe territorial du 23e régiment d’artillerie de campagne (Toulouse) Groupe territorial du 24e régiment d’artillerie de campagne (Tarbes) Groupe territorial du 25e régiment d’artillerie de campagne (Châlons-sur-Marne) Groupe territorial du 26e régiment d’artillerie de campagne (Le Mans) Groupe territorial du 27e régiment d’artillerie de campagne (Saint-Omer) Groupe territorial du 28e régiment d’artillerie de campagne (Vannes) Groupe territorial du 29e régiment d’artillerie de campagne (Laon) Groupe territorial du 30e régiment d’artillerie de campagne (Orléans) Groupe territorial du 31e régiment d’artillerie de campagne (Le Mans) Groupe territorial du 32e régiment d’artillerie de campagne (Orléans) Groupe territorial du 33e régiment d’artillerie de campagne (Poitiers) Groupe territorial du 34e régiment d’artillerie de campagne (Angoulême) Groupe territorial du 35e régiment d’artillerie de campagne (Vannes) Groupe territorial du 36e régiment d’artillerie de campagne (Moulins) Groupe territorial du 37e régiment d’artillerie de campagne (Bourges) Groupe territorial du 38e régiment d’artillerie de campagne (Nîmes) Groupe territorial du 39e régiment d’artillerie de campagne (Toul) Groupe territorial du 40e régiment d’artillerie de campagne (Saint-Mihiel) Groupe territorial du 41e régiment d’artillerie de campagne (Douai) Groupe territorial du 42e régiment d’artillerie de campagne (Stenay und La Fère) Groupe territorial du 43e régiment d’artillerie de campagne (Caen) Groupe territorial du 44e régiment d’artillerie de campagne (Le Mans) Groupe territorial du 45e régiment d’artillerie de campagne (Orléans) Groupe territorial du 47e régiment d’artillerie de campagne (Héricourt) Groupe territorial du 48e régiment d’artillerie de campagne (Dijon) Groupe territorial du 49e régiment d’artillerie de campagne (Poitiers) Groupe territorial du 50e régiment d’artillerie de campagne (Rennes) Groupe territorial du 51e régiment d’artillerie de campagne (Nantes) Groupe territorial du 52e régiment d’artillerie de campagne (Angoulême) Groupe territorial du 53e régiment d’artillerie de campagne (Clermont-Ferrand) Groupe territorial du 54e régiment d’artillerie de campagne (Lyon) Groupe territorial du 55e régiment d’artillerie de campagne (Orange) Groupe territorial du 56e régiment d’artillerie de campagne (Montpellier) Groupe territorial du 57e régiment d’artillerie de campagne (Toulouse) Groupe territorial du 58e régiment d’artillerie de campagne (Bordeaux) Groupe territorial du 59e régiment d’artillerie de campagne (Chaumont) Groupe territorial du 61e régiment d’artillerie de campagne (Verdun) Groupe territorial du 62e régiment d’artillerie de campagne (Belfort) Groupe territorial du 1er régiment d’artillerie de montagne (Grenoble) Groupe territorial du 2e régiment d’artillerie de montagne (Grenoble) Bataillon de canonniers sédentaires de Lille (Bataillon ortsgebundene Geschütze in Lille) Génie (Pionierbataillone der Territorialtruppen) 1er bataillon territorial du génie – Ire région 2e bataillon territorial du génie – IIe région 3e bataillon territorial du génie – IIIe région 4e bataillon territorial du génie – IVe région 5e bataillon territorial du génie – Ve région 6e bataillon territorial du génie – VIe région 7e bataillon territorial du génie – VIIe région 8e bataillon territorial du génie – VIIIe région 9e bataillon territorial du génie – IXe région 10e bataillon territorial du génie – Xe région 11e bataillon territorial du génie – XIe région 12e bataillon territorial du génie – XIIe région 13e bataillon territorial du génie – XIIIe région 14e bataillon territorial du génie – XIVe région 15e bataillon territorial du génie – XVe région 16e bataillon territorial du génie – XVIe région 17e bataillon territorial du génie – XVIIe région 18e bataillon territorial du génie – XVIIIe région 20e bataillon territorial du génie – XXe région 21e bataillon territorial du génie – Militärgouverneur von Paris Train (Train – Transport und Versorgung der Territorialtruppen) 1er escadron territorial du train des équipages militaires – Ire région (Lille) 2e escadron territorial du train des équipages militaires – IIe région (Amiens) 3e escadron territorial du train des équipages militaires – IIIe région (Vernon) 4e escadron territorial du train des équipages militaires – IVe région (Chartres) 5e escadron territorial du train des équipages militaires – Ve région (Fontainebleau) 6e escadron territorial du train des équipages militaires – VIe région (Camp de Châlons) 7e escadron territorial du train des équipages militaires – VIIe région (Dole) 8e escadron territorial du train des équipages militaires – VIIIe région (Dijon) 9e escadron territorial du train des équipages militaires – IXe région (Châteauroux) 10e escadron territorial du train des équipages militaires – Xe région (Fougères) 11e escadron territorial du train des équipages militaires – XIe région (Nantes) 12e escadron territorial du train des équipages militaires – XIIe région (Limoges) 13e escadron territorial du train des équipages militaires – XIIIe région (Moulins) 14e escadron territorial du train des équipages militaires – XIVe région (Lyon) 15e escadron territorial du train des équipages militaires – XVe région (Orange) 16e escadron territorial du train des équipages militaires – XVIe région (Lunel) 17e escadron territorial du train des équipages militaires – XVIIe région (Montauban) 18e escadron territorial du train des équipages militaires – XVIIIe région (Bordeaux) 19e escadron territorial du train des équipages militaires – Gouverneur militaire de Paris 20e escadron territorial du train des équipages militaires – XXe région (Versailles) Commis et ouvriers (Territoriale Abteilungen der militärischen Arbeiter und Angestellten der Verwaltung) 1re section territoriale de commis et ouvriers militaires d’administration – 1re région 2e section territoriale de commis et ouvriers militaires d’administration – 2e région 3e section territoriale de commis et ouvriers militaires d’administration – 3e région 4e section territoriale de commis et ouvriers militaires d’administration – 4e région 5e section territoriale de commis et ouvriers militaires d’administration – 5e région 6e section territoriale de commis et ouvriers militaires d’administration – 6e région 7e section territoriale de commis et ouvriers militaires d’administration – 7e région 8e section territoriale de commis et ouvriers militaires d’administration – 8e région 9e section territoriale de commis et ouvriers militaires d’administration – 9e région 10e section territoriale de commis et ouvriers militaires d’administration – 10e région 11e section territoriale de commis et ouvriers militaires d’administration – 11e région 12e section territoriale de commis et ouvriers militaires d’administration – 12e région 13e section territoriale de commis et ouvriers militaires d’administration – 13e région 14e section territoriale de commis et ouvriers militaires d’administration – 14e région 15e section territoriale de commis et ouvriers militaires d’administration – 15e région 16e section territoriale de commis et ouvriers militaires d’administration – 16e région 17e section territoriale de commis et ouvriers militaires d’administration – 17e région 18e section territoriale de commis et ouvriers militaires d’administration – 18e région 22e section territoriale de commis et ouvriers militaires d’administration – Militärgouverneur von Paris 23e section territoriale de commis et ouvriers militaires d’administration – 20e région Infirmiers militaires (Sanitätsdienst) 1re section territoriale d’infirmiers militaires – Ire région 2e section territoriale d’infirmiers militaires – IIe région 3e section territoriale d’infirmiers militaires – IIIe région 4e section territoriale d’infirmiers militaires – IVe région 5e section territoriale d’infirmiers militaires – Ve région 6e section territoriale d’infirmiers militaires – VIe région 7e section territoriale d’infirmiers militaires – VIIe région 8e section territoriale d’infirmiers militaires – VIIIe région 9e section territoriale d’infirmiers militaires – IXe région 10e section territoriale d’infirmiers militaires – Xe région 11e section territoriale d’infirmiers militaires – XIe région 12e section territoriale d’infirmiers militaires – XIIe région 13e section territoriale d’infirmiers militaires – XIIIe région 14e section territoriale d’infirmiers militaires – XIVe région 15e section territoriale d’infirmiers militaires – XVe région 16e section territoriale d’infirmiers militaires – XVIe région 17e section territoriale d’infirmiers militaires – XVIIe région 18e section territoriale d’infirmiers militaires – XVIIIe région 23e section territoriale d’infirmiers militaires – XXe région |

### August-Reorganisation
| (Umstrukturierungen im August 1914) |
| --- |
| Während der Grenzschlachten wurden die französischen Kampfverbände Schritt für Schritt umgebildet und den neuen Verhältnissen besser angepasst, die durch die deutsche Bedrohung der linken französischen Flanke im Norden entstanden waren. Armée d’Alsace Die „Armée d’Alsace“ (Elsassarmee) wurde am 10. August 1914 aufgestellt. Dazu wurden am 11. August das 7. Korps und die 1. Reservedivisionsgruppe von der 1. Armee überstellt. Danach wurden am 13. August die 57. Infanteriedivision, am 15. August die 44. Infanteriedivision, am 18. August die 63. Infanteriedivision und am 19. August die 66. Infanteriedivision zugeteilt. - Kommandant: ab dem 10. August Général Paul Pau - Chef des Stabes: ab dem 13. August Lieutenant-colonel Edmond Buat Aufgabe der Division war der Angriff auf das Oberelsass aus dem „Trouée de Belfort“. Mit Befehl vom 26. August 1914 wurde die Armee am 28. August bereits wieder aufgelöst. Die Truppenteile wurden zur Aufstellung der „Groupement des Vosges“ (Vogesengruppierung) und der 6e armée verwendet. Corps de cavalerie Conneau - Kommandant: Général Louis Conneau Das „Kavalleriekorps Conneau“ wurde am 14. August 1914 in Lothringen aufgestellt und bekam als erste Einheiten am 15. August die 6. und 10. Kavalleriedivision zugewiesen. Am 16. August folgte die 2. Kavalleriedivision. Das Korps wurde zunächst der 2. Armee unterstellt, aber am 19. August zur 1. Armee versetzt. Am 21. August kehrte es – nur noch mit der 2. Kavalleriedivision und der 10. Kavalleriedivision – zur 2. Armee zurück. Am 30. August verlegten die 10. Kavalleriedivision und der Korpsstab per Bahntransport nach Épernay und bildeten dort am 1. September 1914 mit der 8. Kavalleriedivision ein neues Kavalleriekorps. Am 3. September stieß die 4. Kavalleriedivision hinzu. Das Korps wurde der 5. Armee zugeteilt und sollte die Verbindung zum Britischen Expeditionskorps aufrechterhalten. Am 26. September übernahm Général Conneau das Kommando über das neue 1. Kavalleriekorps. Groupe d’Amade - Kommandant: Général Albert d’Amade. Am 17. September 1914 durch Général Joseph Brugère ersetzt. - Chef des Stabes: Général de Vessart d’Andernay. Am 23. August 1914 durch Lieutenant-colonel Morier ersetzt. Die „Groupe d’Amade“ (so genannt nach dem Kommandanten Général Amade) wurde offiziell als „Groupe de divisions territoriales“ (Gruppe der Territorialdivisionen) bezeichnet und wurde am 16. August 1914 zur Disposition des Oberkommandos aufgestellt. Hauptaufgabe war die Überwachung der Küsten. Die Gruppe bestand aus der 81., 82. und 84. Territorial-Felddivision, dazu kam am 22. August die 88. Territorial-Felddivision. Der Auftrag bestand darin, den Abschnitt zwischen Dünkirchen und Maubeuge zu besetzen. Dann wurde sie zwischen dem 26. August und dem 11. September zunächst auf Amiens und dann weiter nach Rouen zurückgezogen. Armée de Lorraine - Kommandant: Général Paul Durand, dann ab 21. August Général Michel Joseph Maunoury - Chef des Stabes: Lieutenant-colonel Diébold, dann ab 21. August Colonel Amédée Henri Guillemin Als eine Teileinheit der 3. Armee mit Befehl vom 16. August am 17. August 1914 in der Woëvre-Ebene aufgestellt. Sie bestand aus der 3. Reservedivisionsgruppe (67. und 72. Reservedivision) sowie den Festungsbesatzungen von Toul und Verdun. Mit Befehl vom 19. August erfolgte am 22. August 1914 die Umwandlung in die Armée de Lorraine („Lothringische Armee“) mit der 55., 56., 65. und 75. Reservedivision, dazu die Festungsbesatzungen von Toul und Verdun. Aufgabe waren die Bewachung der deutschen Festung Metz und von Pont-à-Mousson sowie die Besetzung der Maashöhen und die Verbindung zur 2. Armee nach Audun-le-Roman. Die „Armée de Lorraine“ wurde am 27. August 1914 aufgelöst und die Einheiten zur Aufstellung der 6. Armee herangezogen. Corps de cavalerie Abonneau - Kommandant: Général Pierre Charles Adalbert Abonneau Das „Kavalleriekorps Abonneau“ wurde als provisorischer Verband mit der 4. und 9. Kavalleriedivision am 18. August 1914 aufgestellt und der 4. Armee zugeteilt. Im Zuge der Schlacht in den Ardennen wurde es bereits am 25. August wieder aufgelöst. 6e armée - Kommandant: Général Michel Joseph Maunoury - Chef des Stabes: Colonel Amédée Henri Guillemin Die 6. Armee wurde mit Befehl vom 26. August 1914 aufgestellt. Der Stab kam von der „Armée de Lorraine“ (die am 27. August aufgelöst wurde), dazu das 7. Korps und die 3. und 6. Reservedivisionsgruppe. Die Einheiten wurden in der Gegend um Péronne, Amiens und Montdidier versammelt. Ab dem 1. September wurden mehr und mehr Einheiten abgezogen, so die 6. Reservedivisionsgruppe, die 45. Infanteriedivision, die 5. Reservedivision, die 8. Infanteriedivision und weitere. 9e armée - Kommandant: Général Ferdinand Foch - Chef des Stabes: Colonel Maxime Weygand Die 9. Armee (ursprünglich „Détachement d’armée Foch“ – Armeeabteilung Foch – genannt) wurde am 20. August in der Gegend von Guignicourt mit dem 9. und 11. Armeekorps sowie der 42. Infanteriedivision und der 52. Reservedivision aufgestellt. Sie stand unter dem Kommando der 4. Armee und hatte die Verbindung zur 6. Armee zu halten. Am 5. September wurde das Détachement in 9e armée umbenannt. Als Verstärkungen wurden zugeführt: am 30. August die 22. Infanteriedivision am 31. August die 52. Reservedivision zwischen dem 3. und 7. September die 18. Infanteriedivision zwischen dem 10. und 12. September das Corps de cavalerie de l’Espée |